# مكافحة الحرائق والغابات من الجو في جنوب أستراليا

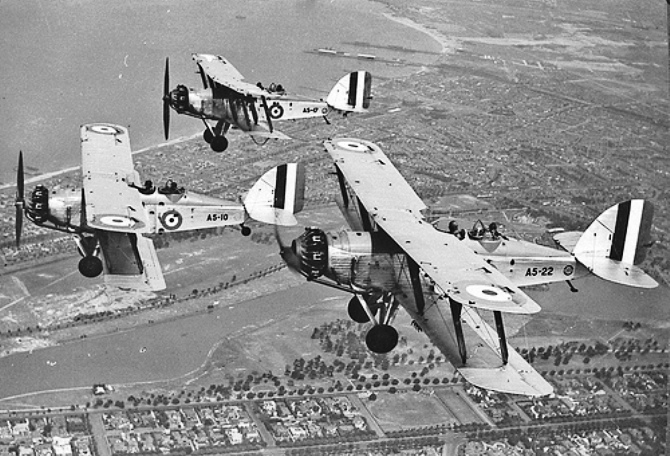
تم إشراك RAAF Westland Wapitis من Point Cook بالقرب من ملبورن لأول مرة في 18 فبراير 1930 من قبل لجنة الغابات في فيكتوريا للاستطلاع الجوي لحرائق الغابات، وشوهد هنا وهو يحلق في تشكيل فوق بحيرة ألبرت بارك.

طُورت مكافحة الحرائق والغابات من الجو في جنوب أستراليا بالتَّوازي مَع التَّحسيناتِ السَّريعَة في تُكنولوجيا الطّائِراتِ عَلى مَدى القَرنِ الماضي، ومَع توفُّر طائِراتٍ أكثَرَ تَقدمًا وقُدرة، سارَعَ رِجالُ الإطفاءِ والغاباتِ إلى البَحثِ عن فُرَصٍ لاستِخدامِها وتََكييفِها.
تَتَمَتَّعُ الطّائراتُ بِثلاثِ مَزايا رَئيسيَّةٍ عَلى المَوارِدِ الأرضيَّة: السُرعَة والوُصول والمُراقَبة، وقَد تمَّ استخدامَ الطائِراتِ في مَجموعَةٍ واسِعَةٍ مِنَ المَهامِ بِما في ذلكَ الاستِطلاعِ، وإلقاءِ القَنابِلَ النّاريَّةِ، ونَقلِ الطّاقَمِ، والإشعالِ الجَوِّيِّ، والحَرقِ الخَلفيِّ، وجَمعِ صُوَرَ الأشعَّةِ تَحتَ الحَمراء، بالإضافَةِ إلى مَهامِ الغاباتِ التَّشغيليَّةِ مثل التَّصويرِ الجوِّيّ، والمسوحات، والرَّشّ، والتَّسميد، والبَذِر.
قادَت لَجنَةُ الغاباتِ في فيكتوريا الكَثيرَ مِن الأعمالِ الرّائِدَةِ المُبكِّرَةِ في أستراليا بالتّعاوُنِ مع سُلطاتِ الغاباتِ والحَرائِقِ الأخرى في الوِلايَّة، بِما في ذلكَ إدارَةَ غاباتِ أستراليا الغربيَّة، ولَجنَةِ الغاباتِ في نيوساوث ويلز، وإدارَةِ الغاباتِ في جنوبِ أستراليا، وغاباتِ تسمانيا، كما ساهَمَت الوَكالاتِ الفيدرالية بِما في ذلك CSIRO بِشكلٍ كَبير.
وقد واجَهَت وكالاتُ الغاباتِ والحَرائِقَ في الخارج، لا سيَّما دائِرَةَ الغاباتِ الأمريكية، وَمَكتَبِ إدارةِ الأراضي بالولايات المتحدة، والوَكالات الحكوميَّة مثلَ إدارةِ الغاباتِ والحمايةِ من الحَرائِق بكاليفورنيا (CalFire)، وكذلِكَ دائرةَ الغاباتِ الكنديَّة واجَهَت أيضًا تحدِّياتٍ مُماثِلةٍ وأثبَتَت وُجودَ شُركاءٍ أقوياءٍ وراغِبينَ في تَبادُلَ المَعرِفَةِ والمُعدّاتِ والخِبرَةِ على مَدى عُقودٍ عَديدة.

## حرائق الغابات الكبرى
دوليًا، فإنَّ جَنوبَ استراليا وخاصَّةً ولاية فيكتوريا جنبًا إلى جَنبٍ مَعَ الوِلاياتِ المِجاوِرَةِ ل نيوساوث ويلز، وجَنوبَ أستراليا جنبًا إلى جَنبٍ مَع دَولَةِ جزيرة تسمانيا، يعتَبَرُعُمومًا واحدًا مِنَ المَناظِرِ الثّلاثَةِ على الأرضِ الأكثَرَ عُرضَةً للإتلافِ بسببِ حَرائِقِ الغابات، والاثنانِ الآخرانِ هُما جَنوبَ كاليفورنيا وساحِل البحر الأبيض المتوسط.
علاوةً على ذلكَ فإنَّ الكَثيرَ مِن أجزاءِ شَرقِ فيكتوريا وأجزاءِ جِبالِ الألب في نيوساوث ويلز نائِيةً وجَبليَّةً ولا يُمكنُ الوُصولَ إليها، وغالبًا ما تَحدثُ حَرائِقَ الغاباتِ بِسببِ ضَرباتِ البَرقِ المُتَعدِّدَةِ التي يُمكِنُ أن تَنمو بِسُرعَةٍ في الحَجم، حتّى بِمساعَدَةِ طائراتِ القَصفِ الحارِقَةِ الحَديثَةِ لإبطاءِ انتِشارِ حَرائِقِ الغابات، تَظلُّ السَّيطَرَةِ على هذهِ الحَرائِقِ تَعتَمِدُ عادةً على وُصولِ أطقُمِ الأرضِ إلى حافَّةِ الحَريقِ لإخمادِها تمامًا، على الرُّغمِ مِن أنَّ الأمطارَ الغَزيرَةَ تَكونُ كافيَّةً في بَعضِ الأحيان.

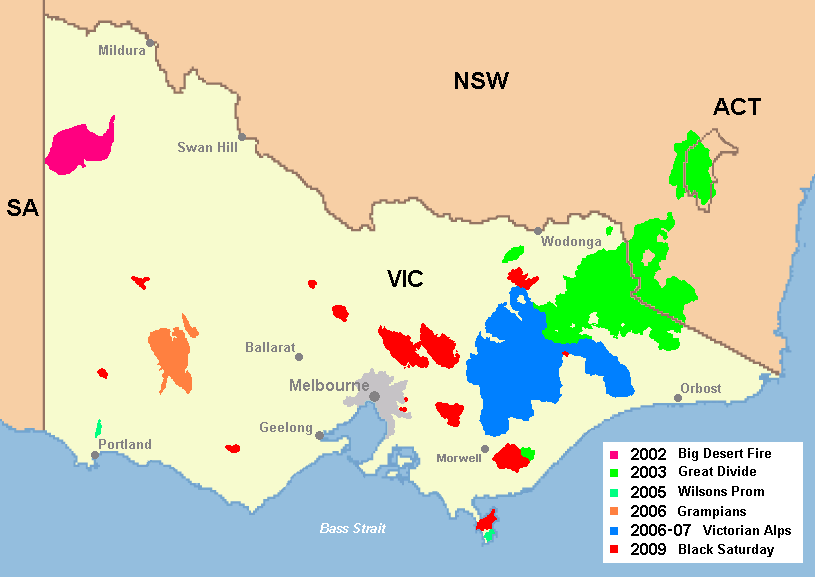
حرائق الغابات الرئيسية في فيكتوريا بين عامي 2002 و2009.

اندَلَعَت حَرائِقَ الغاباتِ الفيكتوريَّةِ الكُبرى يَوم الخَميسِ الأسوَد عام 1851، حيثُ احتَرَقَ ما يقدَّرُ بِنحوَ 5 مَلايين هكتار، تلاهُ حريقٌ آخرٌ يومَ الثُّلاثاءِ الأحمَر في فبراير 1891 في جَنوبِ جيبسلاند عِندَما احتَرَقَ حَوالي 260 ألف هكتار، وتوفِّيَ 12 شخصًا، ودُمِّرَ أكثَرَ من 2000 مَبنى، واستَمَرَّ هذا النَّمَطِ المُميتِ مَع المَزيدِ مِنَ الحَرائِقِ الكُبرى في يومِ الأحدِ الأسود في 14 فبراير 1926 والتي شَهِدَت ارتفاعَ عَدَدَ القَتلى إلى ستّينَ شَخصًا، وأضرارًا واسِعَةَ النِّطاقِ بِالمزارِعِ والمَنازِلِ والغابات، وفي 7 شباط / فبراير 1967، كانَت حَرائِقُ الغاباتِ يَومَ الثُّلاثاءِ الأسوَدِ في تسمانيا هي أسوأ حَرائِقَ شَهدَتها الوِلايَةُ على الإطلاق، حيثُ خَلَّفَت 62 قَتيلًا و900 جريحًا وأكثَرَ مِن سَبعَةِ آلافِ مُشرَّد.
ومَع ذلِك فإنَّهُ عِندَ النَّظَرِ في كلٍّ مِنَ الخَسائِر في المُمتَلكاتِ والخَسائِرِ في الأرواح، فإنَّ حَرائِقَ غاباتِ الجُمعَةِ السَّوداء في 13 يناير 1939 واحدةٌ من أسوأ الكَوارِثَ الطَّبيعيَّةِ التي حَدَثَت في أستراليا وبالتَّأكيدِ أسوأ حَرائِقَ الغاباتِ حتّى ذلكَ الوَقت؛ فقد احرَقَت حَرائِقَ الجمعةِ السَّوداءِ عام 1939 في فيكتوريا مَليونَيّ هكتار، ودمَّرَت 69 مطحنة، وتوفِّيَ 71 شخصًا، ودمَّرَت عِدَّةَ بَلداتٍ بِالكامِل، وتلتها حَرائِقَ غاباتِ الأربعاءِ الرَّمادِ في فيكتوريا وجنوبِ أستراليا في صيفِ عام 1983، وحرائِقَ الغاباتِ يومَ السَّبتِ الأسودِ في عام 2009 التي أسفَرَت عَنِ المَزيدِ مِنَ الوفيّات.
كانَت حَرائِقَ الغاباتِ بِلا شَكّ دائمًا سِمَةً مِن سِماتِ الصَّيفِ الأستراليّ، ففي المُتوسِّطِ العام يَحدُث أكثَر من 600 حَريقِ غاباتٍ في مُتنَزهاتِ فيكتوريا الوَطنيَّة وغاباتِ الولايةِ التي تَحرِقُ حوالي 110.000 هكتار، ويتِمُّ استخدام مادَّة مُثبِّطة في حوالي 10٪ منها، ومَع ذلك فإنّهُ مِنَ المُتوقَّعِ أن تَزدادَ تأثيراتِ حَرائِقَ الغاباتِ نَتيجَةً للضُّغوطِ السُّكّانيَّةِ ونمُوِّ الإسكانِ على طولِ الواجِهَةِ بينَ الغاباتِ والمُجتَمعاتِ الرّيفيَّةِ أيضًا، في حينِ أنَّ تأثيراتَ الاحتِباسِ الحَراريّ غيرُ معروفَةٍ تمامًا، فمنَ المُحتَمَلِ جدًا أن تَشهَدَ فيكتوريا عددًا مُتزايدًا مِنَ الأيامِ مَع خَطَرِ نُشوبِ حَريقٍ شَديد.
وإذا وَضعنا جانِبًا حَرائِقَ كَبيرَةً لِمدِنٍ مثل حَريقَ ميريكي العَظيم، أو حَريقَ لندن العَظيم، فَربَّما كانَ أسوأ حَريقُ غاباتٍ في العالَمِ في بيشتيغو في ويسكونسن في عام 1871، والذي أحرَقَ ما يقرُبُ مِن 1.2 مليون فدان، ودمَّرَ اثني عَشَرَ مُجتمعًا، وقَتَلَ ما بَينَ 1500-2500 شَخص، وأصبَحَت بيشتيغو الآن منسيَّةً إلى حَدٍّ كَبير، وقَد طَغَت عَليها حَريقَ شيكاغو العَظيم الذي وَقَعَ في نَفسِ اليَوم.

## استطلاع حرائق الغابات
أثبَتَت التَّجرُبَة باستِمرار أنَّ الاكتِشافِ المُبكِّرِ والهُجومِ الأوَّلِ العُدوانيِّ هوَ المُفتاحَ لِلحِفاظِ عَلى حَرائِقِ الغاباتِ صَغيرَة، ويَمنَحُكَ أفضَلَ فُرصَةٍ للسَّيطَرَةِ عَليها، في الجُزءِ الأوَّلِ مِنَ القَرنِ الماضي، وكانَ هناكَ وصولٌ مَحدوُدٌ إلى الغاباتِ الجَبَليَّةِ الواسِعة، لا سِيَّما في السَّلاسِلِ الشَّرقيَّةِ النّائيَةِ وغيرِ المَأهولَةِ في فيكتوريا، لذلك كانَ هُناكَ مُستوىً قوِيّ مِنَ الحَماسِ للاستِطلاعِ الجَوِّيّ لِحرائِقِ الغابات.

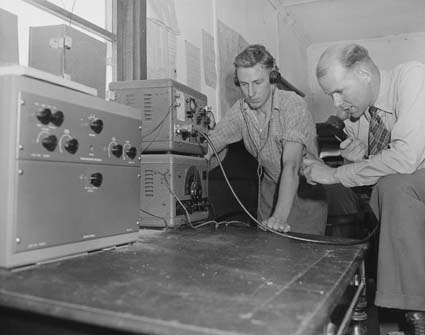
لجنة الغابات في فيكتوريا "Roly Parke"، منطقة الحراجية - 1945K مكّنت أجهزة الراديو المكتبية الجديدة وأجهزة الراديو المحمولة الثقيلة RC-16 رجال الإطفاء من التواصل مباشرة مع طائرات استطلاع RAAF.

في حينِ أنَّ هناكَ رِواياتٍ مُختَلِفة، فَمِنَ المُسلَّمِ بِه عُمومًا أنَّ أوَّلَ دَوريَّةٍ جَوِّيَّةٍ للغاباتِ في العالَم تَمَّ نَقلَها جَوًا كإظهارٍ لِخدمَةِ الغاباتِ الأمريكيَّةِ في 29 يونيو 1915 في بُحيرَةِ تروت بولايَةِ ويسكونسن في قارب كيرتس فلاينج، مِن قِبَلِ رائِدِ الطَّيرانِ والرِّياضِيِّ الثَّريّ من شيكاغو لوجان «جاك فيلاس»، سادَت الفِكرَة وانضَمَّت خِدمَةُ الغاباتِ الأمريكيَّةِ لاحِقًا إلى الخِدمَةِ الجَوِّيَّةِ لِلجيش في عام 1919؛ لِتشغيلِ دَوريّاتِ حَريقٍ جَوِّيَّةٍ مُنتَظَمَةٍ فوقَ الغاباتِ الوَطَنِيَّة، وبِحَسَبِ الشّائِعات، فَقَد تمَّ تَجهيزُ كلَّ طائِرَةٍ بِتلسكوب ومَدفع رشاش كَرادِع للحَريقِ المُتَعَمَّدّ، وعدَدُ الحَرائِقَ في غابَة كليفلاند الوَطَنيَّةِ انخّفَضَ لِبعضِ الوَقت، ومَع ذلك كانَ عَدَمَ وجودِ أجهِزَةِ راديو لاسلكية للاتِّصالِ بينَ الطَّيّارِ والأرضِ مُشكِلَةُ رئيسيَّةً، وتوقَّفَ البَرنامِج مُؤقَّتًا في عامِ 1925.
جرَت مُناقَشَةٌ بينَ لَجنَةِ الغاباتِ في فيكتوريا والمَجلِسِ الجَوِّيّ على مَدى سَنواتٍ ما قَبلَ 1929-30 بِهَدَفِ بَدءِ دَوريّاتِ الحَرائِقِ المُنتَظَمَةِ باستِخدامِ طائِراتِ RAAF ولكِنَّ عدَمَ وجودِ مَناطِقَ هُبوطٍ آمنَةٍ أثبَتَ العَقَبَةِ الرَّئيسيَّة، وفي نِهايَةِ المَطافِ تمَّ نَشرَ أوَّلِ طائِرَةٍ لاكتِشافِ الحَرائِقَ في فيكتوريا في 18 فبراير 1930، عِندَما حَلَّقَت طائِرَةٌ تابِعَةٌ لِسلاحِ الجَوِّ المَلَكيِّ البِريطانِيّ ويستلاند وابيتي من السِّربِ رقَمِ 1 الذي يَعمَلُ انطِلاقًا مِن بوينت كوك بالقُربِ مِن ملبورن فوقَ سِلسِلَةِ جِبالِ داندينونج القِريبِة، ويُعتَقَدُ أيضًا أنَّ هذا هوَ أوَّلُ أستراليّ فكَّرَ بهذا.
تمَّ إرسالُ الاتِّصالاتِ مِن راديو الطّائرَةِ في رَمز مورس إلى مجلِسِ الهواء في RAAF لافرتون، الذي قامَ بعدَ ذلكَ بِتمريرِ المَعلوماتِ إلى مُراقِبي الحَرائِقِ التّابِعينَ لِلجنَةِ الغابات، وزُعِمَ أنَّ التَّأخيرَ كانَ مُجرَّدَ دَقائِق، وعلى مرِّ السِّنين تَرَكَّزَتِ الجُهودُ عَلى تَحديدِ مَواقِعَ اندِلاعِ الحَرائِقِ بِشكلٍ أكثَرَ دِقَّة، ولكن لَم تَكُن الطّائِرَةُ قادِرَةً على الاتِّصالِ مُباشَرَةً عَن طَريقِ الرّاديو مَع مَكتَبِ مُقاطَعَة FCV في باولَتاون حتّى صيفِ 1939-1940.
وصِفَت اللَّجنَةُ المَلكيَّةُ في حَرائِقِ الغاباتِ عام 1939 التي أجراها القاضي ليونارد إدوارد بيشوب ستريتون بأنَّها واحدةٌ من أهَمِّ الاستِفساراتِ في تاريخِ الإدارَةِ العامَّةِ الفيكتورية، وَقَد أدَّت تَوصِياتُهُ إلى تَغييراتٍ شامِلَةٍ بِما في ذلكَ التَّنظيمِ الصّارِمِ لإجراءاتِ السَّلامَةِ مِنَ الحَرقِ والحَرائِقِ لِمناشِرِ الأخشاب، ومُرخَّصي الرَّعي، وعامَّةَ النّاس، والبِناءِ الإجباريِّ للمخابِ في مناشِرِ الغابات، وزِيادَةِ شَبَكَةِ الطُّرُقِ الحُرجِيَّةِ ومصدّاتِ الحَرائِق، وبِناءِ سُدودَ الغابات، وأبراجِ مُكافَحَةِ الحَرائِق، ودَعَمَت المَزيدَ مِن الدَّوريّاتِ الجَوِّيَّة لِلقواتِ المُسلَّحةِ الملكيَّةِ السَّعوديَّة التي رَبَطتها شَبَكَةُ الرّاديو الخاصَّةِ باللِّجان VL3AA بِمراقبينَ أرضِيّين.

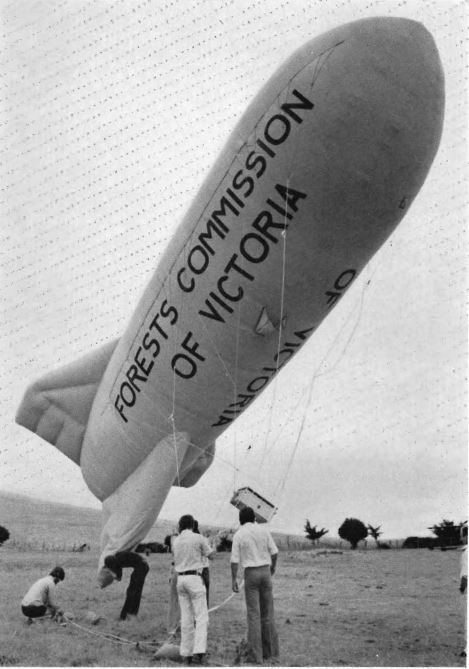
أدت الحاجة إلى تحسين الاتصالات لمكافحة الحرائق في التضاريس المسطحة مثل صحاري شمال غرب فيكتوريا إلى استخدام البالونات لتعليق مجموعات الترحيل اللاسلكي - 1976.

كانَ يُنظَرُ إلى أنظِمَةِ الاتِّصالاتِ التّابِعَةِ للَجنَةِ الغاباتِ في ذلكَ الوَقتِ على أنَّها أكثَرَ تَقدُّمًا منَ النّاحيَةِ الفَنِّيَّةِ مِنَ الشُّرطَةِ والجَيش، حيثُ قامَ جيف ويست بِتَوجيهِ هذهِ الجُهودِ الرّائِدَة، وبِحلولِ عامِ 1943-1944 أصبحَ الاتِّصالُ المُباشِرِ مُمكِنًا بينَ أطقُمِ مُكافَحَةِ الحَرائِقِ على الأرضِ، باستِخدامِ أجهزةِ راديو RC-16 وطائِرَة RAAF مُحمولَةً ولكنَّها ثَقيلة، وعلى الرُّغمِ مِن أنَّ تِقنيَّةِ أجهِزَةِ الرّاديو المَحمولَةِ ظلَّت بِدائِيَّة، وكانَ الاستِقبالُ ضَعيفًا إلّا إذا كانَ المُستخدِم في نُقطَةٍ عالِيَةٍ في مَكانٍ ما، وكانَت أيضًا إشارَةَ الرّاديو عالِيَةَ التَّرَدُّد «خطَّ البَصر»، وتَرتَدُّ بينَ أبراجِ النّارِ وأجهِزَةِ إرسالِ التَّرحيلِ عبرَ الجِبالِ إلى مَكاتِبَ المَنطِقَةِ في البَلَدِ الصَّحراويّ المُسَطَّحِ في شَمالِ غَربِ فيكتوريا، وتمَّ استِخدامُ البالوناتِ في السَّبعينيّاتِ لِزيادَةِ التَّغطِيَةِ الإذاعيَّة، وفي وقتٍ لاحِقٍ أحدَثَ إدخالُ أجهِزَةِ الرّاديو ذاتِ التَّردُّدِ العالي جِدًا، وأجهِزَةِ الرّاديو للطَّيرانِ التي تَعمَلُ داخلَ النِّطاقِ الجَوِّيّ، ثمَّ الهَواتِفَ المَحمولَةِ الرَّقَميَّةِ ثَورَةً في اتِّصالاتِ حَرائِقِ الغابات.
بحلولِ صيفِ عام 1945-1946، تمَّ إجراءُ 114 رِحلَةً جوِّيَّةً مَع ما يَصِلُ إلى ثَماني طائِراتٍ مِن طُرازِ RAAF في الجَوّ، في أيّامِ الحَرائِقِ السَّيِّئَة، ولَقَد عَمِلوا مِن قَواعِد RAAF في Point Cook، وBallarat، وEast Sale، وBairnsdale، وأبلَغوا عَن 438 حالَةَ تفشّي في العامِ التّالي، وتَمَّ تَوفيرُ محرّراتِ RAAF الموحَّدَةِ B-24 وأفرو لينكولن بومبرز، واستُكمِلَت بِواسِطَة Avro Anson's وDC3 Dakotas، ومَع ذلك فإنَّهُ بِحلولِ 1959-1960 أصبَحَ استِخدامُ الرَّحلاتِ الجَوِّيَّةِ المُستَأجَرَةِ الأرخَصِ مِنَ المُشَغلينَ الخاصّينَ في الطّائِراتِ الخَفيفَةِ أكثَرَ شُيوعًا، وتَمَّ إجراءُ آخرِ دَوريَّةٍ لِسلاحِ الجَوِّ المَلكيِّ البريطانيّ في 1963-1964، وأصبَحَتِ الدَّوريّاتُ الجَوِّيَّةِ شائِعَةً طَوالَ الصَّيفِ مِن قِبَلَ جَميعِ وكالاتِ الغاباتِ والحَرائِقِ لِتَكمِلَةِ شَبَكَةِ أبراجِ الإطفاءِ الثّابِتَة.
ذهَبَت إدارَةُ الغاباتِ الأسترالية الغربيةِ إلى حدِّ شِراءِ أربَعِ طائِراتٍ خَفيفَةٍ مِن طُرازِ Piper PA18 في 1978-1979 واستَخدَمَت طيّارينِ خاصّينِ بِها لِتَشغيلِ رَحلاتٍ استِطلاعِيَّةٍ بالاشتِراكِ مَع طائِراتٍ خاصَّة.
يتَمَثَّلُ أحدُ المَخاطِرِ الرَّئيسيَّةِ لِجميعِ عَمليّاتِ إطلاقِ النّارِ في انخِفاضِ الرُّؤيَةِ بِسَبَبِ الغُبارِ والدُّخانِ والضَّبابِ وحتّى السُّحُبِ المُنخَفِضَة، وتَمَّ الإبلاغُ في وقتٍ مُبَكِّرٍ من 22 مارس 1945 أنَّ الرُّؤيَةَ انخَفَضَت إلى الصِّفر، وتَمَّ إيقافُ جَميعِ طائِراتِ الاستِطلاعِ التّابِعَةِ لِسلاحِ الجَوِّ المَلكيِّ البريطانيِّ مِمّا أدّى إلى وُصولِ حَريقٍ بِالقربِ من Toolangi إلى حجمٍ كبيرٍ قبلَ اكتِشافِه.

## تعيين

### التصوير الجوي

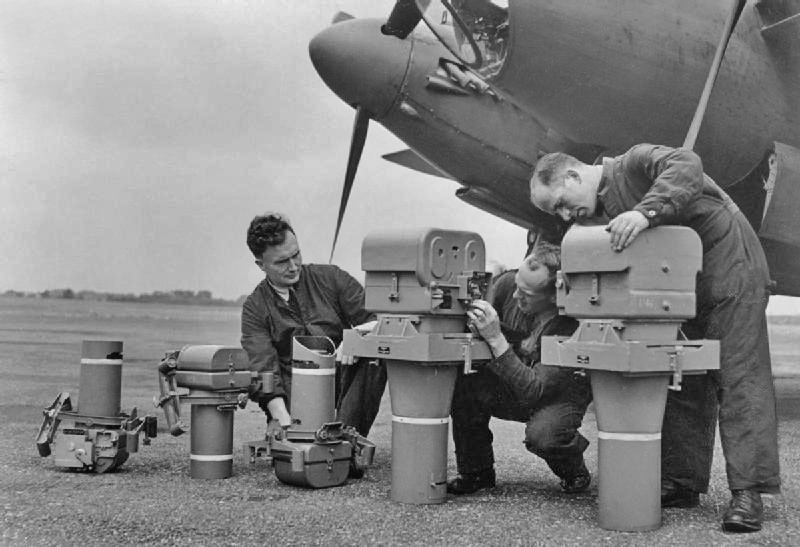
يختبر المصورون كاميرات F24 كبيرة الحجم المستخدمة في الطائرات الحليفة بما في ذلك RAAF، حوالي عاميّ 1942/1943.

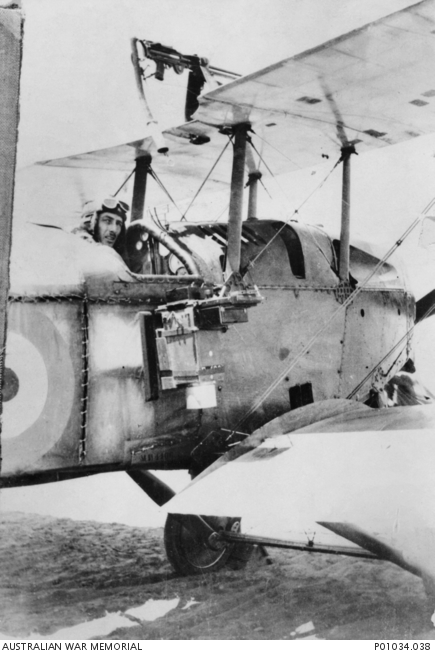
صورة للطَّيّارين من الطَّيران في كورب الاسترالية الرائدة في استخدام التصوير الجوي ورسم الخرائط في فلسطين خلال WW1، الملازم كول يجلس في قمرة القيادة وهو Martinsyde G 10 0 مزود بكاميرا Williamson - 1917، المصدر: AWM.

يُمكِنُ إرجاعَ التَّصويرِ الجَوِّيّ إلى عامِ 1858، ولكنَّهَ نَضِجَ خِلالَ الحَربِ العالمِيَّةِ الأولى، مَع اكتِشافِ أنَّ الصِّوَرَ الرَّأسيَّةَ التي تمَّ التِقاطَها بِتَداخُل بِنِسبِةِ 60٪ يُمكِنُ استِخدامَها لإنشاءِ تَأثيرٍ ثُلاثِيِّ الأبعادِ عِندَ عَرضِها في مُجَسَّم، وقد تمَّ استِخدامَ التَّصويرِ الجَوِّيِّ على نِطاقٍ واسِعٍ لِرسمِ خَريطَةَ خَنادِقِ الجَبهَةِ الغَربِيَّةِ، وفي يَناير 1918، نَشَر الجِنِرال أللنَبي خَمسَة طيّارينِ أستراليَينِ مِنَ السَّربِ رَقَم 1 AFC في مُهِمَّةٍ خَطيرَةٍ لِتصويرِ 624 ميلًا مُرَبَّعًا في فِلسطين، لِتحديثِ خَرائِطَ المَواقِعِ التُّركيَّةِ بَعدَ الحَرب، وما كانَ نَجاحُ الحِصانِ الخَفيفِ الأستراليّ في بِئرِ السَّبَع واستِعادَةِ مَدينَةِ القُدس ليَتمَّ لولا هذا الاستِخدامِ الرّائِدِ، وللاستِطلاعِ الجويثبت مساعداتٌ كَبيرَةٌ معَ العلمِ أنَّها تَتَقدَّمُ بِسرعَةٍ أكبَرَ مِن رَسمِ الخَرائِطَ والمَسحِ التَّصويرِيّ.
أوين جونز، كان الرَّئيسَ الوَيلزيّ الشّاب لِلجنَةِ الغاباتِ التي تَمَّ تَشكيلُها حديثًا في فيكتوريا، وقَد تَمَّ تَجنيدُهُ كَواحِدٍ مِن الطُّيورِ الحَربيَّةِ البريطانيَّةِ الأصلِيَّةِ في سِلاحِ الطَّيرانِ المَلَكيّ خِلالَ الحَربِ العالميَّةِ الأولى، وكانَ قَد دافَعَ لِفَترةٍ طَويلَةٍ عَن فِكرَةِ مَسحِ الغاباتِ ورَسمِ الخَرائِطَ والتَّقييمِ مِنَ الصِّوَرِ الجوِّيَّةِ في عامِ 1928، ونفَّذَتِ اللَّجنَةُ أولَ مَشروعِ تَصويرٍ جَوِّيٍّ رئيسيٍّ لَها على مَساحَةِ 15000 فدان مِن الغابات، وفي وقتٍ لاحِقٍ أجرَت هَيئَةَ الغاباتِ في تسمانيا أوَّلَ مَسحٍ جَوِّيٍّ واسِعِ النِّطاقِ للغاباتِ الأسترالية في أبريل 1930 وذلكَ عِندَما تَمَّ تَصويرُ مَساحَةً تُقارِبُ 900 كيلومتر مربع (222,000 فدان) في المَنطِقَةِ الشَّمالِيَّةِ الغَربيَّةِ مِن قِبَلِ مَجلِسِ الهَواء، ونَتيجَةً لهذا العَمَلِ الأوَّلِيّ عَرَضَت حُكومَةُ الكومنولث في عام 1933 إجراءَ مَسحَ جوِّيٍّ للغاباتِ في تسمانيا بمعدَّلِ 10 جنيهات إسترلينية لكلِّ ميلِ مُربَّع أو 8 سنتات / هكتار، بِما في ذلكَ إنتاجَ الخَرائِطِ الطبوغرافيَّةِ والغابات، لكن لَم يَتمَّ تَناوُلَها وغَنِيٌّ عَنِ القَولِ أنَّ التَّحدِّياتِ كانَت هائِلَةً بالنِّسبَةِ لِمُنَظَّماتِ الغاباتِ الوَليدَةِ بِما في ذلِكَ المَسؤولَةِ عَن مَساحاتٍ شاسِعَةٍ مِنَ الدَّولَةِ ومناطِقِها الوَعِرَةِ والنّائِيَةِ التي لا يُعرَفُ عنها الكَثير، وقد تَمَّ استِخدامُ الفَسيفساءِ الضَّوئيَّةِ الجَوِّيَّةِ المُرَكَّبَةِ لإنتاجِ خَرائِطَ طبوغرافيَّةِ، ورَسمِ خَرائِطَ لِحامِلِ الغابة.
خلالَ سَنواتِ الحَربِ تمَّ تَصويرُ مَناطِقَ واسِعَةٍ مِن فيكتوريا بِواسِطِة أطقُمِ طائِراتِ RAAF واستَخدَمَتها لاحقًا سُلطاتٌ حُكوميَّةٌ مُختَلِفَةٍ لإنتاجِ خَرائِطَ تقويمِ العِظام،  وخِلالَ الحَربِ كانَ هُناكَ عَدَدٌ مِن تََحَطُّمِ الطائِراتِ العَسكَرِيَّةِ على غاباتِ الدَّولَة، وبِحلولِ عامِ 1945، اكتَمَلَ التَّصويرِ الجوِّيِّ لِمساحَةِ 13000 ميل مربع (3.4 م هكتار) مِنَ الغابَة، بِما في ذلِكَ الكَثيرِ مِن مناطِقَ الغابَةِ التي يَتَعذَّرُ الوُصولَ إليها في النِّطاقاتِ الشَّرقيَّة، وأثبَتَتِ الصِّوَر أنَّها لا تُقَدَّرُ بِثَمَنٍ لِتصميمِ مُحاذاةَ طُرقٍ جَديدَةٍ ولِرسمِ خرَائِطَ جَديدةٍ مِنَ الأخشاب،  وفقًا لِذلك تَمَّتِ إدارَةَ الطّائِراتِ داخِلَ لَجنَةِ الغاباتِ مِن قِبَلِ كبيرِ الرَّسّامين ميرفين بيل.
تَكشِف خَريطِةً تفاعُليَّةً باستِخدامِ تَصويرِ RAAF لِعامِ 1945 مَدى نُمُوِّ ضَواحي ملبورن بَعدَ الحَرب، ومَع تَطَوُّرِ كاميراتِ التَّصويرِ الجَوِّيِّ أصبَحَت أرخَصُ في السِّتّينيّاتِ والسَّبعينيّاتِ مِنِ القَرنِ الماضي، بعدَها بَدَأت جَميعُ خَدماتِ الغاباتِ في شِراءِ مُعدّاتِ الكاميراتِ ذاتِ الحَجمِ المُتَوَسِّطِ مَقاسَ 70 مم، وتَعديلِ الطّائِراتِ المَدَنِيَّةِ الصَّغيرَةِ لإجراءِ عَمَليّاتِ مَسحِ مُنتَظَمَةٍ تَجمَعُ المَعلوماتِ حَولَ أشياءٍ مِثلَ الغطاء النَّباتيّ، ومَناطِقَ قَطعِ الأشجار، وأعمالِ الطُّرُقِ الجَديدَة، وتاريخَ حَرائِقِ الغابات، وقد تَمَّ تَفسيرُ الصُّوَرَ باستِخدامِ مُعَدّاتِ التَّنقيطِ مثل زايس ايرو سكتشماستر،  وهيَ عبارة عن ورَقَةٍ كَبيرَةٍ مِن A0 الرَّقيقَةِ والشَّفّافَة، وجَدوَلِ ضوء، ومَجموعَةً مِن أقلامِ الرَّصاصِ المُلوَّنَةِ، وبالتَّناوُبِ هناكَ حاجَةً لأقلامِ الحِبرِ وَمَطرَدٍ مِن ناحيَةٍ أخرى لرَسمِ الخَرائِط.

#### رسم الخرائط بالأشعة تحت الحمراء - FLIR & Linescan
لَطالَما كانَت مُراقَبَةُ نَشاطِ الحَريقِ مِن خِلالِ الدُّخانِ الكَثيفِ مُشكِلَةُ لِرجالِ الإطفاء، حيثُ تمَّ تَوجيهُ البَحثِ عَلى مَدى سَنواتٍ عَديدَةٍ إلى صُوَرِ الأشعَّةِ تَحتِ الحَمراءِ التي يُمكِنُها الرُّؤيَةُ مِن خِلالِ الدُّخان -باستِثناءِ السُّحُبِ وبُخارِ الماء-، وأنتَجَت أنظِمَةُ الأشعَّةِ تَحتَ الحَمراءِ المُبكِّرَةِ صِورًا على الفيلمِ في نِطاقِ 3-5 ميكرون و8-14 ميكرون.

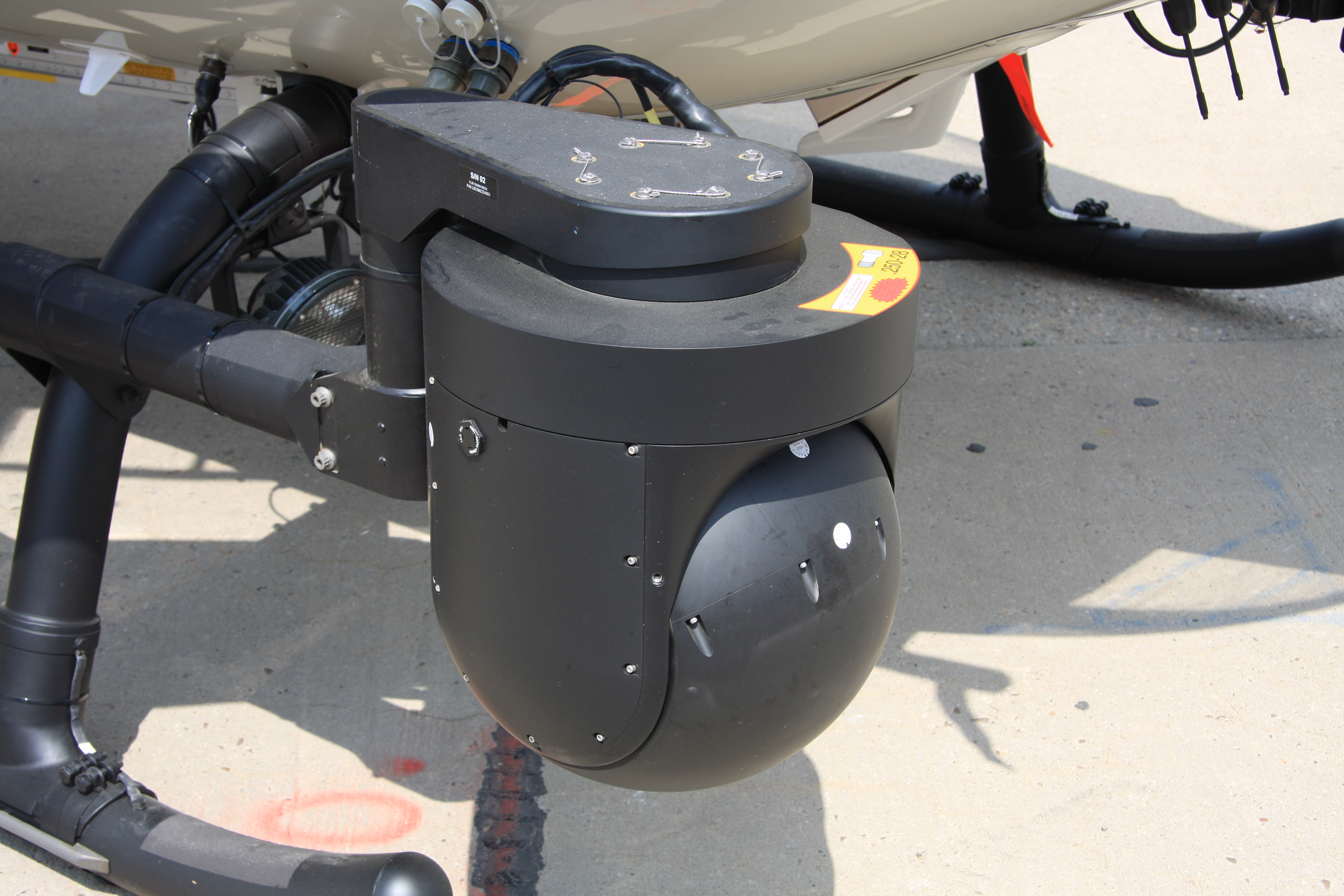
كاميرا حرارية على انحرافِ إحدى الجبال.

وقَد وضِعَت عدَّةُ نُهُجٍ في 1960 من قِبَلِ CSIRO ومُختَبَرِ أبحاثِ الأسلِحَةِ بِالتَّزامُنِ مَع مَلحوظاتِ الباحِثِ في حَرائِقِ الغاباتِ آلان ماك آرثر مِنَ غاباتِ الكومنولث ومَكتَبِ الأخشاب في مايو 1971، واختبَرَت لَجنَةُ الغاباتِ في فيكتوريا رسَّامَ خِرائِط Bendix في جيبسلاند؛ لِتَحديدِ ما بَينَ الغاباتِ المُحتَرِقَةِ والغاباتِ غيرِ المُحتَرِقَةِ بَعدَ حرقِ الوَقود، وتمَّ تَعليقُ مُخَطَّط تَحتَ سيسنا 182 مَع جَميعِ المُعدّاتِ الإلكترونِيَّةِ الخَرقاءِ التي تَمَّ تَركيبهُا في المَقعَدِ الخَلفِيِّ للطّائِرَة، لكنَّ النَّتائِجَ كانَت مُخيِّبَةً للآمال؛ لأنَّ هُطولَ الأمطارِ طَوالَ اللَّيلِ قد أوقَفَ اختلافَ دَرجاتِ الحَرارَة.
بعدَها قامَت لَجنَةُ الغاباتِ أيضًا بِتَجربَةِ نِظامِ أنبوبِ Pyro-vidicon بالأشعَّةِ تَحتَ الحَمراءِ في بيل جيترانجر وبيبر سينيكافي وذلكَ في أوائِلِ عامِ 1981، ثمَّ استَعارَت Inframetrics نظرةً مُستقبَليَّةً بالأشعَّةِ تَحتَ الحَمراءِ مِن خِدمَةِ الغاباتِ الأمريكيَّةِ في أواخِرِ عامِ 1981 لإجراءِ عَمليّاتٍ منَ الضّوءِ للهليكوبتر في 1982-1983، وكانَت هُناكَ فُرصَةٌ لاختِبارِ وِحدَةِ FLIR المَملوكَةِ مِن قِبَلِ مَجلِسِ السَّلامَةِ الوَطَنِيِّ الأسترالي أثناءَ حَرائِقَ نهر كان، وتمَّ تَركيبُ الوَحدَةِ عَلى طائِرَةِ هليكوبتر من طُرازِ Bell Longranger والتي أثبَتَت أنَّها مُفيدَةٌ للغايَةِ في تَحديدِ النِّقاطِ السّاخِنَةِ المُشتَعِلَةِ مِن خِلالِ الدُّخانِ الكَثيفِ وتَوجيهِ أطقُمِ الأرضِ أثناءَ مَرحَلَةِ المَسح، وتمَّ تَركيبُ الكاميرا على مِحوَرِتَحتَ مُقدِّمَةِ المَروَحيَّةِ التي تُحَلِّقُ على ارتفاعِ 6000-8000 قدم -ولكن على ارتفاع يصل إلى 300 قدم-، وتَعمَلُ مِنَ المَقعَدِ الأماميِّ بِواسِطَةِ ملّاحة تُشغِّلُ FLIR في نِطاقِ 8-14 ميكرون مَع مَجالِ رُؤيَةِ ضيِّق، وقَد نَجَحَت هذهِ التَّجارِبَ مِمّا دَفَعَ لَجنَةَ الغاباتِ إلى شِراءِ وِحدَةِ Inframetrics FLIR الخاصَّةِ بِها في عامِ 1983 والتي تمَّ استِخدامَها لأوَّلِ مَرَّةٍ أثناءَ حريقِ غاباتٍ بِالقربِ من لورن بعدَ فترةٍ وجيزَة.
تمَّ تَجرِبَةُ استِخدامِ تِقَنيَّةِ الخُطوطِ بِالأشعَّةِ تَحتِ الحَمراءِ لأوَّلِ مَرَّةٍ بَعدَ حرائِقِ أربِعاءِ الرَّماد، عِندَما استَخدَمَت لَجنَةُ الغاباتِ طائِرَةَ البَحث CSIRO F27 لإجراءِ مَسحٍ بِالأشعَّةِ تَحتَ الحَمراءِ لَحريقِ واربيرتون باولتاون، وكانَ الإخراجُ في الأساسِ عِبارَةً عَن تَصويرٍ بِالأشعَّةِ تَحتَ الحَمراء، ووجبَ التَّنويهُ إلى أنَّهُ حدَثَت تأخيراتٌ أثناءَ تَطويرِ إخراجِ المُنتَج.
حدَثَ استخدامٌ إضافِيٌّ لِتِقنيَّةِ مَسحِ الخُطوطِ بِالأشعَّةِ تَحتَ الحَمراءِ أثناءَ حَريقِ نهرِ كان في عام 1983، مَع قِيامِ طائِرَةِ كوين إير NSCA بِعَمَليّاتِ فَحصِ خُطوطِ الأشعَّةِ تَحتَ الحَمراء، ومَع ذلك فإنَّ عَمَليَّةَ تحديدِ سنَّ الرُّشدِ تغيَّرَ مِن هذهِ التِّكنولوجيا، ووَقَعَت بَعدَ عامٍ واحِدٍ خِلالَ مَوسِمِ حَرائِقَ الغاباتِ 1984-1985 عِندَما شَنَّت linescanner الأشعَّةَ تَحتَ الحَمراء في NSCA Kingair 200C و GAF البَدوِيِّ حربَ الطّائراتِ التي استُخدِمَت لِمراقَبَةِ انتِشارِ الحَرائِقَ الكُبرى، وتَقَدُّمُ حَرقَ الظُّهرِعبرَ شَمالِ شَرق فيكتوريا، وتمَّ إجراءُ المَسحِ في الغالِبِ أثناءَ اللَّيلِ، حيثُ أنَّهُ تمَّ تَوفيرُ الصِّوَرَ لِوحدَةِ التَّحَكُّمِ في الحَريقِ بِحلولِ السّاعَةِ الخامِسَةِ صَباحًا، وقَد مَكَّنَ هذا مِن تَطويرِ تَكتيكاتِ مُكافَحَةِ الحَرائِقَ قَبلَ وقتٍ طَويلٍ مِن مُغادَرَةِ أطقُمِ النَّوبَةِ اليَوميَّةِ لِمعَسكَراتِ القاعدَة، وتمَّ إنتاجُ صِوَرًا بالأبيَضِ والأسوَدِ لِصِوَرِ مَسحَ الخَطوطِ بِواسِطَةِ الكيميائيِّ المَحلِّيِّ في برايت، وتمَّ تَقديمَها لأطقُمِ الأرضِ المُغادِرَةِ إلى خَطِّ النّار، ونادِرًا ما كانَ لَدى رِجالَ إطفاءِ الغاباتِ الفيكتوريَّةِ مِثلَ هذهِ المَعلوماتِ الدَّقيقَةِ والمُفَصَّلةِ المُتاحَةِ لَهُم في ذلكَ الوَقتِ مِنَ اليَوم.
وهناكَ عَدَدٌ مِنَ الطّائراتِ يكونُ التَّحَكُّمَ فيها عن بُعدٍ بِدونِ طيّار قد تمَّ تَعيينُهُم، والمَعروفُ أيضًا أنَّ طائرات بِدونِ طيّارٍ تمَّ استِخدامَها مِن خِلالِ إدارَةِ فيكتوريا للطَّوارِئ ودائِرَةِ الأراضي للبيئَةِ والِمياهِ والتّخطيط في عام 2016؛ لاختِبارِ فَعاليَّتِها كَوسيلَةٍ مُنخَفِضَةِ التَّكلُفَةِ لِجمعِ المَعلوماتِ الاستِخباريَّةِ في حَرائِقِ الغابات، والحروق، والفَيضاناتِ المُخَطَّطِ لَها، وتمَّ استِخدامُ طائِراتٌ بِدونِ طيّارٍ في ملبورن ومتروبوليتان فاير كيد المُزوَّدَةِ بِكاميراتِ الأشعَّةِ تَحتَ الحَمراءِ بِنجاحٍ في حَريقِ خث في كوبدن - كامبرداون في أبريل 2018، ومرَّةً أخرى في حَريقِ غاباتِ روسديل في يناير 2019 لاكتِشافِ النُّقاطِ السّاخِنَةِ أثناءَ عَمَليَّةِ التَّطهير.

##### رسم الخرائط الرقمية لإطلاق النار ونظام تحديد المواقع العالمي (GPS)
نشَأتِ الثَّورَةِ الجُغرافِيَّةِ المَكانِيَّةِ في رَسمِ خَرائِطَ حَرائِقِ الغاباتِ والمَلاحَةِ عِندَما تَقارَبَت أجهِزَةُ الكمبيوتَر القَوِيَّةِ والإنترنِت مَع عَدَدٍ مِنَ التِّقَنيّاتِ الرَّقَميَّةِ الجَديدَةِ بِما في ذلك:

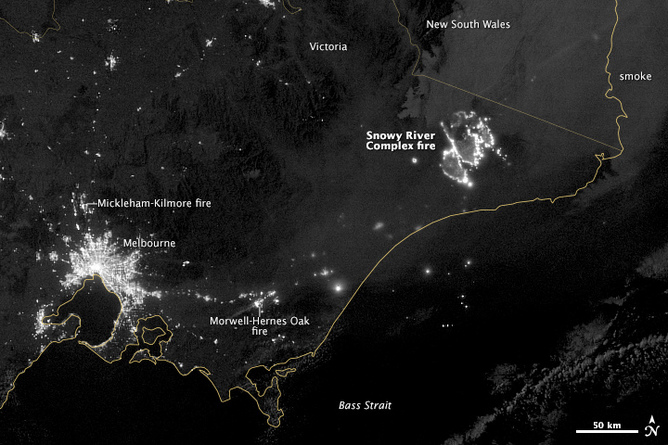
صورة لناسا تُظهِر موقِع حَريقِ غاباتِ نَهر Snowy River في شرق فيكتوريا ليلاً في فبراير 2014، حيثُ نما حريقُ الغاباتِ الذي استمرَّ لِمدَّةِ 70 يومًا إلى 165800 هكتار وكان بنفس حجم ملبورن تقريبًا، وتُظهِرُ أيضًا مواقعَ الحرائِقِ في مَنجمَيِّ الفَحمِ Hazelwood و Kilmore، المَصدَر: مرصد الأرض التابِعِ لناسا.

1. صوَرُ الأقمارِ الصِّناعيَّة والصِّوَرُ الجَوِّيَّةُ واسعَةَ المَدى مَعَ الجَمعِ بَينَ أدواتِ التَّحليلِ القَويَّة، ووجِدَت في نُظُمِ المَعلوماتِ الجُغرافِيَّةِ GISخِلال عامِ 1980.
2. أصدَرَ الرََّئيسُ بيل كلينتون تَعليماتَهُ للجيشِ الأمريكيّ لإيقافِ التّوافُرِ الانتِقائيّ المُهَينِ بِالدِّقَةِ على نِظامِ تَحديدِ المَواقِع العالمي GPS في 1 مايو 2000، مِمّا أدّى إلى تَوفُّرِ أجهِزَةِ المَلاحَةِ عَبرَ الأقمارِ الصِّناعيَّةِ للاستِخدامِ المَدَنيِّ، وجَعَلَ نِظامَ تحديدِ المَواقِعِ العالَميِّ جزءًا لا غِنى عَنهُ مِن رِجالِ الغاباتِ ورجالِ الإطفاء كل يومٍ للمُساهَمَةِ في حِمايَةِ الأرواح.[23]
3. التَّقَدُّمَ السَّريعَ في الإمكانيّاتِ عاليَةَ الدِّقةِ للصِّوَرِ الرَّقَمِيَّةِ وكاميراتٍ جَوِّيَةٍ مِن حَوالي عامِ 2001، وأدَّت إلى زَوالِ الأفلامِ الفوتوغرافية.[24]
4. خَرائِطَ جوجِل تَبدأ بفُقّاعَةِ الفِكر، وسِلسِلَةٍ مِنَ الشَّخبَطَةِ العَشوائِيَّةِ على لَوحَةٍ بَيضاءَ في عام 2004، مِن قِبَلِ نويل غوردون، وهوَ واحدُ مِنَ الرِّجالِ الأربَعَةِ الذينَ أسَّسوا شَرِكَةَ بَرمَجيّاتٍ في سيدني أين 2 تكنولوجيز، وتمَّ تَطويرُ بَرنامِجَ جوجل إيرث بِشكلٍ مُنفَصِلٍ في الولايات المتحدة في نَفسِ الوَقتِ تَقريبًا، بَينما تَبِعَهُ جوجل سترست فيو في عامِ 2007.
5. الهَواتِفَ الذَّكيَّةَ في يونيو 2007 مَع ما تَحمِل في ثَناياها من عَوامِلَ الكاميرات الرقميةِ واستِخدامها في نظامِ GPS، والوُصولِ إلى الإنترنت، وخَرائِطَ جوجل جَمَعَ كلَّ هذهِ التِّقَنيّات معًا في جِهازٍ واحدٍ قَويّ.[22]
6. البَثَّ المُباشِرِ لِلصِّوَرِ الرَّقَمِيَّةِ وبَياناتِ الطَّقسِ مِن طائِراتِ المُراقَبَةِ إلى مَراكِزَ التَّحكُّمِ في الحَرائِق عبرَ شَبكاتِ الهَاتِفِ المَحمولِ والرّاديو، وكانَت صِوَرَ الأقمارِ الصِّناعيَّةِ مُفيدَةً في تَوفيرِ لَمحاتٍ عامَّةٍ على مُستَوى الوِلايَةِ في المَواقِفِ التي تَشهَدُ العَديدَ مِن حَوادِثِ حَرائِقِ الغابات.
7. تَطويرُ أنظِمَةِ المُلاءَمَةِ ورسمِ خَرائِطَ حَرائِقِ الغاباتِ الدّاخليَّةِ[25] مثل فايرويب في عام 2000 مَع دَمجِ الخَرائِطَ الإلكترونيَّةِ  والأدواتِ التَّنبُّؤيَّةِ القَويَّةِ مثل فينيكس رابيدفاير في حوالي عامِ 2009.[26]

## القنابل النارية
تمَّ تَطويرَ القَنابِلِ النَّاريَّةِ بِالمعنى العَسكَرِيِّ خِلالَ الحَربِ العالمِيَّةِ الثّانية، وتمَّ تَصميمُها لإتلافِ هَدَفٍ باستِخدامِ الأجهِزَةِ الحارِقَة، بَدلًا مِن تَأثيرِ انفِجارِ القَنابِلَ الكَبيرة، ومَع ذلكَ فإنَّ مُصطَلَحَ القَنابِلَ الحارقةِ -على الرُّغمِ مِن استخدامِهِ بشكلٍ شائِع- ليسَ وَصفًا دَقيقًا عِندَ تَطبيقِهِ على مُكافَحَةِ الحَرائِقِ الجَوِّيَّةِ عَلى الرُّغمِ مِن أنَّ بَعضِ التَّجارُبَ المُبَكِّرَةِ تَضمَّنَت إسقاطَ حاوياتٍ تُشبِهُ القَنابِلَ مِن الطّائِراتِ العَسكَريَّة.
وتُعتَبَرُ فَعاليَّةَ القَصفِ الجَوِّيِّ بِالقنابِلِ الحارِقَةِ مُعَقَّدَة، وتَعتَمِدُ على العَديدَ مِنَ العَوامِلِ بِما في ذلك: وقَتَ دَورانِ الطّائرَة، والمَسافَةِ مِنَ النّار، ونَوعَ الطّائِرة -الجناحَ الثابِتِ مُقابِلَ الدَّوّار-، وأداءَ الطّائِرة، وحَجمَ الحُمولَة، والتَّضاريس، وخَصائِصَ السُّقوط، ونِظامَ البابِ المُنزَلِق، والطَّقسَ المُحيطِ، والظُّروفِ والرِّياحِ، وتَوافرَ الدَّعمِ الأرضيِّ، وشِدَّةَ الحَريق، وحَجمَ الحَريق، ونَوعَ الوَقودِ، ومَهارَةِ الطِّيّار، والمانِعِ المُستخدَم.

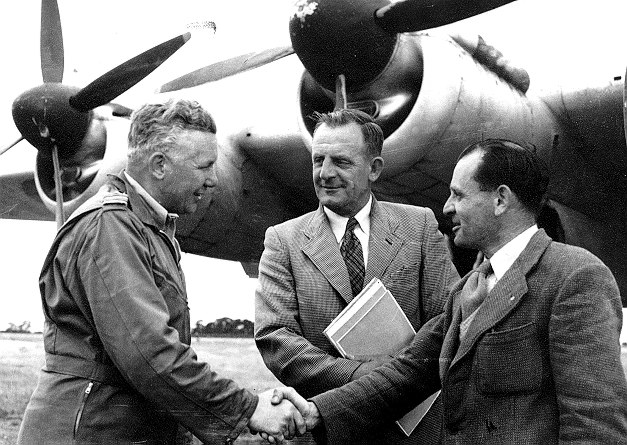
رئيس غابات جنة فيكتوريا أقام علاقة قوية مع RAAF من 1930 حتى 1960 في وقتٍ مبكِّر، LR - طيار RAAF غيرُ مَعروف، ورئيسُ إطفاء FCV تيد جيل، ومسؤول اتصالات FCV جيف ويست في لافيرتون، أمام Avro Lincoln المُستَخدَمةِ في اكتشافِ الحَرائِقِ حَوالي عام 1962، المَصدَر: أثول هودجسون، مجموعة FCRPA.

تَعمَلُ القَنابِلَ النّاريَّةَ على تَحسينِ فُرصِ نَجاحِ الهُجومِ الأوَّلِ على حَريقِ الأدغالِ بِنسبَةٍ تَصِلُ إلى 50 في المائَةِ، عِندَما يَتَراوَحُ حَجمَ الاستِثمارِ الأجنَبِيِّ المُباشِرِ لِخَطَرِ الحَريقِ مِن مُتَوسِّطٍ إلى مُرتَفِع -أقلَّ من 24-،  ومَع ذلك فإنَّ فُرصَ النَّجاحِ تَنخَفِضُ بِسرعَةٍ مَعِ ارتِفاعِ مُؤشِّرِ خَطَرِ الحَريق، وزِيادَةِ أحمالِ الوَقود، والتَّأخيرِ في الوُصولِ إلى الحَريق، على سَبيلِ المِثال يَنخَفِضُ احتِمالَ النَّجاحِ إلى أقلِّ مِن 20٪ إذا كانَ الاستِثمارَ الأجنبيِّ المُباشِرُ شديدًا 50%، وكانَ التَّأخيرَ أكثرَ مِن 30 دَقيقة، بحيثُ أنََ هذهِ الأرقامُ تتأثَّرُ بِشكلٍ كَبيرٍ بِوجودِ أو عَدَمِ وجودِ أطقُمَ أرضيَّة.
غالبًا ما يتمُّ تَحديدَ حُدودِ استِخدامِ القَنابِلَ الحارِقَةِ مِن خِلال:
1. المُعدَّلِ الذي يُمكِنُ للطّائِرَةِ أن تَنقُلَ عندَهُ مادَّةً مانِعَةً للتَّسرُّبِ، أو ماء، أو رغوَةٍ على النّار.
2. عَتَبَةُ شِدَّةِ الحَريقِ التي فَوقَها يَظهَرُ الحَريقُ عَبرَ خطِّ التَّحَكُّم، أو يَحتَرِق خِلالَه.[4]

لا يُعتَبَُر إلقاءَ القَنابِلَ النّاريَّةِ فَعّالًا بِشكلٍ عامٍّ ضِدَّ حَرائِقَ الغاباتِ عاليَةَ الكَثافَةِ وسَريعَةَ الحَركَة، ويُقدَّرُ الحدَّ الأعلى لِشدَّةِ الحَريقِ بِحوالي 2000 كيلو وات / م في وقودِ غاباتِ الأوكاليبت،  وهو ما يُعادِلُ تَقريبًا الحُدودَ التي يُمكِنُ التَّعامُلَ مَعَها مِن قِبَلِ أطقُمِ الأرضِ وحدَها، أو أطقُم الأرضِ المَدعومَةِ بصهاريجِ الإطفاء، والمُمَهِّدات، والجَرّافات..إلخ،  حيثُ أنَّ حَرائِقَ الغاباتِ الشَّديدَةِ، مثلَ يوم السَّبتِ الأسوَد، تَسبَّبَت في شِدَّةٍ تَزيدُ عَن 100000 كيلو واط / م، بينَما تَكونُ الحُروقَ المَوصوفَةَ عادَةً أقلَّ مِن 500 كيلو وات / م، للمقارنة يَنبَعِثُ منَ المُبرِّدُ المَنزليِّ الكَبيرِ حوالي 1 كيلو واط، وأيضًا تفشَلُ القَنابِلَ النَّاريَّةُ مِن تِلقاءِ نَفسِها كإستراتيجيَّةِ احتِواءٍ إذا تَضمَّنَ سُلوكُ الحَريقِ اكتشافًا بَعيدًا أو مُتَوسِّطًا.
ويَمكِنُ للطّائِراتِ أن تَكونَ فَعّالةً للغايةٍ في إبطاءٍ مُعدَّلِ انتِشارِ الحَرائِقِ في المَواقِعِ النّائيَةِ، ممّا يُتيحُ مزيدًا مِنَ الوَقتِ لِوصولِ الأطقُمِ الأرضِيَّة، وفي حالاتٍ قَليلَةٍ كانَ القَصفُ بالقَنابِلَ الحارِقَةِ كافِيًا لإطفاءِ الحَرائِقَ الصَّغيرَة، مثلَ الأشجارِ المُنفَرِدَة، أو البُقَعِ الصَّغيرَةِ جِدًا، وتَلعَبُ الطّائِراتُ الحارِقَةُ دورًا مُهمًا، ولكن في ذاتِ الوَقت لا يوجَدُ بَديلٌ عَن سيرِ الأحذيةِ على الأرض، ومَع ذلك يمكِنُ أن تَكونَ القَنابِلَ الحارقَةَ بالرَّغوَةِ فَعّالَةً للغايةِ في إطفاءِ حَرائِقِ العُشبِ في الأراضي الزِّراعيَّةِ المَفتوحة، وحِمايَةِ المَنازِلَ عَن طريقِ إخمادِ النّيران، أو العَمَلِ جنبًا إلى جنبٍ مَع أطقُمِ الأرض.
في مارس 2010، تمَّ إجراءُ تَجربَةِ تقييمٍ للاستخدامِ التَّشغيليِّ لـحملةِ الرُّؤيَةِ اللَّيليَّة (NVG) للعَمَليّاتِ الحارِقَةِ الجوِّيَّةِ في فيكتوريا، وهيَ أوَّلُ عَمَليَّةِ مَعروفَةِ مِن هذا النَّوعِ في العالم، وتمَّ تَمديدُ استخدامَ NVG إلى إلقاءِ قَنابِلَ حارِقَةٍ لَيليًا باستِخدامِ سيكورسكي إس-16 في عام 2018 وتمَّ تَنفيذَهُ عَمليًا لأوَّلِ مرَّةٍ في حَريقٍ كَبيرٍ غيرِ خاضِعٍ للسَّيطَرَةِ بِالقربِ مِن روزفيل في 5 يناير 2019، وكانَ لِقصفِ الحَرائِقِ عِندَما تَكونُ الظُّروفُ الجَوِّيَّةُ أكثَرَ اعتِدالًا مَزايا كَبيرة، ويُعتَبَرُ أحدَ الجَوانِبِ الفَريدَةِ لهذهِ العَمَليَّةِ هو طائِرات الهليكوبتر التي تُملَأ بالمروحيّاتِ في اللَّيلِ بَدلًا مِنَ الهُبوطِ لإعادَةِ المَلء، ممّا قلَّلَ بِشكلٍ كَبيرٍ مِن أوقاتِ الدَّوران.

## المحاكمات المبكرة

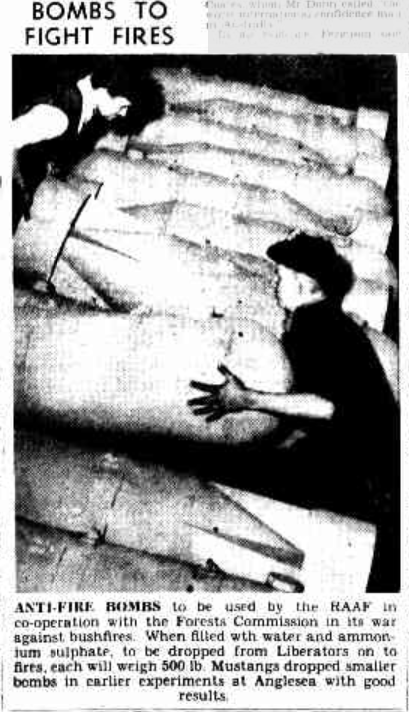
تمَّ ملءُ أغلفَةِ القنابل 500 رطِل بِالماء، وكبريتاتِ الأمونيوم، ثُمَّ أسقَطَتها طائرات RAAF أثناءَ تجارُبِ القَصفِ الحارِق في Anglesea - Melbourne Herald Newspaper، ديسمبر 1946.

أُجريَتِ التَّجارِبُ الأولى لاستِخدامِ الطّائِراتِ لُمهاجَمَةِ الحَرائِقَ في أستراليا في فيكتوريا في 1937-1938، عِندَما أجرَت لَجنَةَ الغاباتِ اختباراتٍ بالاشتِراكِ مَع شَرِكَةِ تَصنيعِ الوَرَقِ الأسترالية، لإلقاءِ مَحلولٍ مِلحِيِّ المَرارَةِ في عِلَبِ الكَرتون، ووُجدَ أنَّ المَادَةَ الكيميائيَّةَ التي تُعدُّ مُنتجًا ثانويًا لِتصنيعِ المِلح كانَ لَها تأثيرًا مُميتًا على النّارِ أكبَرَ مِن تَأثيرِ الماءِ وَحدَه، ولكن كانَ مِنَ الصَّعبِ استِخدامِها وحدَها.

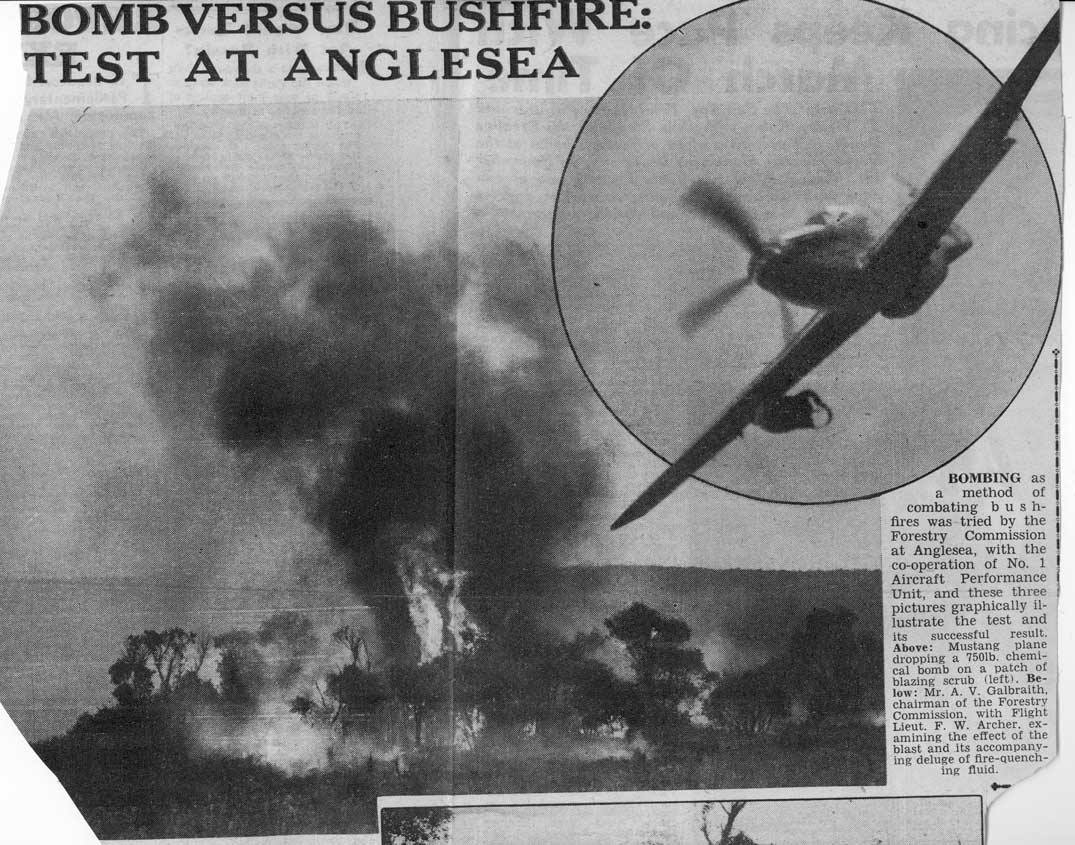
لجنَةُ الغاباتِ أثناءَ تَجارُبَ تَفجيرِ قَنابِل في أنغلزي مع RAAF P-51 الفُرس، واسقاطِ قُنبلَة 750lb - 9 في نوفمبر 1946، المصدر: ملبورن شمس جريدة.

تمَّ إجراءُ المَزيدِ مِنَ التَّجارُبِ مِن قِبَلِ لَجنَةِ الغاباتِ بَعدَ نِهايَةِ الحرب العالمية الثانية في أنجلزي في فيكتوريا بدءًا من نوفمبر 1946؛ لِمُقارًنةِ أداءَ RAAF P51 Mustangs وConsolidated B-24 Liberators و Avro Lincoln Bombers، بإسقاطِ مُركَّباتِ كِبريتاتِ الأمونيوم في قنابِلَ 500 رطل مِن حوالي 100 قدم، مُصَمَّمَةً لِتَنفَجِرَ عِندَ الاصطِدام، وتمَّ اختبارُ العَديدِ مِن الحاوياتِ عَلى حَرائِقَ صَغيرَةٍ للتَّأكُّدِ مِن دقَّتِها، وسُقوطِها، وخَصائِصَ انفِجارِها، وقد كانَتِ النَّتائِجَ مُشَجِّعَةً ولكنَّها غَيرُ حاسِمة.
بَعدَ عامٍ تقريبًا في عامِ 1947، بدأ رِجالُ الإطفاءِ الأمريكيّونَ أيضًا في تَجربَةِ القَنابِلَ المَليئَةِ بالمياهِ التي تمَّ إسقاطُها مِن B-29 Superfortess و P-47 Thunderbolts، وكانَت خِدمَةُ الغاباتِ الأمريكيَّةِ قد جَرَّبَت قُبيلَ هذا قبلَ الحربِ مِن خلالِ طَردِ عُبوّاتِ مياهٍ سِعة 5 جالون من أبوابِ الطّائِرات.
في عامِ 1958، جرَّبَت سُلطاتُ مُكافَحَةِ الحَرائِقَ في نيوساوث ويلز مُنفضةً مَحصولَ فراشَةَ النَّمِر لإسقاطِ الماءِ عَلى حَرائِقِ العُشب، بالإضافَةِ إلى بورات الكالسيوم والصوديوم على حرائِقِ العُشبِ المُشتعِلَةِ تَحتَ فركٍ مُنخفِضٍ مَفتوح، وقد تمَّ تَجهيزُ الطّائِرَةٍ بقادوسٍ مِنَ الأليافِ الزُّجاجيَّةِ بِسعة 255 لترًا، ولم تَكُنِ النَّتائِجَ مُشجِّعَةُ على الرُّغمِ من أنَّ مسؤولِ مُكافَحَةِ الحَرائِق في نيوساوث ويلز في ذلك الوقَت ألا وهُوَ هاري آر لوك، علَّقَ بأنَّ هذهِ التِّقنِيَّةِ لا يُمكِنُ استِبعادُها تمامًا.
بعدَ فَترَةِ هدوءٍ استَأنَفَت لَجنَةُ الغاباتِ في فيكتوريا اختبارَ المَواد المُثبِّطَةِ في 1961-1962، وجرَّبَت إسقاطَ الماءَ الكَثيفِ بِطينِ البنتونيت من طائِرةِ سيريس CA-28، وأيضًا في 6 أبريل 1962 أجرَت هيئَة ُمكافَحَةِ الحَرائِقَ الرِّيفيَّة تمرينًا في حديقة ونجا بِالقُربِ مِن ملبورن لاختِبارِ كَفاءَةِ مُثَبِّطاتِ الحَريقِ مِنَ الهَواء، مُقارنَةً بالتَّطبيقِ مِن ناقِلَةِ حَرائِقَ أرضِيَّة، ولقَد تبيَّنَ أنَّ طينَ البنتونيت يَحتَفِظُ بِالماءَ معًا في قَطراتٍ أكبَرَ، ويُقَلِّلُ من الانجِراف، ممّا يُحَسِّنُ تَأثيراتَ مُثبِّطاتِ الحَريقِ مُقارنَةً بِالماء.
وتمَّت مُتابَعَةُ هذهِ التَّجرُبَةِ في عامِ 1965 باستِخدامِ بايبر باوني لإسقاطِ المثبِّط الكيميائيِّ الجَديد فوشيك، الذي قدَّمَتهُ شرِكَةَ مونسانتو، وتَضمَّنَ العَمَلُ إضاءَةَ حرائِقَ تَجريبيَّةٍ، التي أثبَتَت أنَّ تَركيزاتَ مُثَبِّطاتٍ كيميائيَّةِ تَتراوَحُ من 0.25 إلى 1.5 لتر لِكلِّ متر مربع يُمكِنُ تَطبيقَها على الوَقودِ الأرضِيِّ، مِن خلالِ مظلةِ غابة، وأنَّهُ أوقَفَ حَريقًا بقوَّةِ 600 كيلو وات / م.
استَمَرَّ الاختِبارُ المُتزامِن لفوشيك على مَدارِ السَّنواتِ القَليلَةِ التّاليَةِ باستِخدامِ قائِدِ الثَّلج، سيسنا آغ واجون ودي هافيلاند بيفر في كيوتونغ في شمال شرق فيكتوريا، وكانَتِ النَّتائِجَ مُشجِّعَةً بِما فيهِ الكِفايَةِ لِدرَجَةِ أنَّ تَقريرَ FCV في 1965-1966 نصَّ على: «على أساسِ التَّجارُبِ التي أجريَت على مَدى السَّنواتِ الثَّلاثِ الماضية، تمَّ تَطويرُ تِقنيَّةً للقَذفِ بِالقنابِلَ الحارِقَةِ بِالموادِ الكيميائيَّة».

### قواعد الطائرات والقنابل النارية
كانَت نَتائِجُ التَّجارِبَ السَّابِقَةِ لإلقاءِ القَنابِلَ الحارِقَةِ مُشجِّعَةً بِدرجَةٍ كافِيةٍ بالنِّسبَةِ إلى لَجنَةِ الغاباتِ في فيكتوريا لإنشاءِ قَواعِدَ قنابِلَ حارِقَةٍ تَعمَلُ بِكامِلِ طاقَتِها في بينامبرا، وإنشاءِ مِهبَطٍ للطّائِراتِ في الأدغالِ على السُّهولِ الثَّلجيَّةِ النّائيَةِ في 1965-1966، وتُعَدُّ السُّهولَ الثّلجِيَّةَ على ارتِفاعِ 5300 قدمًا أعلى مَطارًا في أستراليا، ويوفِّرُ وُصولًا فَريدًا إلى النِّطاقاتِ الشَّرقيَّةِ كَقاعدةٍ للقَنابِلَ الحارقة، وفي وقتٍ لاحقٍ في 1967-1968 تمَّ إنشاءُ مِهبطِ طائِراتِ وادي فيكتوريا في وسطِ جرامبيانز.

### 1967 بينامبرا - معلم أسترالي

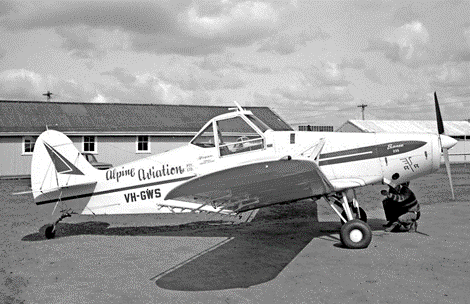
إحدى طائرات بايبر باونيز التي حلقت بأول مهمة عملياتية لإلقاء القنابل الحارقة في أستراليا من بينامبرا في فبراير 1967، المصدر: المركز الوطني لمكافحة الحرائق الجوية (NAFC).

في 6 فبراير 1967 اثنين بايبر البينيزمن بنامبرا بالقرب من الأومية الجوية بن باكلي وبوب لانسبري، ت قدَّمَ أوَّلَ انخفاضٍ في أستراليا التَّشغيليّ من طينِ الحرائِقِ على البرق بضَربَةً صَغيرة، وتمكَّنَت الـ 15 قَطرَةٍ من احتواءِ النّيرانِ البَعيدَةِ إلى أقلِّ من هكتار واحِد، أي بِما يَكفي لِتمكينِ أطقُمِ الأرضِ مِنَ السيرِ لِعدَّةِ ساعاتٍ عبرَ التَّضاريسِ الوَعِرَةٍ للوصولِ إليها وجَعلِها آمنَة.
حتّى ذلكَ الوَقت، كانَت هُناكَ مَجموعَةً رائعَةً منَ التَّجارُبِ مَع طائِراتٍ مُختَلِفَة، مثلَ القاذِفاتِ العَسكريَّةِ الَّثقيلةِ ذاتِ الأربَعِ مُحرِّكات، والمُقاتِلاتِ ذاتِ المَقعَدِ الواحِد، والطّائِراتِ الزِّراعيَّةِ الصَّغيرَةِ بِموادِ وتقنيّاتِ ومُعِدّاتٍ مُختَلِفة، ولكنَّ هذهِ كانَت أوَّلَ مُهمَّةٍ حَقيقيَّةٍ لإلقاءِ القَنابِلَ الحارِقَة، وبِدايَةَ عَمَلياّتِ مُكافَحَةِ الحَرائِقَ الجَوِّيَّةِ الحَديثَةِ في أستراليا.
أدّى إثباتُ المَفهومِ الذي نَتَجَ عنِ القَصفِ بِالقنابِلِ الحَارِقَةِ في بنامبرا جنبًا إلى جنبٍ مَع طائِرَةٍ جَديدةٍ وأكثَرَ قوَّةٍ في أواخِرِ السِّتينيّات إلى تَحسينِ تِقنيّاتِ المُناوَلَةِ والخَلطِ، والتَّخزينِ، والتَّحميلِ لمعدات فوشيك، وبِحلولُ أوائِلَ السَّبعينيّات مِنَ القرنِ الماضي، جرَّبَت لَجنَةُ الغاباتِ في نيوساوث ويلز مُنتجًا جَديدًا جهاز 931 تمَّ إسقاطُهُ مِن طائِرَة سمور، مَعَ الميِّزَةِ الرَّئيسيَّةِ المُتمثِّلَةِ في أنَّهُ يُمكِنُ خَلطُهُ فِعليًا داخِلَ الطَّائِرة، وقامَت إدارَةُ الغاباتِ في وِلايَةِ واشنطن بمساراتٍ في عامِ 1976، والتي قارنَت بينَ أمورٍ أخرى، مثلَ اختراقِ المِظلَّةِ وتَغطِيَةِ كلٍّ من فوشيك وجهازِ931.
استَمرَّتِ الابتِكاراتُ والتَّطويرات، وفي 3 مارس 1970 تمَّ تَجربَةُ الكَنديَّةِ دي هافيلاند توين ثعالبَ الماءِ في السُّهولِ الثَّلجِيَّةِ مُزوَّدةُ بِخزّانينِ غِشائيَّين، سعتُهُما 1100 لتر وتمَّ قَطعُهُما بِواسطَةِ مِقصَلَةٍ لِتفريغِ الحُمولَةِ والتَّحَكُّمِ في نَمَطِ الإسقاط، وفي وَقتٍ لاحقٍ تمَّ تَطويرُ أبوابَ تَفريغٍ ميكانيكيَّةٍ أكثَرَ كفاءَةً ومَوثوقِيَّة.

### طائرات الهليكوبتر / الجناح الثابت

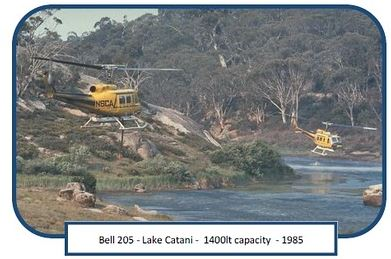
اثنانِ من طراز NSCA Bell 205 مزوَّدانِ بخزّاناتِ بطنٍ مُلطَّخةٍ بالقنابلَ النّاريَّةِ وأنبوبِ التَّنفس، حيثُ تحومُ فوقَ بحيرةِ كاتاني، منتزهِ جبلِ بافالو الوطني - 1985، المصدر: بريان ريس مجموعة FCRPA *.

عملياتُ تَفجيرِ قَنابِلَ حَديثَةٍ أجريَت عُمومًا مَع خليطٍ مِن كلا الثّابِتَةِ وطائِراتِ الهليكوبتر ذاتِ الأجِنحَةِ الدّوارَة،  وقَد تَطوَّرَت التَّكتيكاتُ والأنظِمَةُ بِسرعة، وعمِلَت إلى حدٍّ كَبيرٍ بالتّوازي مَع التَّحسيناتِ في الطّائرات، وكانَت جميعُ خِدماتِ الغاباتِ والحَرائِقِ مِن أوائِلِ الذينَ تَبنّوا التَّطوُّراتِ الجَديدة.
يجبُ أن تَقومَ الطّائِراتُ ذاتَ الأجنِحَةِ الثّابِتَةِ بِالمرورِ فوقَ النّارِ لإحداثِ قَطرَةٍ مِنَ المُثَبِّطاتِ مثلِ القاذِفة، وتَتمتَّعُ الطّائِراتُ الزِّراعِيَّةُ الصَّغيرَة مثلَ Air Tractor بالعَديدِ منَ المَزايا عِندَما تُصبِحُ التَّضاريسَ والمَسافاتِ المُؤدِّيَةِ إلى الحَريقِ حَرِجَة؛ حيثُ يمكنُ أن تَحمِلَ عادَةً أحمالًا أكبرَ، ولكنَّها مَحدودَةً في بَعضِ الأحيانِ بِسَبَبِ مَناطِقَ الهُبوطِ والتَّضاريسِ الجَبَليَّة.
أدّى ظُهورُ المُحرِّكاتِ التَّوربينيَّةِ عاليَةَ الأداءِ على المُحرِّكاتِ المِكبسيَّةِ الشُّعاعيَّةِ إلى زيادَةِ الأداءِ والقُدرَةِ على تَحمُّلِ الأحمالِ، خاصَّةً عندَ العَمَلِ في المَناطِقَ الجَبَليَّةِ في الظُّروفِ الحارَّةِ والعاليَةِ عِندَما تَبدأ كَثافَةُ الهَواءِ في التَّقلُّص.

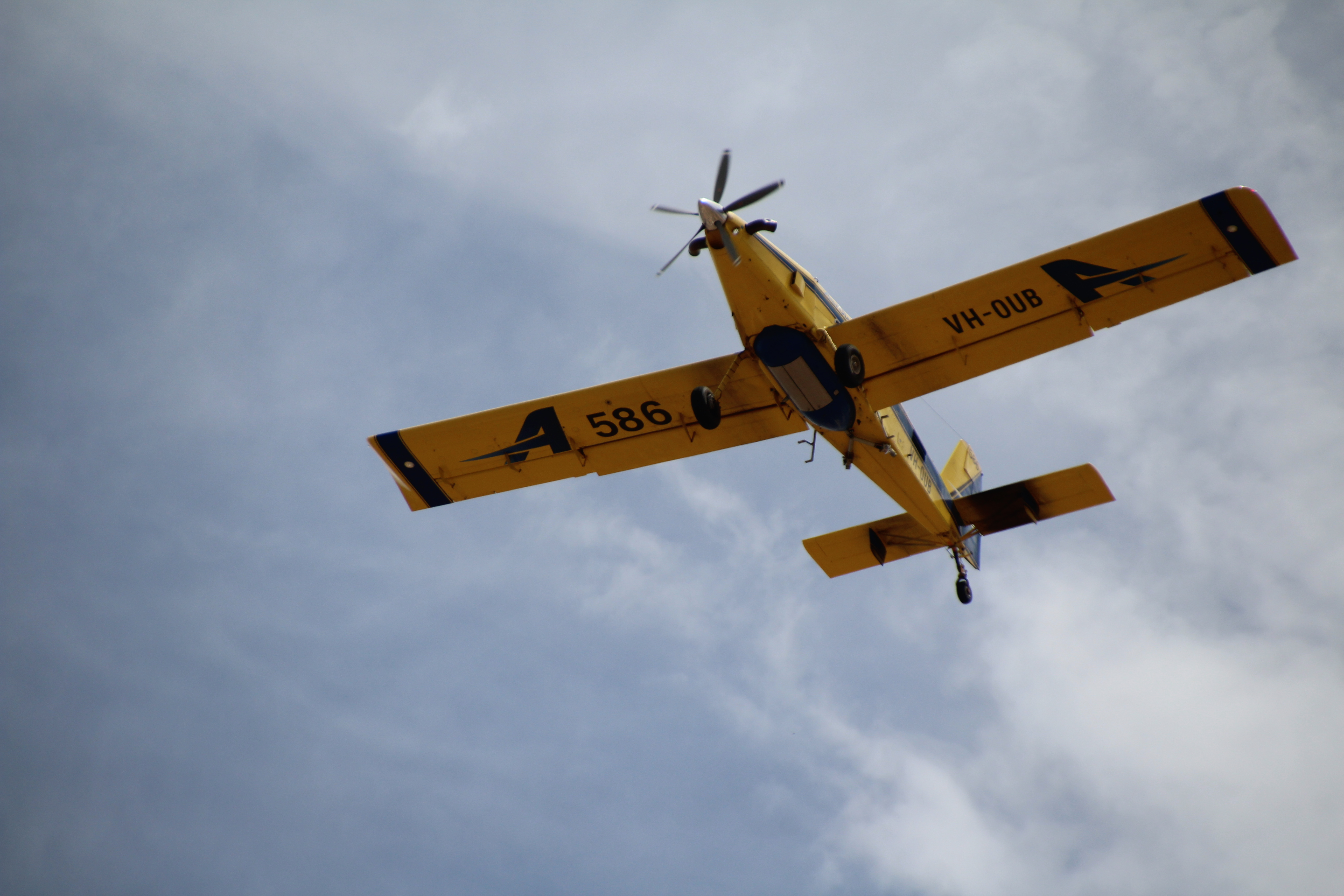
قاذفة المياه Air Tractor AT-802.

تَتَمَتَّعُ المِروحِيّاتُ بِميِّزَةٍ رَئيسيَّةٍ تَتَمثَّلُ في قُدرَتَها على التَّحليقِ فوقَ النّارِ، وإسقاطِ الماء، أو الرَّغوَة، أو المُثَبِّطاتِ بِدقَّة، ويمكنُهُم أيضًا التِقاطَ المِياهِ منَ السُدودِ الضَحلةِ أو الأنهارِ؛ باستِخدامِ الغَطسَ لملءِ خَزّاناتِ بَطنِهم، أو غَمسِ دلوٍ قابِلٍ للطَّيِّ مُعلَّقٍ على خَيط، ومِنَ المُحتَمَلِ أن يَكونُ أوَّلَ دلوِ ماءٍ قد تمَّ تَطويرهُ في نيلسون، كولومبيا البريطانية في مُنتَصَفِ الخَمسينيّاتِ منَ القَرن الماضي، ودَخَلَ حيِّزَ التَّشغيلِ في حوالي عام 1962، وكانَ تَصميمُ الدَّلوِ عِبارَةً عَن أسطوانَةٍ مَحولَةٍ سِعَة 200 لتر مَع بابِ مِحبَسٍ في الجُزءِ السُّفليِّ، يتِمُّ تَشغيلُهُ بِواسِطَةِ الطَّيّار.
أثبَتَت طائِراتُ الهليكوبتر فَعاليَّتِها في القَنابِلَ الحارِقَةِ باستِخدامِ الماءِ والرَّغوَةِ والمُثَبِّطات، وأثبَتَت تَكلُفَةِ تَشغيلِ طائِراتِ الهليكوبتر المُتوسِّطَةِ أنَّها أعلى من تَكلُفَةِ الطّائِراتِ الثّابِتَة الجَناحينِ التي تَحمِلُ أحمالًا مُماثلة، لكنَّ دِقَّتها وقُدرَتَها على التِقاطِ مُثبِّطاتٍ قَريبَةٍ منَ النَّارِ يُمكِنُ أن تَجعَلَها أكثَرَ فعاليَّةُ مِن حيثُ التَّكلُفَة.
وقد تمَّ تَجهيزُ المِروحيّاتَ المُتوسِّطَةِ مثل Bell 205 و Bell 212 بِدبّاباتِ بطنٍ كَنديَّةِ الصُّنع في حوالي 1983-84، والتي على الرُّغمِ مِن قُدرَةِ قَصفِ المِياهِ المَحدودَةِ بِحوالي 1400 لتر، إلّا أنَّها لا تَزالُ فعّالَةً للغايَةِ في التَّضاريسِ الجَبَليَّةِ الضَّيِّقَة، ممّا يوفِّرُ دَعمًا وَثيقًا لأطقُمِ الأرضِ والعَمَل بالقُربِ من حافَّةِ النّار، وتمَّ استخدامُ آلاتِ NSCA على نطاقٍ واسعٍ في حرائِقَ جَبل بوفالو في يناير 1985 جنبًا إلى جنب مع Aérospatiale SA 315B Lama مع دَلو، وأثبَتَت آلاتُ Helitack كما كانَت مَعروفَةً أنَّ قُدرَتَها على الالتِقاطِ منَ السُّدودِ الصَّغيرَةِ، أو الخَزّاناتِ، أو الجَداوِل، وإجراءِ قطراتٍ دَقيقة، خاصَّةً مَع فَتراتِ الدَّورانِ القَصيرة.

### الماء / الرغوة / المانع
الرَغوَة والمانِع هيَ بَعضٌ مِنَ المَوادِ الكيميائيَّةِ المُختلِفَةِ المَمزوجَةِ بالماءِ لِتحسينِ فَعاليَّةِ إخمادِ الحَريقِ الخاصَّةِ بِهِم.
الماء فعّالٌ في إطفاءِ الحَرائِق، وعادَةً ما يكونُ لهُ مَيِّزَةَ كَونِهِ مُتاحًا بِتَكلُفَةٍ قَليلَة، ولكن عِندَ إسقاطِهِ مِن طائِرةٍ يكونُ لَهُ عيوبَ كَبيرة؛ لأنَّهُ يَنقَسِمُ في تيّارِ الهَواءِ، ويتآكَلُ كمهُ نسبَةً كَبيرَةً في الضَّباب، ويَتَبخَّرُ إمّا قَبلَ أن يُضرَبُ الهَدفُ أو يَنخفِضَ بِتركيزاتٍ خَفيفَةٍ جِدًا، بِحيثُ لا تَكونُ فَعاّلَةُ ضِدَّ الحَريق، لذلِكَ لا تَدومُ خَصائِصَ الإطفاءِ لِفترَةٍ طَويلَة، فالماءُ فَعّالٌ فَقَط إذا تَمَّ إسقاطُهُ مُباشَرَةً على اللَّهب.

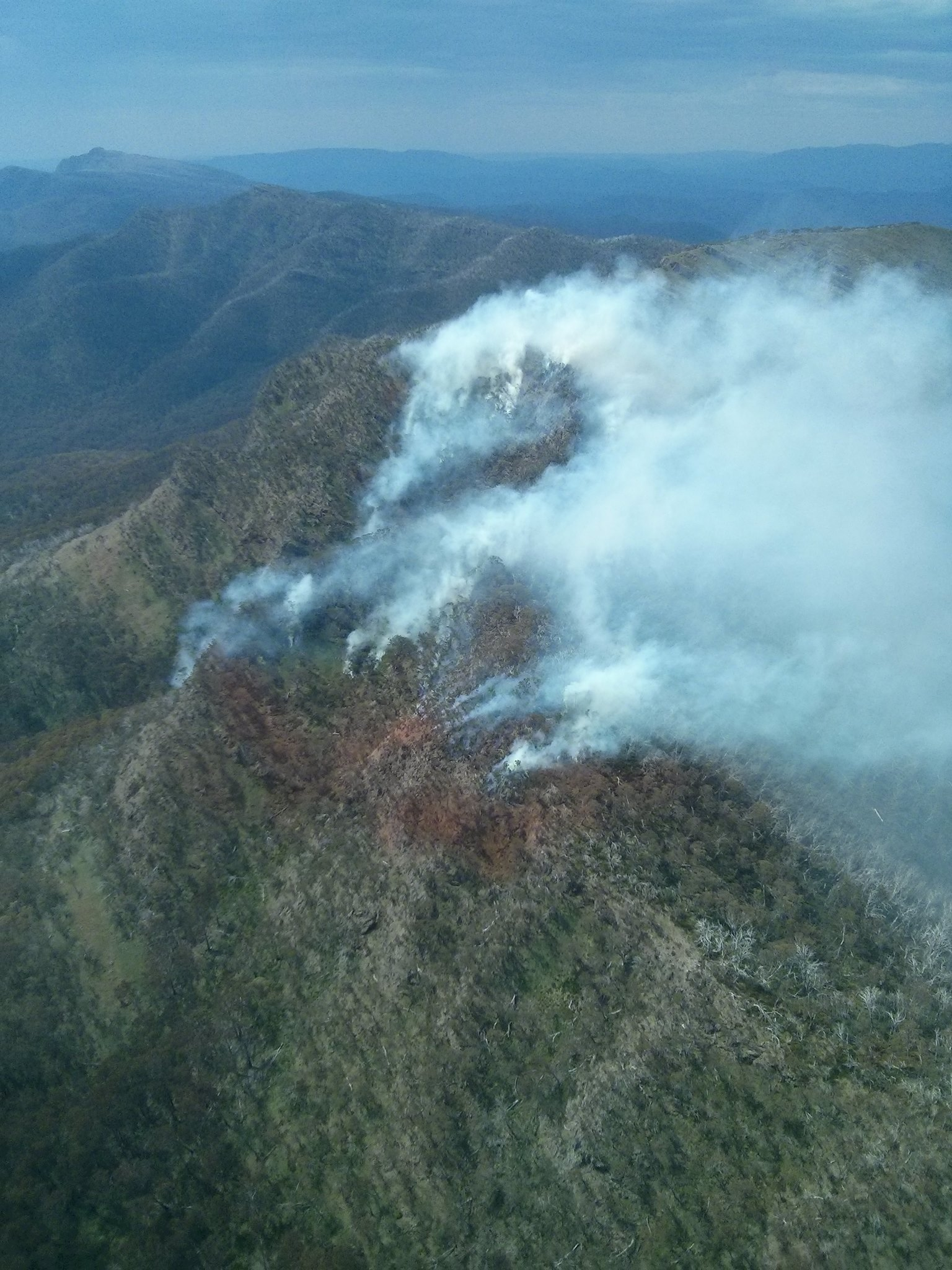
خط من مثبطات الفوشيك (مظللة باللون الأحمر) للسيطرة على حريق بدأ بالبرق على قمة جبل بوجري في حديقة جبال الألب الوطنية الفيكتورية، وقد تم إنشاء قاعدة للقنابل الحارقة بالقرب من جبل بولر في ديسمبر 2013، المصدر: Peter McHugh.

أظهَرَتِ التَّجارُبَ أنَّ حوالي ثُلثَ حَملِ 420 لترًا فَقَط منَ الماءِ الذي تمَّ إسقاطَهُ مِن باير باوني، وَقد وَصَلَ إلى الهَدَفِ بِتَركيزاتٍ عَاليَةٍ بِما يَكفي لِتكونَ فعّالة، ويَبدو أنَّ النِّسبَةَ المِئويَّةِ المَفقودَةِ مِنَ الأحمالِ الكَبيرَةِ أقلّ، ولرُبَّما بِسَبَبِ حُدوثِ التآكُلِ على سَطحِ الحَملِ ونِسبَةِ مَساحَةِ السَّطح / الحَجمِ للكُتلة، التي تمَّ إسقاطُها أقلَّ بالنِّسبَةِ للأحمالِ الأكبَر،  وأظهَرَتِ التَّجارُبَ المُبكِّرَةَ أيضًا أنَّهُ يُمكِنُ تَحسينَ خَصائِصَ القَطرَةِ الضَّعيفَةِ لِلماءِ بِشكلٍ كَبيرٍ عَن طَريقِ الإضافاتِ التي تَزيدُ من اللُّزوجَةِ وتُثبِّتَها معًا عِندَ سُقوطِها مِن الطّائِرة.
ويُمكِنُ لِمُعظَمِ طائراتِ مُكافَحَةِ الحَرائِقِ إسقاطَ المِلحِ أو المِياه العَذبَة، ومَع ذلك فإنَّهُ بالنِّسبَةِ للطّائِراتِ المِروحيَّةِ المُجهّزَةِ بأحواضِ بَطن، والتي تَستَخدِمُ مِضخّاتِ مِلء الحوَّامات، أو تِلكَ التي تَحتوي على دلاءَ على خُطوطَ قصيرة، يُفضِّلُ الطيّارونَ بها استِخدامَ المِياهِ العَذبَة؛ لِتَجنُّبِ ابتلاعِ المِلحِ في المُحرِّكاتِ التَّوربينيَّةِ المُعرَّضَةِ للتَّآكُل.
الفئة أ الرغوة تشبِهُ المُنظِّفات، ويتمُّ إضافَتُهُ أو حَقنُهُ في حُمولَةِ الماءِ في طائِرَةِ هليكوبتر، أو طائِرَةٍ ثابِتَةِ الجَناح، وعِندَما تَسقُط يَتَسبَّبُ عَمَلَ القَصِّ أثناءَ سُقوطِهِ عبرَ الهَواءِ في تَكوينِ فقّاعات، مما يُحَسِّنُ مِن تَأثيرِ الخَنقِ أو الضَّربِ على اللَّهَب، ممّا يَسمَحُ لَيكونَ أكثَرَ فَعاليَّةً، ويَبقى على الأرضِ لفترةٍ أطوَل، وغالبًا ما يَتمُّ تَطبيقَ رغوَةِ الفئَةِ أ مُباشَرَةً على النّارِ في دَعمٍ وثيقٍ لأطقُمِ الأرض.
والمثبطات هي بشكلٍ عامٍّ مَلاطًا يَحتَوي على خَليطٍ من الماء وفوسفات الأمونيوم أو كبريتات الأمونيوم، وتعدُّ بورات الكالسيوم الصوديومكانت إحدى المَوادِ الكيميائيَّةِ السَّابِقَةِ المُستَخدَمَةِ في أمريكا الشمالية، ثمَّ تمَّ تَجرِبَتُها في أستراليا مُنذُ مُنتَصَفِ الخَمسينيّاتِ مِنَ القَرنِ الماضي، وتَعتَمِدُ مُعظَمُ المُثبِّطاتِ الكيميائيَّةِ المُستَخدَمَةِ في إلقاءِ القَنابِلَ الحارِقَةِ في جَميعِ أنحاءِ العالَمِ على أيٍّ مِن هذهِ المَوادَ الكيميائيَّةِ لِتوفيرِ المُكوِّنِ المُقاوِمِ للحَريق، كما أنَّها تَحتَوي على عامِلِ تثخينٍ لِزيادَةِ اللُّزوجَةِ وعَوامِلَ أخرى لِمنعِ التَّآكلُ وتَوفيرَ اللَّون، وعلى عَكسِ الرَّغوَةِ أو الماء فإنَّهُ يَتمُّ وَضعَ المُثبِّطِ أمامَ النّارِ ليُغطّي الوَقود، وعِندَما تَحتَرِقُ النَّارُ في خَطِّ المُثبِّطِ يَحدِثُ تَفاعلٌ كيميائيٌّ يُؤدّي إلى إبطاءِ الحَريقِ بِشكلٍ فعّال، وتتمثَّلُ الميِّزَةُ الرَّئيسيَّةُ للمثبِّطاتِ هيَ أنَّها تَظُ فعّالَةً لِبعضِ الوَقتِ بَعدَ أن يتمَّ إسقاطَها، ويمكِنُ إنشاءَ مَصدّاتِ النّيرانِ باستِخدامِ خُطوطٍ مُثبِّطَة.

## نظام مكافحة الحرائق المحمولة جوًا (MAFFS)

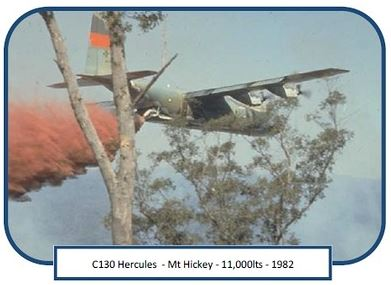
تجربة نظام الإطفاء المعياري المحمول جوًّا (MAFFS - 1982)k المصدر: بريان ريس ، مجموعة FCRPA *.

بحلولِ أوائِلِ الثَّمانينيّات اكتَسَبَ فَريقٌ مُتَخصِّصٌ مِن مُوظَّفي الطَّيرانِ خِبرَةً كَبيرَةً في استِخدامِ وإدارَةِ أسطولِ فيكتوريا المُوسَّعِ مِن طائِراتِ مُكافَحَةِ الحَرائِق، وقادَ مرَّةً أخرى ابتِكارُ تِقنِيّاتِ مُكافَحَةِ الحَرائِقِ الجوِّيَّةِ الجَديدَةِ في أستراليا.
وخِلالَ صَيفِ 1981-1982، تمَّ استِعارَةَ المُعدّاتِ مِن دائِرَةِ الغاباتِ بالولايات المتحدة؛ للتَّقييمِ في ظِلِّ الظُّروفِ التَّشغيليَّةِ في فيكتوريا، وتمَّ اختِبارُ المعدّاتِ المَعروفَةِ باسمِ نِظامِ مُكافَحَةِ الحَرائِقِ المَحمولَةِ جوًا (MAFFS) في قَصفِ حَرائِقِ الغاباتِ باستِخدامِ مَلاط مِن مادَّةٍ كيميائيَّةٍ مُثبِّطَةً للحَرائِق أستراليَّةِ الصُنع (Amgard-A11) بِكمِّيّاتٍ تَصِلُ إلى 11000 لتر لكلِّ قَطرة.
A C-130 هيركوليز تمَّ الحُصولَ عليها من سلِاحِ الجَوِّ المَلكيِّ الاستُراليِّ للمُحاكَمات، وتمَّ تَثبيتُ وتَشغيلُ نِظامَ التَّدَحرُجِ بواسِطَةِ 36 سربًا من RAAF Richmond في نيوساوث ويلز، ولكن تمَّ تَشغيلُهُ من قِبَل هاميلتون، ومانغالور، وراف إيست سيل؛ للتَّجرُبَة.
يمكنُ أن تُقَدِّم MAFFS حجمًا أكبَرَ بِكثيرٍ ممّا كانَ مُمكِنًا مَع الطّائِراتِ الزِّراعيَّةِ الأصغَر، التي تمَّ التَّعاقُدُ عَليها مَع لَجنَةِ الغاباتِ في ذلكَ الوَقت، وتمََّ استِخدامُها بشكلٍ فعّالٍ في إخمادِ حرائِقَ الغاباتِ في برودفورد ومشرق أوربوست، نَظرًا لاستِخدامِهِ المُنخَفِضِ في 1981-1982، وتمَّت تَجرُبَةُ MAFFS مرَّةً أخرى في 1982-1983، حيثُ صَنَعَت 175 قَطرَة.
كانَت بَعضُ الاستِنتاجاتِ مِن تَجرُبَةِ MAFFS هي أنَّهُ في حينِ أنَّها كانَت ناجِحَةً بِشكلٍ عامٍّ في الاندِماجِ في مَنظَّمَةِ إخمادِ الحَرائِق FCV، إلّا أنَّها لَم توسِّع بِشكلٍ كَبيرٍ مِن قُدرَتَها على الهُجومِ الجَوِّيّ، وتمَّ تَعويضُ الأحمالِ الأكبَرَ مِن خِلالِ فَتَراتِ التَّحوُّلِ الطَّويلَةِ، واختِراقِ المِظَلَّة، وأحيانًا التَّضاريسَ الصَّعبَة، كما وقد تمَّ الحُكمُ على النِّظامِ بأنَّه مُكلِّف.
لِسنواتٍ عَديدَةٍ كانَ هناكَ مُناصِرينَ ومُنتَقِدينَ أقوياءَ لاستِخدامِ طائِراتِ إلقاءِ قَنابِلَ حارقَةٍ كَبيرةٍ في أستراليا، لِتسوِيَةِ الجَدَلِ الذي عَرَضَه رئيسُ وُزراءِ أستراليا مالكولم فريزر في سبتمبر 1980، لِتمويلِ ورِعايَةِ المَزيدِ من التَّقييمِ في ظِلِّ ظُروفٍ خاضِعَةٍ للرَّقابَةِ في مَشروع ِ الدّلو، تحتَ إشرافِ قِسمِ أبحاثِ الغاباتِ في CSIRO، وهذهِ المرَّة تمَّ اختِبارُ طائِرة DC6 مُستَأجَرَةٌ مِن شَرِكَة كونير الكندية، وطائِرتَيّ هليكوبتر مُتوسِّطَتين (بيل 212، بيل 206 بي)، وطائِرةٌ زِراعيَّةٌ صَغيرَةٌ (ثراش كوماندر) على حَرائِقَ تجريبيَّةٍ مُضاءَةٍ عَمدًا في نووا نوا في 1983-1984، وتمَّ تقييمُ أداءِ الطّائِراتِ مَع أطقُمِ الأرض.

### ناقلات الهواء الكبيرة (LAT) وطائرات الهليكوبتر الثقيلة

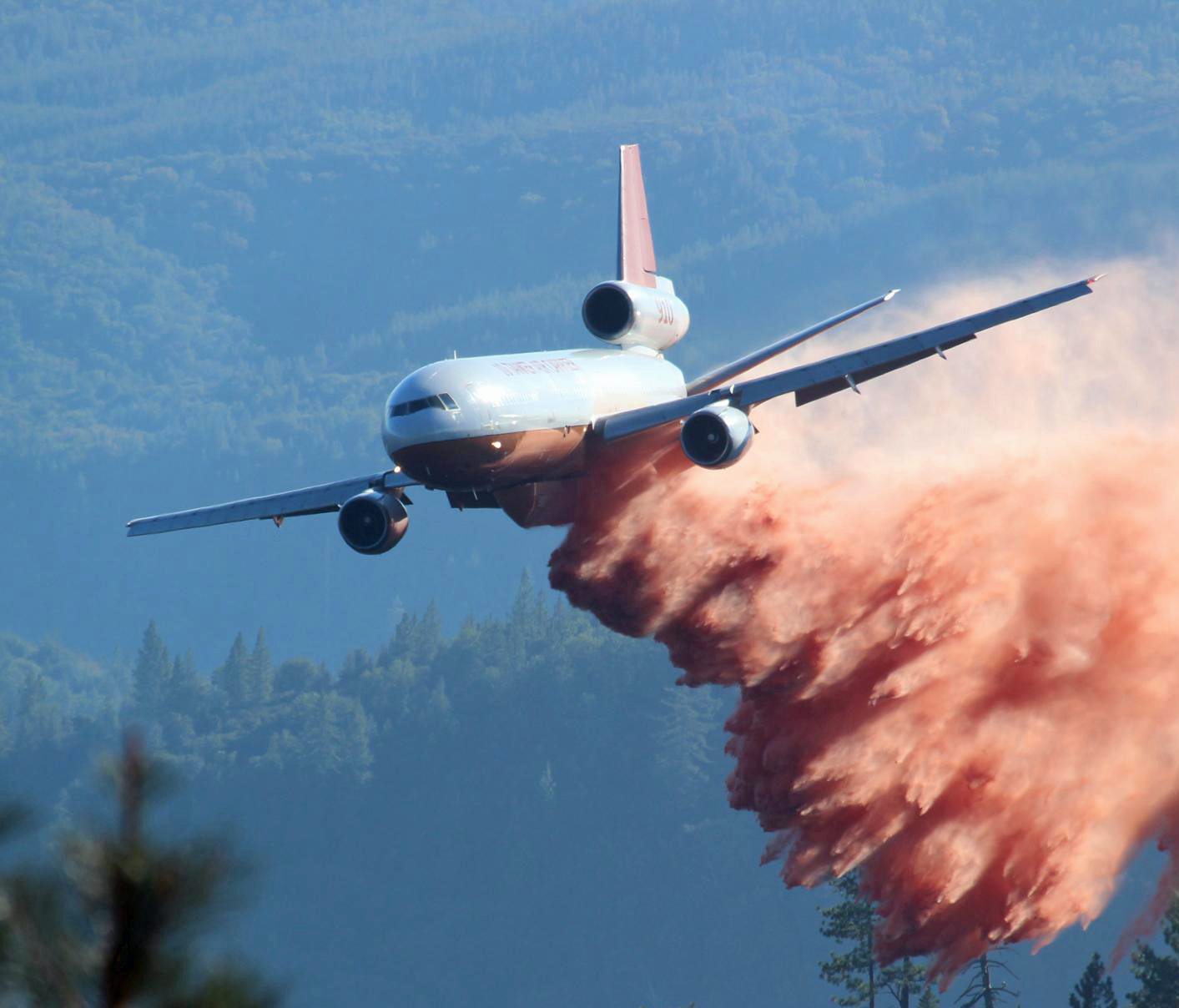
سقوط طائرة McDonnell Douglas DC-10 في كاليفورنيا - أغسطس 2013، وتبلغ سعة الطائرة 45000 لتر، وتتطلب 9000 لتر من الوقود في الساعة، التقطت الصورة بواسطة: خدمة الغابات الأمريكية.

مهَّدَ مَشروعُ أكواريوس جنبًا إلى جنبٍ مَع طائِراتٍ أكثَرَ قوَّةٍ وقُدرَةٍ مَع أنظِمَةِ تَوصيلٍ مُحسَّنَةِ الطَّريقَ أمامَ ناقِلاتِ الهَواءِ الكَبيرَةِ الحَديثة، مثل ماكدونيل دوغلاس دي سي -10، التي يُمكِنها حَملُ ما يَقرُبُ من 45000 لِترًا مِنَ المَوادِ المُثبِّطَة، وهيَ الآن تَعمَلُ بِشكلٍ شائِعٍ في أستراليا كلَّ صيف.
وقدأجرى المَجلِسُ الوَطَنِيُّ للسَّلامَةِ في أستراليا (NSCA) أولى عَمَليّاتِهِ في إلقاءِ القَنابِلَ الحارِقَةِ باستِخدامِ طائِرات الهليكوبتر الكنَديَّةِ المُصمَّمَةِ نِيابَةً عَن وكالاتِ مُكافَحَةِ الحَرائِقِ في فيكتوريا في 1983-1984.
في 1986-1987، توحَّدَت NSCA في سلا في فيكتوريا مع كونير للطَّيران؛ لتبسيطِ الحَرَكَةِ الدُّوَليَّةِ للطّائِراتِ بينَ نِصفَيِّ الكرةِ الجنوبيِّ والشَّماليّ، ونشرت كونيرصداقَةَ فوكر إف27 فريند شيب، والتي يُمكِنُها أن تحمِلَ 6000 لتر من المُثَبِّطات، وتَبحِرَ بُسرعَةِ 230 عقدة، ويمكِنُ فيها تَعديلَ نَمَطِ السُّقوطِ مِن خِلالِ التَّحَكُّمِ في أبوابِ التَّفريغ، ويتَنَوَّعُ من 100 إلى 900 متر في الطّول.
ومَع ذلك لَم يُمَوِّل مَجلِسَ سُلطاتِ مُكافَحَةِ الحَرائِقَ الأسترالي حتّى عامِ 1996 تَجارُبَ طائِرةِ بومباردييه CL-415، التي تَجرِفُ المِياهَ في فيكتوريا أوتواي رينجز، وعلى الرُّغمِ من فَعاليَّتُه إلّا أنَّ العَدَدَ المَحدودَ مِنَ المُسطَّحاتِ المائيَّةِ المُناسبَةِ في أستراليا يُقيِّدُ إلى حدٍّ ما استِخدامَها التَّشغيليّ.

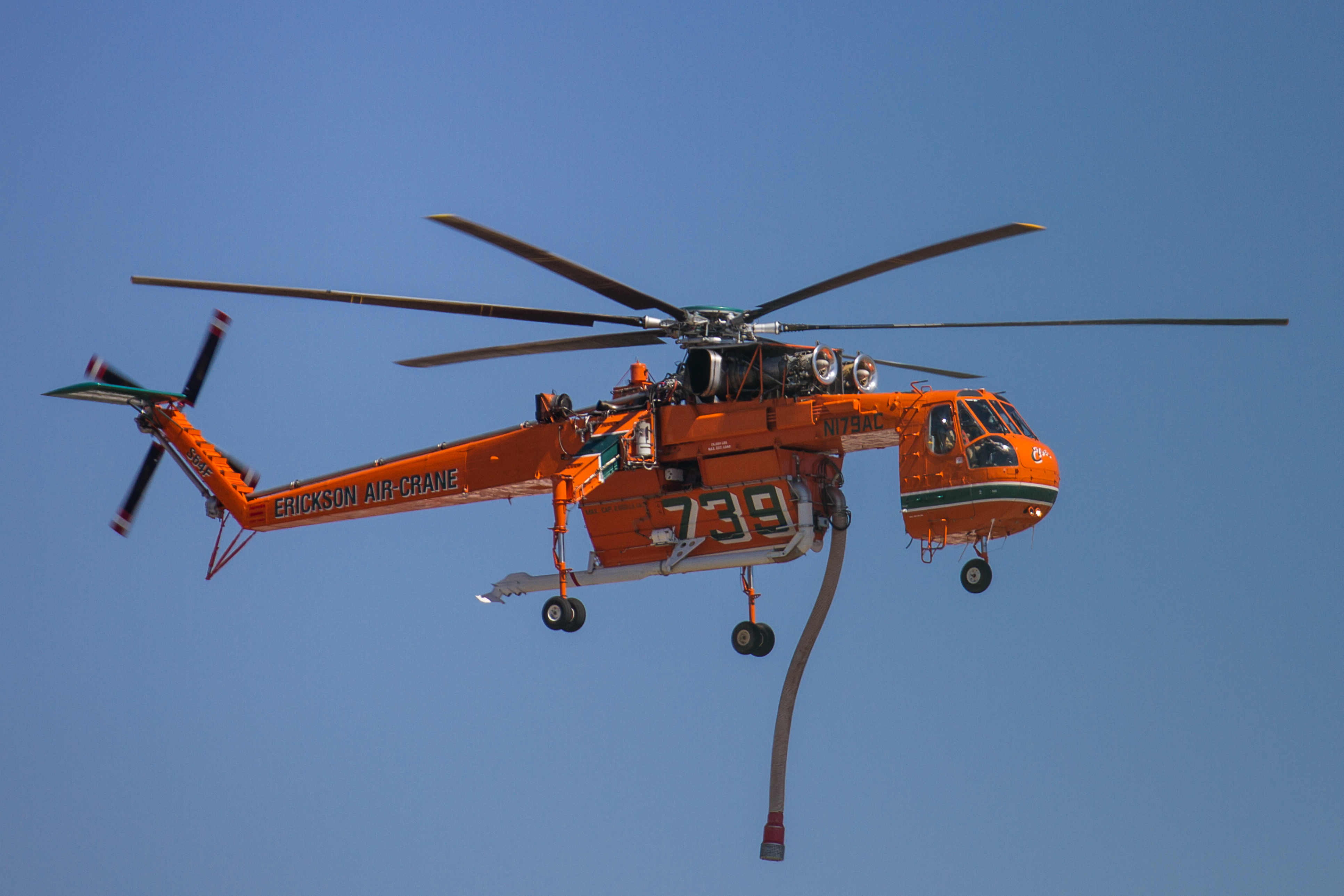
يمكن لطائرة هليكوبتر Erickson S-64 Air Crane أن تحمل 9500 لتر وتستهلك ما يقرب من 2000 لتر من الوقود في الساعة.

لكنَّ تِقنيَّةِ إلقاءِ القَنابِلَ الحارِقَة استمرَّت في التَّحسُّن، وبِحلولِ 1997-1998 تعاقَدَت فيكتوريا مع أكبَرِ مَجموعَةٍ مِنَ الطّائِراتِ لِمكافَحَةِ الحَرائِقَ الجوِّيَّةِ حتّى الآن؛ تَحَسُّبًا لِصيفٍ قاسٍ، وشَمِلَت 6 طائرات هليكوبتر خَفيفة، و4 طائِراتِ هليكوبتر مُتوسِّطَة، و 10 قاذِفاتٍ ناريَّةٍ ذاتَ أجنِحَةٍ ثابِتَة، وطائِرَةُ واحِدَةٌ تَعمَلُ بالأشعة تحت الحمراء؛ للمَسحِ بالأجنِحَةِ الثّابِتَة، وطائِرَةِ استِطلاعٍ خَفيفَةٍ مُزدَوَجَةِ الجَناحين.
لم يَحدُث إدخالَ طائِراتِ هليكوبتر ثَقيلَةِ القَصفِ بِالقَنابِل الحارقةِ مثل الرّافِعَةِ الهَوائيَّةِ إريكسون إس -64 التي يُمكِنُ أن تَرفَعَ وتَحمِلَ 9500 لترًا منَ الماء، ولَدَيها وقتٌ ملءَ 45 ثانيَةً حتّى 1997-1998، وفي وقتٍ لاحِقٍ في 2003-2004 دعمَ المَركِزَ الوَطنِيِّ لِمكافَحَةِ الحَرائِقَ تَمويلَ طائِرَتيِّ هليكوبتر كبيرَتينِ لِلقَصفِ بالحَريق، وهما Mil 8 و Bell 214B لدَعمِ عَمَليّاتِ إلقاءِ القَنابِلَ الحارِقَةِ في فيكتوريا، وبحلولِ عامِ 2010-11 تعاقَدَت فيكتوريا مع ناقلَتَيِّ هواءٍ مِن طُرازِ كونفير 580 مُتَعدِّدِ المُحرِّكاتِ (MEATs) لإجراءِ تَجارُبَ تَشغيليَّةٍ في فيكتوريا، مَع قُدرَةِ كلَّ طائِرَةٍ على حَملِ حُمولة 8000 لتر.
أدى الاستخدامُ الأكبَرَ لناقِلاتِ الهَواءِ الكَبيرَةِ وطائِراتِ الهليكوبتر الثَّقيلَةِ إلى تَغييراتٍ كَبيرَةٍ في الوَقودِ واللّوجستيّاتِ المُناوَلَةِ المُثبِّطَة، وتتطلَّبُ المَروحيّاتُ المُتوسِّطَةِ مِثل Bell 214 حوالي 600 لتر منَ الوَقود في الساعة، أو ثَلاثِ براميلَ قياسيَّةٍ سِعَةَ 200 لتر، في حينِ تمَّ تَجهيزُ المَروَحيّاتِ الثَّقيلَةِ مثل Erickson Air Crane بِخزّاناتِ وقودٍ ضَخمَةٍ تَبلُغُ 4900 لتر، وتَستَهلِكُ حوالي 2000 لتر في السّاعة، وقَد أدّى ذلكَ إلى تَطويرِ صَهاريجِ إعادَةِ التَّزوُّدِ بِالوقودِ المَضغوطِ بِسِعَةِ 30 ألف لتر، وطواقِمَ مُتَنقِّلَةٍ للتَّزوُّدِ بِالوَقودِ على السّاخِن، بدلًا مِنَ التَّعامُلِ يَدويًا مَع بَراميلَ ثَقيلَةٍ سِعَةَ 200 لتر، وبالمِثلِ فإنَّ ناقِلاتَ الهَواءِ الكَبيرَةِ مثل DC-10 تَطَلَّبَت حَوالي 9000 لتر منَ الوَقودِ في السّاعَة، ولكِنَّها هَبَطَت في المَطاراتِ التِّجاريَّةِ مَع مُرافِقِ إعادَةِ التَّزوُّدِ بِالوقودِ بالجُملَة، ولكن يُمكِنُ أن تَحمِلَ DC-10 ما يصِلُ إلى 45000 لتر مِنَ المَوادِ المُثبِّطَةِ التي أدَّت إلى تَغييراتٍ في نَقلِ فوشيك، والخَلط، والمُناوَلَة، والتَّخزين.
وتَستَمِرُّ التِّقييماتُ مَع تَوفُّرِ الجِيلِ التّاليّ من ناقِلاتِ الهَواءِ الكَبيرَةِ جِدًا، وطائِراتِ الهليكوبتر الثَّقيلَة، حيثُ أنَّ أكبَرها هو 747 ناقِلَةِ نفط بسعة حمل 74000 لتر.

## الاشتعال الجوي
أظهَرَتِ التَّجارُبَ والأبحاثِ أنَّ تَقليلَ الوُقودِ المُتاحِ يؤثِّرُ على مُعدَّلِ انتِشارِ حَرائِقَ الغاباتِ وشِدَّتِها، ولا يُمكِنُ التَّحَكُّمُ في عوامِلَ أخرى مثلَ الطَّقسِ، وسُرعةِ الرِّياح، والرٌّطوبَةِ النِّسبيَّة، ودَرَجَةِ الحَرارَة.

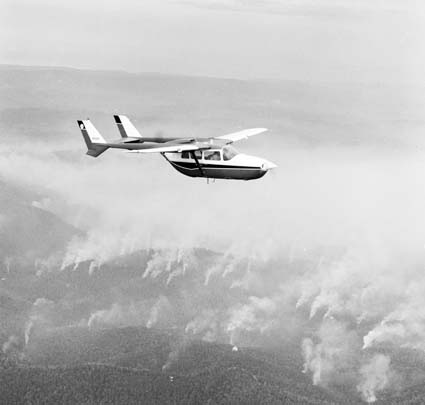
اشتعال جوي في غرب أستراليا باستخدام طائرة سيسنا 337، مصدر الأرشيف الوطني الأسترالي - 1968.

ومنذُ أوائِلِ السِّتينياّتِ مِنَ القَرن الماضي عَمِلَ روّادُ الغاباتِ في غَربِ أستراليا بالاشتِراكِ مَع بوب فاينز وديفيد باكهام من قِسمِ الكيمياء الفيزيائية في CSIRO على تَطويرِ تِقنيّاتِ الإشعالِ الجَوِّيِّ لِتقليلِ الوَقودِ، في ظِلِّ ظُروفٍ مُعتَدِلَةٍ عَلى مَساحاتٍ شاسِعَةٍ مِن التَّضاريسِ المُسطَّحَةِ نِسبيًا في غاباتِ وِلايَةِ أستراليا الغَربيَّة.
وقد تمَّ تصميمُ آلةٍ لإسقاطِ كَبسولاتٍ بِلاستيكيَّةٍ صَغيرَةٍ من بِلَّوراتِ برمنجنات البوتاسيوم التي تمَّ حَقنِها بغليكول الإيثيلين قَبلَ إخراجِها مِنَ الطائِرةِ مُباشَرة، واستَمَرَّ تَفاعُلٌ كيميائيٌّ مُتأخِّرٍ نَتَجَ عَنهُ حَريقًا صَغيرٍ على الأرضِ لِمدَّةِ 30 ثانية، وكانَت التَّجرُبَةِ الأولى في مانجيموب في ديسمبر 1965، وتَبِعها تَحسيناتُ لاحِقَة، وكانَ التَّباعِدُ بينَ الإشعالِ حوالي 200 متر، ويمكِنُ التَّحكُّمُ فيهِ عَن طَريقِ ضَبطِ سُرعَةِ الطّائِرَةِ إلى حوالي 100 عقدة، وضَبطِ المُسكِّنِ بينَ القَطراتِ إلى نُقطَةٍ واحِدَةٍ كلَّ أربَعِ ثوانٍ، وتمَّ التَّركيزَ بشكلٍ كَبيرٍ على الحِفاظِ على نَمَطٍ شبكِيٍّ مُتساوٍ، ولكِن ثَبَتَ أنَّ ذلك كانَ مُهمَّةً شاقَّةً تُحلِّقُ على ارتِفاعِ 400 قدمٍ فوقَ سطحِ الأرض وتمَّ تَجربَةُ تِقنيّاتٍ مُختلِفَة.

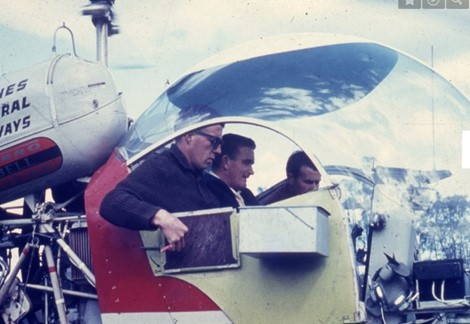
كانت DAIDs (الأجهزة الحارقة المؤجلة) عبارة عن مباريات كبيرة ذات نهايتين تم ضربها على جانب المروحية Bell 47G وتم إسقاطها يدويًا - حوالي عام 1972، المصدر: مجموعة FCRPA *.

بينَما كانَ تَطويرُ الآلةِ الحارِقَةِ الجوِّيَّةِ من قبل CSIRO يَتَقدَّم، كانَت لَجنَةُ الغاباتِ في فيكتوريا تُطَوِّرُ نِظامًا لاستِخدامِهِ مع طائِرات الهليكوبتر، وكانتِ الأجهزةُ الحارِقَةُ المُؤجَّلَةِ عبارَةً عن مباراةٍ كَبيرةٍ ذاتَ نهايَتينِ بِطولِ فَتيلِ أمانٍ بَينَهُما، حيثُ بَدأت Forestry Tasmania باستِخدام DIADs في نِفسِ الوَقتِ تَقريبًا، وتمَّ تَخزينُهُم في صَندوقٍ مَعدَنيٍّ خارِجَ المِروَحيَّةِ جنبًا إلى جنبٍ مَع رُقعَةِ مُهاجِمٍ يُمكِنُ التَّخلُّصَ مِنها مُتَّصِلَةً بنصفِ بابٍ خاصّ، وجلَسَ المَلّاحُ في المُنتَصَفِ بِجانِبِ الطَّيّار، وكانَ دَورَ القاذِفِ هوَ الضَّربِ ثمَّ إسقاطَ الدِّيادِ المُضاء، وبعدَ حوالي 17 ثانيةٍ سَيشتَعِلُ الجزءَ الكَبيرَ منَ DIAD ويَحتِرِقً لِمُدَّةِ 40 ثانيةٍ أخرى، وهوَ ما يَكفي لِبدءِ حَريقٍ صَغيرٍ على الأرض، وكانَ الاختِبارَ الأوَّلِ باستِخدامِ Bell 47G في 4 أكتوبر 1967، وأعطَتِ المَروَحيّاتُ العَديدَ مِنَ المَزايا على الطّائِراتِ ذاتِ الأجنِحَةِ الثّابِتَةِ بما في ذلكَ المُرونَةِ والدِّقَّةِ الأكبَرِ في وضعِ المَوادِّ الحارِقَةِ مِن طائِرَةٍ بَطيئَةِ الحَرَكَة، وللقِيامِ بِعملياتٍ أكبَرَ في الجبال أو الصحراء النّائيَة سَتطيرُ طائِرَةُ هليكوبتر على طولِ قِمَمِ الجِبال، وتُشعِلَ مِئاتَ الهِكتارات عن طريقِ إسقاطِ DAIDs، الذي سيسمَحُ للنّارِ بالتَّسرُّبِ بِبطءٍ على المُنحَدراتِ المُواجِهَةِ للشَّمالِ في المَساءِ حتّى تَنطفئَ طوالَ اللَّيلِ مَع النَّدى في صَباحِ اليومِ التّالي، أو تَصطَدِمَ بأخدودٍ مُبلَّلَة، ولكنَّ عقدَ السَّبعينيّات كانَ عقدًا رطبًا نسبيًا، لذا كانَتِ الأخاديدُ رَطبَةً ومَليئَةً بسراخس الأشجارِ المُبلَّلةِ التي سَتوقِفُ مُعظَمَ الحُروق، وأيضًا لَم يَكُن هُناكَ الكَثيرَ منَ النَّاسِ في الأدغالِ بِخلافِ الحَطّابينَ وحيواناتِ الماشيَة، لذلكَ كانَ مِنَ المُمكنِ القِيامِ بِذلكَ بأقلَّ قدرٍ مِنَ المَخاطِر، وأوَّلَ استخدامٍ في أيِّ مَكانٍ في العالَمِ لِمُضادّاتِ الفَيروسات القَهقريَّةِ لإحباطِ حَريقٍ كَبيرٍ يَبلغُ 49800 فدان في شَمالِ شَرق فيكتوريا وقد تمَّ تَنفيذُهُ مِن قِبَلِ اللَّجنَةِ في فبراير 1968.

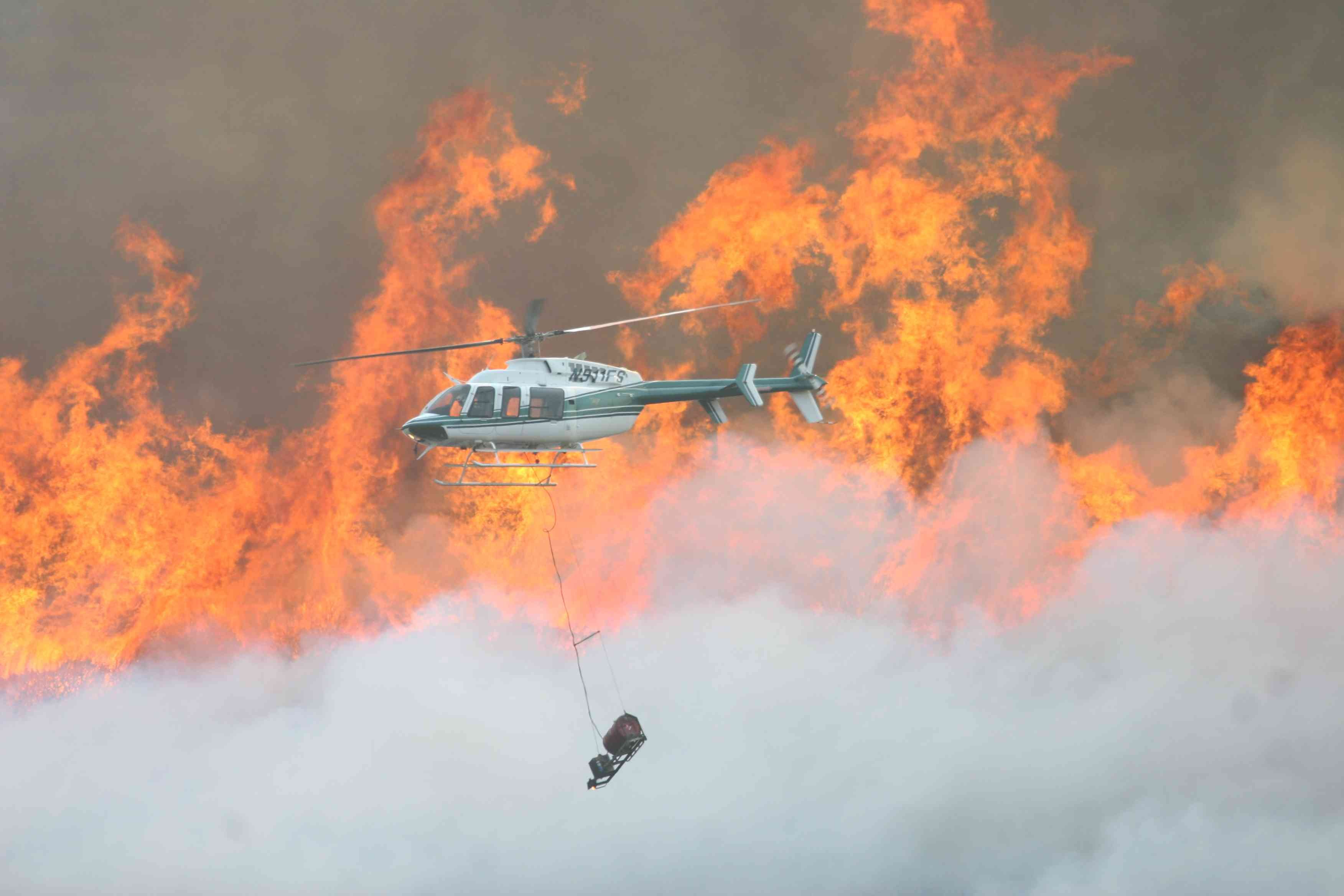
تم استخدام شعلة التنقيط الهوائية (ADT) لحروق القطع بعد التسجيل، المصدر: US Forest Service.

في أبريل 1969، استَخدَمَت لَجنَةُ الغاباتِ آلة CSIRO الحارِقَةِ في سيسنا 337؛ لِتنفيذِ تَقليلِ حَرقِ الوَقود في أوربوست ممّا دَفَعَ إلى شِراءِ آلةٍ خاصَّةٍ بِهم، وفي وَقتٍ لاحِقٍ مِن عامِ 1977، اشتَرَتِ اللَّجنَةِ آلةُ حارِقَةً جوِّيَّةً مِن طُرازِ بريمو بِتصميمٍ كِنديِّ، حيثُ أسقَطَت مَوادَ حارِقَةٍ في كُراتٍ صَغيرَةٍ من البوليسترين «بينج بونج»، وتمَّ اعتِمادَ الآلَةِ للاستِخدامِ مِن قِبَلِ هيئَةِ سَلامَة الطَّيَرانِ المَدنيّ في أبريل 1978.

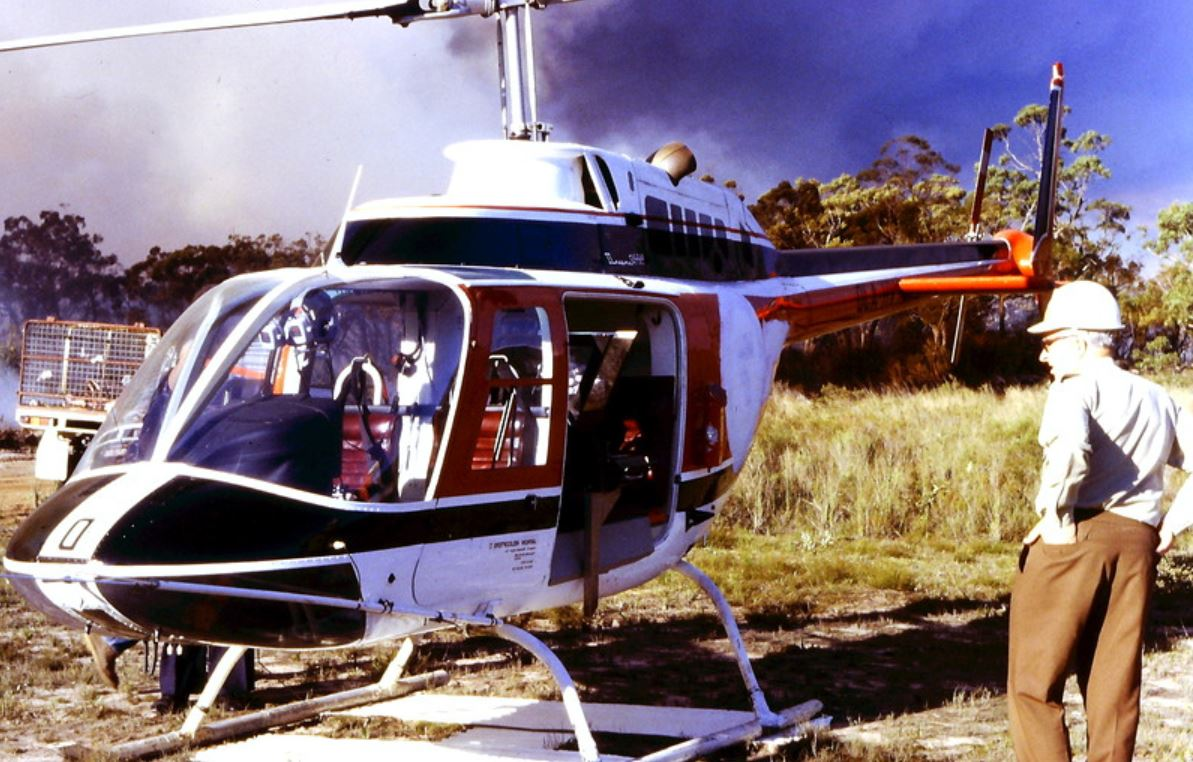
آلة كرة نارية حارقة "بينج بونج" بريمو مثبتة في طائرة بيل 206 جيت رينجر في وادي فيكتوريا، جرامبيانز، خريف 1980، التُقطت الصورة بواسطة: بيتر ماكهيو، مجموعة FCRPA*.

ومَع ذلكَ فإنَّ تَحطُّمَ طائِرَةِ هليكوبتر تمَّ بالاشتِعالِ الجَوِّيِّ في 19 أبريل 1978 بِمقتَلِ اثنينِ مِن ضُبّاطِ الغابات، والطَّيّارُ هُزَّ بِشدَّةٍ، ولكنَّهُ أدّى إلى تَأمينٍ أفضَلٍ ضِدَّ الحَوادِثِ للموَظَّفينَ المُشارِكينِ في العَمَليّاتِ الجَوِّيّة، ونِهايَةِ DAIDs، والاعتِمادِ الأوسَعِ لآلَةِ كُرَةِ الطّاولَةِ الحارِقَةِ الهَوائِيَّةِ الأكثَرِ أمانًا.
وعادةً ما يَكونُ الاحتِراقُ المائِلُ عاليَ الكَثافَةِ مَطلوبًا لِتحقيقِ التَّجديدِ المَرَضيِّ بعدَ التَّسجيل، ولم تَكُن آلةُ كُرَةِ تنسِ الطّاوِلَةِ مُناسبَةً للاشتِعالِ الجَوِّيّ؛ لأنَّ كَميَّةً كَبيرَةً مِنَ النّارِ يَجبُ إدخالَها على كوبيهِ التَّسجيلِ بِسرعة، وغالبًا ما تَكونُ هذهِ المَناطِقَ أيضًا في تَضاريسَ شَديدةِ الانحِدار، ممّا يَجعَلُ اشتِعالِ الأرضِ بِواسِطَةِ أطقُمِ العَمَلِ صَعبًا وخَطيرًا، وقد تمَّ وَضعُ فِكرَةً في كندا في السَّبعينيّاتِ مِن قِبلِ جون مورارو، وقامَت دائِرَةُ الغاباتِ النيوزيلنديَّةِ بِتطويرِ الشُّعلَةِ بالتَّنقيطِ الجوِّيّ (ADT)، التي يُمكِنُ تَعليقَها تَحتَ طائِرَةِ هليكوبتر، وفي عام 1982 استَحوذَت شَرِكَةُ فورستري تاسمانيا على إحدى الآلاتِ وعدَّلَت عليها في فبراير 1987، والمعروفِ أيضًا باسمِ helitorch أو التِّنين، حيثُ كانَ يتَألَّفُ مِن خَزّانٍ كَبيرٍ سِعة 135 لترًا، ويَحتَوي على البنزين الهلاميّ، ومضَخَّةِ إزاحَة، ونِظامَ إشعالَ شُعلَةِ البروبان، وفوَّهَةِ الموقِد، ونِظامِ إطفاءِ الحريق، وتمَّت تَجرِبَتُهُ في سويفت كريك في عام 1991.
في وقتٍ سابِقٍ مِن عامِ 1975، بدأ فورستري تاسمانيا وقسمَ الفيزياءِ في جامعة تسمانيا تَجارُبَ باستخدامِ ليزر من فِئَةِ الأسلحَة، مُثبَّتٌ على بُندُقيَّةٍ مِن طِرازِ بوفورز التّابِعِ للبَحريَّةِ الأستراليَّةِ لإشعالِ القِطَعِ المَقطوعَة، ولكن تَبايَنَتِ النَّجاحاتُ في إشعالِ أهدافٍ قِماشيَّةٍ على مَسافاتٍ تَتراوَحُ بينَ 200 متر و500 متر.

## نقل الطاقم والمعدات

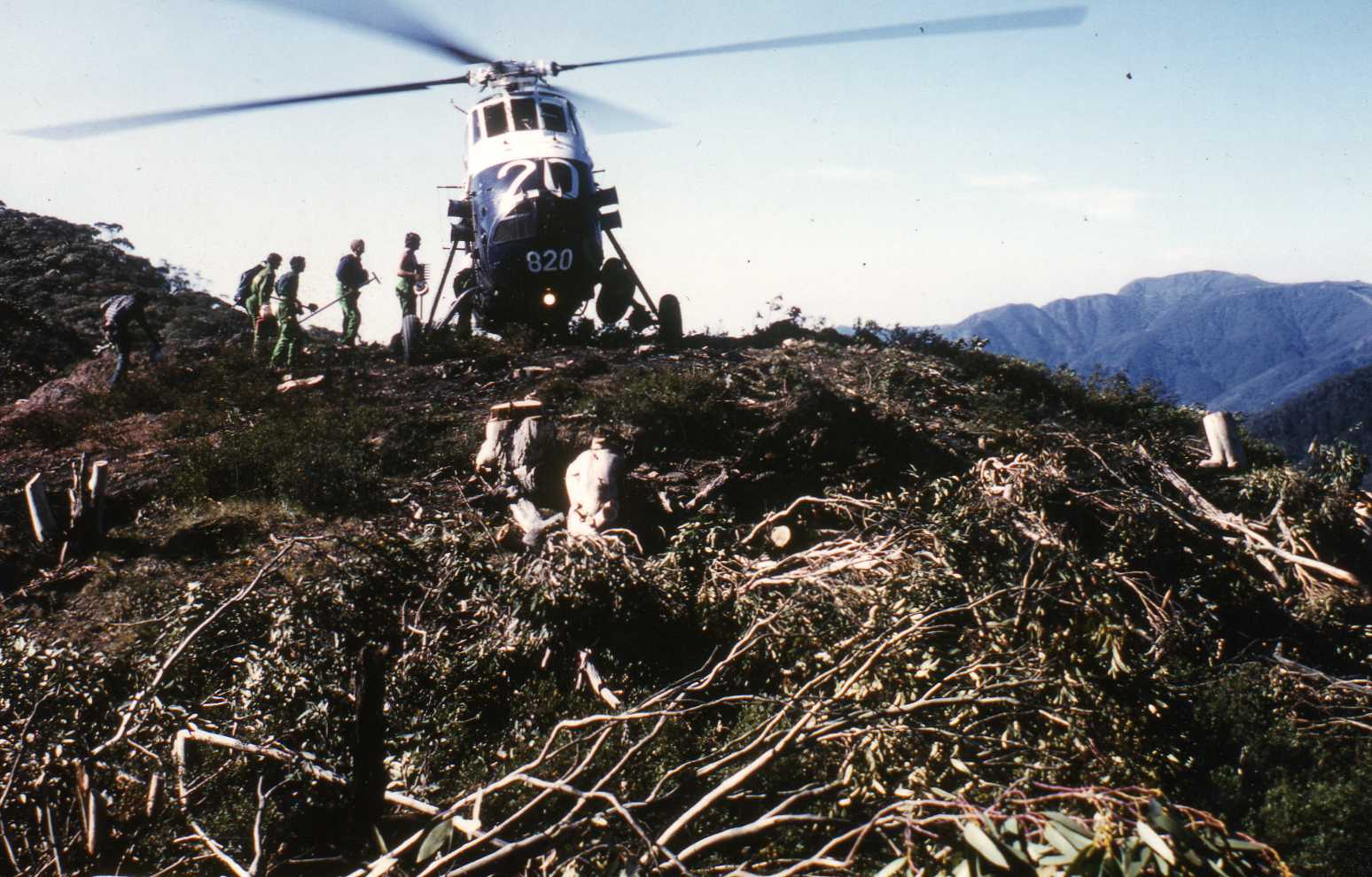
تحميل أطقم في البحرية ويسيكس في جبل موراي. جبل Feathertop في الخلفية، وكانت هذه الحرائق أكبر عملية إطفاء جوي منفردة حتى ذلك الوقت، وتم تعلم دروس قيمة منها، يناير 1985، المصدر: Peter McHugh، مجموعة FCRPA *.

لطالَما استَُخدِمَتِ الطّائِراتُ للاستِطلاع ِ، ونَقلِ الأطقُم والمُعدّاتِ إلى الحرائق، ففي عام 1939 استَلَمت دائِرَةُ الغاباتِ الأمريكيَّةِ سيتينسون ريليانت التي كانَت تُستَخدَمُ لِدورياتِ الإطفاء، ونَقلِ الموظَّفين، وساعَدَت في استكشافِ استِخدامِ المِظلَيّينَ لإخمادِ الحَرائِق.
في حينِ تمَّ استِخدامُ المِروحيّاتِ الخَفيفَةِ مثل Bell 47G في وقتٍ مُبكِّر، ولاحقًا استُخدِمَت Bell 206 Jet Ranger للاستِطلاع، وتمَّ أيضًا استِخدامَ المِروحيّاتِ المُتوسِّطَة مثلَ Bell 204 النُّسخَةِ المَدنيَّةِ من الهويِّ العسكَرِيِّ بِشكلٍ روتينيٍّ لنَقلِ الطّاقَمِ والمُعدّات.
وغالبًا ما تُستَخدَمِ الطّائِراتُ المُستَأجَرَةُ ذاتَ الأجنِحةِ الثّابِتَةِ لنقلِ أطقُمِ الإطفاءِ والمعدّاتِ لمسافاتٍ أطولَ داخِلَ الولايات، وفي جَميعِ أنحاءِ البِلاد، وحتّى منَ الخارِج، ممّا يوفِّرُ مُرونَةً في المَوارِدَ لِمُخَطِّطي الإطفاءِ والمُراقَبين، وفي مناسباتٍ عَديدَةٍ تمَّ نشرُ فِرقِ إدارةِ الحَوادِثِ في أستراليا من أمريكا وكندا ونيوزيلندا.

## انخفاض العرض
تضمَّنَ النَّجاحُ في إسقاطِ الإمداداتِ لأطقُمِ الإطفاءِ عن بُعدٍ قدرًا كَبيرًا منَ التَّجارُب، وكانَت هُناكَ قيودٌ واضحَةٌ على الحجم والوزن وقابليَّةِ الكسر للعناصِرِ التي سيتِمُّ إسقاطَها، ويجبُ تَصميمَ العبوَّةِ لِتلطيفِ السُّقوطِ بشكلٍ كافٍ لتقليلِ الضَّررِ الذي يُلحِقُ بمحتوياتِها، ولكن ليسَ ضَخمًا جدًا أو صَعبَ التَّعامُلِ مَعهُ داخِلَ الطّائِرَة.
كانَت أوَّلُ قَطراتٍ جوِّيَّةٍ مُسجَّلَةٌ منَ الإمداداتِ الغِذائيَّةِ لطاقَمِ إطفاءٍ مَعزولٍ في فيكتوريا في عام 1949 من طائِرَةِ هليكوبتر RAAF Sikorsky S-51 Dragonfly، ثمَّ تمَّ تَحسينُ هذهِ التِّقنيَّةِ بِشكلٍ كَبيرٍ مِن خلالِ تَطويرِ حاوياتٍ السُّقوطِ الحُرِّ المُصمَّمَةِ خِصّيصًا للسقوط، والتي توفِّرُ رَفعًا ديناميكيٍّ هوائِيٍّ لِتخفيفِ الصَّدماتِ مَعَ الأرض.

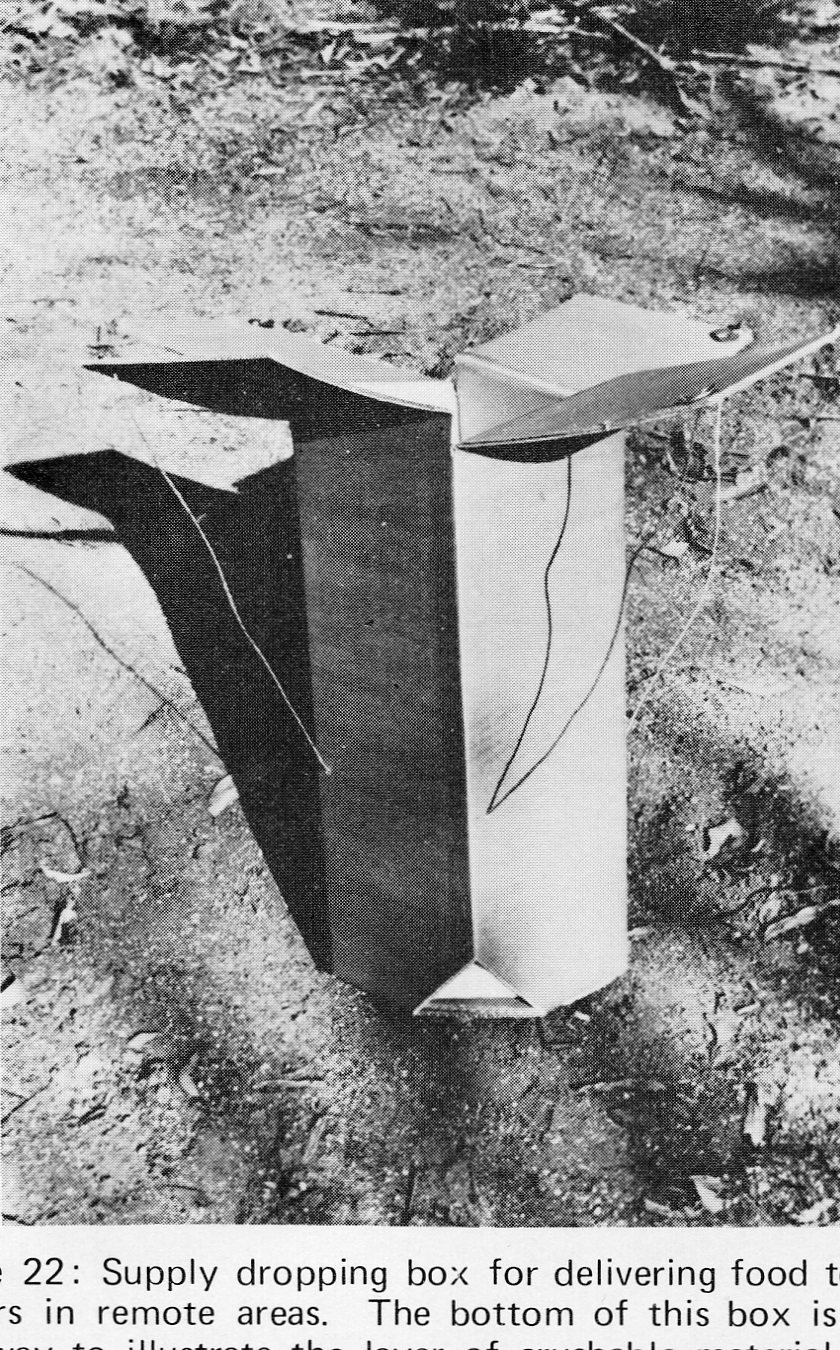
تم تصميم الهليبوكس من الورق المقوى بأجنحة قابلة للطي في عام 1964 لإسقاط الإمدادات إلى أطقم الأرض، مجموعة FCRPA *.

كانَتِ المُظاهَراتُ التي قامَ بها جَناحَ الإرسالِ الجَوِّيِّ التّابِعِ لفيلقِ الخِدمَةِ بالجيشِ المَلِكِيِّ الأستراليِّ في بوكابونيال في عام 1960 باستِخدامِ مِظلّاتٍ صَغيرَةٍ مُؤثِّرَةٍ، وتَبِعَ ذلكَ تَجارُبَ لَجنةِ الغاباتِ في وقتٍ لاحِقٍ في أغسطس في تالانجاتا لإسقاطِ المَوادَ الغِذائيَّةِ والمَخازِنَ لإطلاقِ طَواقِمَ منَ الهَواء.
كانَتِ المَخاطِرُ التي يَتعرَّضُ لها أطقُم العَملِ على الأرضِ منَ الاعتِباراتِ الرَّئيسيَّة، وتمَّ تَعليقَ الاختِباراتِ في ذلكِ الوِقت، ولكنَّ الفِكرَةَ لَم تُنسى تمامًا واستؤنِفَتِ التَّجارُبَ في عاميِّ 1961 و1963، وكانَتِ النَّتيجَةُ عبارَةً عَن حاوِيَةٍ كَبيرَةٍ مِنَ الوَرَقِ المُقوّى للخِدمَةِ الشَّاقَّة، وتمَّ تَطويرُها في عامِ 1964 والتي تَستَخدِمُ أجنِحَةً قابِلَةً للطَّيِّ، وكانت تُسمّى هيلوكس، حيثُ كانت لأيضًا مُناسِبَةً للإمداداتِ التي يَقِلُّ وَزنُها عن 9 كجم، وأفضَلَ انخفاضٍ لَها مِن حوالي 300 قدم، وأصبَحَت تِقنيَّةٌ قِياسيَّة، وطلَبَت إدارَةُ البَحثِ والإنقاذِ بهيئَةِ الطَّيرانِ المَدنيِّ المُساعَدَةَ مِن لَجنَةِ الغاباتِ في فبراير 1972؛ لإجراءِ اختباراتٍ في مَطارِ ماناجالور شمالَ ملبورن، باستِخدامِ طائِرةِ فوكر فريندشيب F27، والتي أدَّت إلى خَدماتِ الطَّوارِئ في نيوساوث ويلز، وقد تمَّ إسقاطَ أكثَرِ مِن 3000 صندوقِ هليوبوكس خلالَ فيضاناتِ عام 1974، ومَع ذلك سُرعانَ ما أدّى تَوافُرَ المِروحيّاتَ القويَّةِ والقابِلَةِ للمُناوَرَةِ في أواخِرِ السَّبعينيّات لنقلِ الأطقُمِ والمُعدّاتِ إلى جَعلِ الكرتون الهليوبوكس زائِدًا عنِ الحاجة.
وطوَّرَت لَجنَةُ الغاباتِ حاوياتٍ خاصَّةٍ، ومغَلَّفاتٍ قِماشيَّةٍ مُرجَحَةٍ لإسقاطِ الخَرائِطَ وصورِ المَسحِ الخَطِّيِّ منَ الطَّائراتِ ذاتِ الأجنِحَةِ الثّابِتَةِ قبلَ أن يُصبِحَ البثَّ المُباشِرِ للبِياناتِ مُتاحًا، وتمَّ أيضًا تَجرِبَةُ حُمولاتِ الرَّافِعَةِ التي تَرفَعُ الجَرّافاتِ الصَّغيرَةِ باستخدام NSCA Bell 205 في حوالي عام 1982.

## رابيلينج

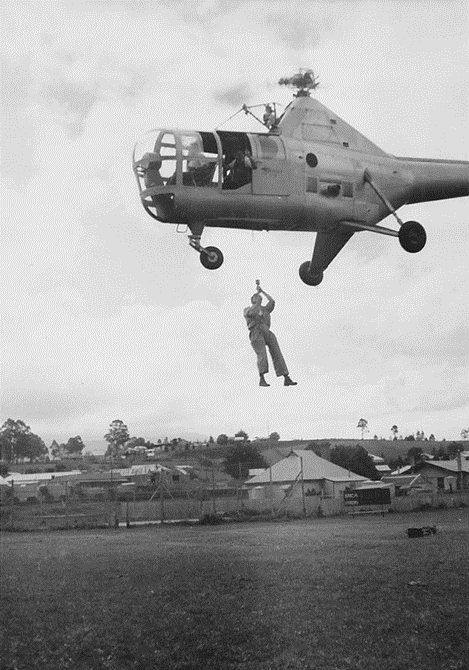
كانت لجنة الغابات رائدة في استخدام الطائرات لمكافحة الحرائق ونقل الطاقم - RAAF Sikorsky S-51 Dragonfly at Erica 1949، المصدر: مكتبة ولاية فيكتوريا.

كانَ دفعُ رِجالِ الإطفاءِ إلى التَّضاريسِ الصَّعبَةِ والتي يَتَعذَّرُ الوُصولَ إليها بِسرعَةٍ مُشكِلَةً دائِمة، وتمَّ اختِبارُ الهُبوطِ أو إنزالِ رجالِ الإطفاءِ مِن طائِرَةِ هليكوبتر تَحومُ لأوَّلِ مَرَّةٍ مِن قِبَلِ لَجنَةِ الغاباتِ لفيكتوريا في إيريكا بَعدَ فَترةٍ وجيزَةٍ منَ الحرب العالمية الثانية في عام 1949 باستِخدامِ RAAF Sikorsky S-51 Dragonfly، الذي كانَ مقرُّهُ عادةً في البيعِ الشَّرقيّ، وتمَّ استٍخدامُ سيكورسكي لاحقًا لاختِبارِ تِقنيّاتِ الاستِطلاعِ، ورَسمِ الخَرائِط، ونَشرِ الرِّجالِ والمعدّاتِ في المَواقِعَ البَعيدة.

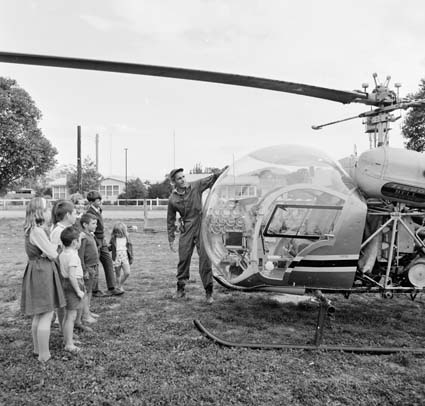
A بيل 47G كانت تعمل طائرة هليكوبتر على عقد على مدار العام من الغابات جنة فيكتوريا في عام 1965، في ما كان ينظر إليها على أنها أول أسترالي، وتتمركز هذه الآلة في هايفيلد واستخدامها ل رابيلينج العمليات، ونرى هنا أمام مجموعة من أطفال المدارس المعجبين من سويفتس كريك، المصدر: الأرشيف الوطني الأسترالي.

ثمَّ تَعاقَدَت لَجنَةُ الغاباتِ في فيكتوريا مَع Bell 47G الخاصِّ بِها في عام 1964، وبعدَ بعضِ التَّجارُبِ الأوَّليَّةِ في السُّهولِ الثَّلجيَّةِ وتالانجاتا أنشِأَت عَمليّاتُ الانزِلاقِ في هايفيلد مع طاقَمٍ من شَخصين، وأثبَتَ هذا أنَّهُ أوَّلَ أستراليٍّ ظلَّ في مَكانِهِ لمَوسِمَّيِّ الحَريقِ التَّاليَين، ولكنَّهُ انقَضى بَعدَ مَخاوِفَ تَتَعلَّقُ بالسَّلامَةِ مِن هيئَةِ سَلامَةِ الطَّيرانِ المَدنيّ بشأنِ استِخدامِ الآلَةِ الصَّغيرَةِ والتي تَعمَلُ بالطَّاقَةِ المُنخَفِضَة.
وفي عامِ 1982، بَعدَ ما يَقرُبُ مِن 18 عامًا من الغِياب، استُؤنِفَت عَمليّاتُ الهُبوطِ في فيكتوريا باستِخدامِ أطقُمٍ مُجهَّزَةٍ ومُدرَّبَةٍ بِشكلٍ خاصّ، وعادةً بمضاعفاتِ 4 أو 6 هُبوطٍ من مِروحيّاتِ NSCA Bell 212 و Bell 412 الأكبَرَ والأكثَرَ قوَّةٍ لِمهاجَمَةِ الحَرائِقَ الصَّغيرَةِ في المَواقِعِ النَّائيَة، وتمَّ استِخدامُ أطقُمَ Rappel أيضًا لبناءِ مَهابِطَ للطّائِراتِ العَموديَّةِ في حَرائِقَ أكبَرَ، حيثُ لم يَكُن هُناكَ وصولٌ إلى مَساراتِ المُركَّباتِ بحيثِ يُمكِنُ نَقلَ طَواقِمِ الإطفاءِ الإضافِيَّةِ والإمداداتِ من وإلى الطّائِراتِ المِروحيَّة.
أمّا في عام 1985، فقد بدَأت إدارَةُ الغاباتِ والأراضي التي تَمَّ تَشكيلُها حَديثًا -تكملةً للجنةِ الغاباتَ في فيكتوريا- بَرنامَجَها المُستقِلِّ المُتسَلِّلِ الذي يَستَمِرُ حتّى اليوم، فمنذُ عامِ 1993 تمَّ تَنفيذُ بَرنامِجَ تَبادُلَ لِمغنّي الرّاب من كولومبيا البريطانية، وفي عام 2007 جاءَ تِسعَةُ رابيينَ من برنامج راباتاك في كولومبيا البِريطانيَّةِ إلى فيكتوريا عندَ الانتِشارِ للمساعَدَةِ في حَرائِقِ الفارِقِ الكَبير.

### وصلات دخان
أجريَت تَجارُبَ القَفزِ بالدُّخانِ مَع قطراتِ المِظلّاتِ لِرجالِ الإطفاء في المَناطِقَ النّائيَةِ لأوَّلِ مرَّةٍ في ثَلاثينيّاتِ القَرنِ الماضي في أمريكا والاتحاد السوفيتي، في 12 يوليو 1940، ادَّعى اثنانِ مِن مُوظَّفي خِدمَةِ الغاباتِ الأمريكيَّةِ أنَّهُما صَنعوا التَّاريخَ مِن خِلالِ أوَّلِ القَفزِ بالمِظلَّةِ على الإطلاقِ في حَريقٍ هائِلٍ في غابة نيز بيرس الوَطنيَّةِ في ولاية أيداهو.
وفي عامِ 1952 بدأ الجَيشُ الأستراليِّ تَدريبَ فَصيلَةٍ مَحمولَةٍ جوًا قَوامُها حوالي 20 جنديًا منَ الفَوجِ الملكيِّ الأستُراليِّ للانتِشارِ في حرائِقِ الغاباتِ والإغاثَةِ مِنَ الفَيضانات، لكنَّ الفِكرةَ لم تَترسَّخ أبدًا كما فَعَلت في الخارج، وكانَ السَّبَبُ الرَّئيسيِّ في ذلكَ هو الشَّكلَ الفَريدِ لأشجارِِ الكافورِ مع أغصانِها المُتَّجِهَةِ للأعلى، وأشواكِها الجافَّة، والتي تَختَلِفُ تَمامًا عن أشجارِ الصَّنوبَرِ الأكثرَ نُعومة، ممّا جَعَلها خَطيرةً للغاية، وتمَّ استبدالُ هذهِ التِّقنيَّةِ باستِخدامِ طائِراتِ الهليكوبتر.

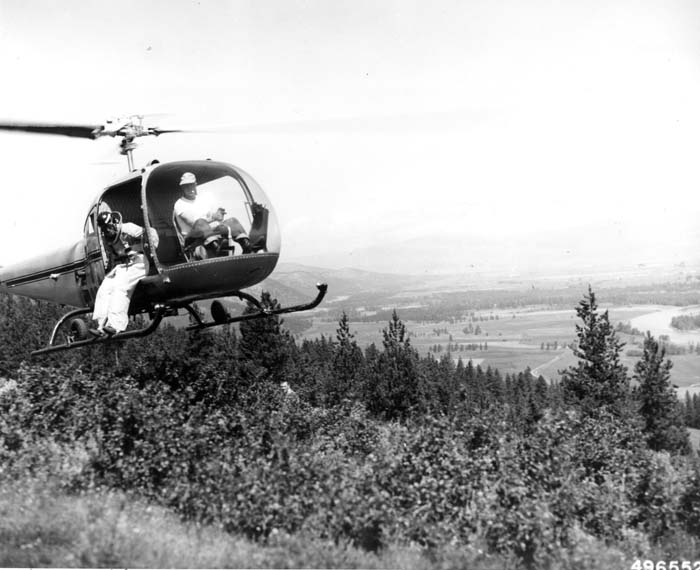
متدرب قفز من طائرة هليكوبتر Bell 47J في سبتمبر 1958 في Lolo National Forest، مونتانا، الصورة مقدمة من جمعية تاريخ الغابات، دورهام ،نورث كارولاينا.

كانَ الاختِلافُ في النَّشرِ السَّريعِ لأطقمِ الإطفاءِ هو الخُروجَ منَ المِروحيَّة، أو القَفزِ مِن طائِرَةِ هليكوبتر، وهيَ تِقنيَّةُ تمَّ تَطويرُها في الأصلِ مِن قِبَلِ خِدمَةِ الغاباتِ الأمريكيَّة، وكذلِكَ في كولومبيا البريطانية، كندا، تمَّ تَجرِبَةُ هذِهِ التِّقنيَّةِ مَبدئيًا في تالانجاتا بموجب عقد Bell 47G التّابِعِ للَجنَةِ الغاباتِ لفيكتوريا في عام 1964، وتمَّت إعادةُ النَّظَرِ فيها مرَّةُ أخرى في عام 1991؛ لتمكينِ أطقُمٍ مٌتَخصِّصَةٍ مِن الانتِشارِ من أقصى ارتفاعٍ يبلُغُ 1.3 متر، وهيَ مناسِبَةُ بشكلٍ مِثاليّ؛ حيثُ يَمنَعُ الغِطاءُ النَّباتيِّ أو التَّضاريسِ الهليكوبتر منَ القِيامِ بِهبوطٍ انزِلاقيٍّ كامِلٍ مثلَ المَناطِقِ الصَّخريَّةِ في جرامبيانز، ودولَةِ الصَّحراءَ في غَربِ فيكتوريا، والحفاظَ على مُستوى المِروحيَّةِ مَعَ التَّغييراتِ المُفاجِئَةِ في مَركَزِ الجاذبيَّةِ تَحدِّيًا كَبيرًا للطَّيارينَ وأطقُمِ الطّائِرات.

## البذر الجوي
حتّى عامِ 1964 تقريبًا، اعتَمَدَت تقنيَّةُ زِراعَةِ الغاباتِ القِياسيَّةِ لِتحقيقِ تَجديدِ غاباتِ الأوكالبت المَحصودَة في جبال فيكتوريا إلى حدٍّ كَبيرٍ على الاحتِفاظِ بِأشجارِ البُذورِ في كوبيه قَطعِ الأشجارِ كمصدَرٍ أساسيٍّ للبُذور، فقد كانَ يتمُّ تَحضيرَ أحواضَ البُذورِ إمّا عن طريقِ الاضطرابِ الميكانيكيّ، أو حَرقِ القِطَعِ السّاخِنَةِ في الخَريف، وعلى الرُّغمِ من أنَّ هذهِ الطَّريقَةَ مُرضِيَةُ، إلّا أنَّها تَفتَقِرُ إلى المَوثوقيَّة، وكانَ البَديلُ هوَ جَمعُ البُذورِ وزَرعِها يَدويًا، ولكِن في المَناطِقَ الجَبليَّةِ شَديدَةِ الانحِدار كانَ هذا غالبًا بَطيئًا، وصَعبًا، ومُكلفًا.
في عام 1964، تمَّ إجراءَ أوَّّلِ بَذرٍ جَوِّيٍّ في مَناطِقَ قَطعِ الأشجارِ من Alpine Ash باستِخدام Cessna 180 صَغيرًا مُزودًا بِقرنينِ جَناحين، يَحمِلُ كلٌّ مِنهُما حَواليّ 100 كجم من البُذور، ونظرًا لأنَّ البِذرَةَ كانَت ناعِمَةُ جدًا، فَقد احتاجَت إلى أن يَتِمَّ تَجميعَها في كُرَةِ بِذرةٍ صغيرةٍ يَبلغُ عَرضُها حوالي 2 مم، عَن طَريقِ الطِّلاءِ بطينِ الكاولين، واستِخدامِ الصمغِ كَمادَّةٍ لاصِقَة، وفي بعضِ الأحيانِ يَتمُّ إضافَةَ كمِّياتٍ صَغيرةٍ من المُبيداتِ الحَشريَّةِ ومُبيداتِ الفِطريات؛ لِتحسينِ بَقاءِ البُذور، وقد ساعَدَت هذه الحُبيباتُ الأكبَرَ حَجمًا في الانتِشارِ بِمعدَّلِ حواليّ 1 كجم منَ البُذورِ لكلِّ هكتار، وتمَّ استِخدامَ نَفسِ الطّائِرَةِ بَعدَ عامٍ في عام 1965؛ لِزرعِ ريدجوم النَّهر، أيضًا في عام 1965، تمَّ استِخدامُ Piper Pawnee أكبَرَ بِسِعَةٍ أكبَرَ مِن 456 كجم؛ لِزرعِ قِطَعِ الأشجارِ في المناطق الجبليَّة.
وبناءً على النَّجاحِ السّابقِ فقد تمَّ زَرعُ مِنطِقَةً بِالقربِ من بروثين، مَع طائِرَةِ الهليكوبتر Bell 47G في عام 1967، واعتُبِرتِ المِروحيَّةُ مُفيدَةٌ للمَناطِقَ الصَّغيرَةِ في المَواقِعِ المُحرِجَةِ التي لا تَستَطيعُ الطَّائِراتِ الأرخَصَ ذاتَ الأجنِحَةِ الثّابِتَةِ الوصولَ إليها بِسهولَةٍ أو بِأمان.

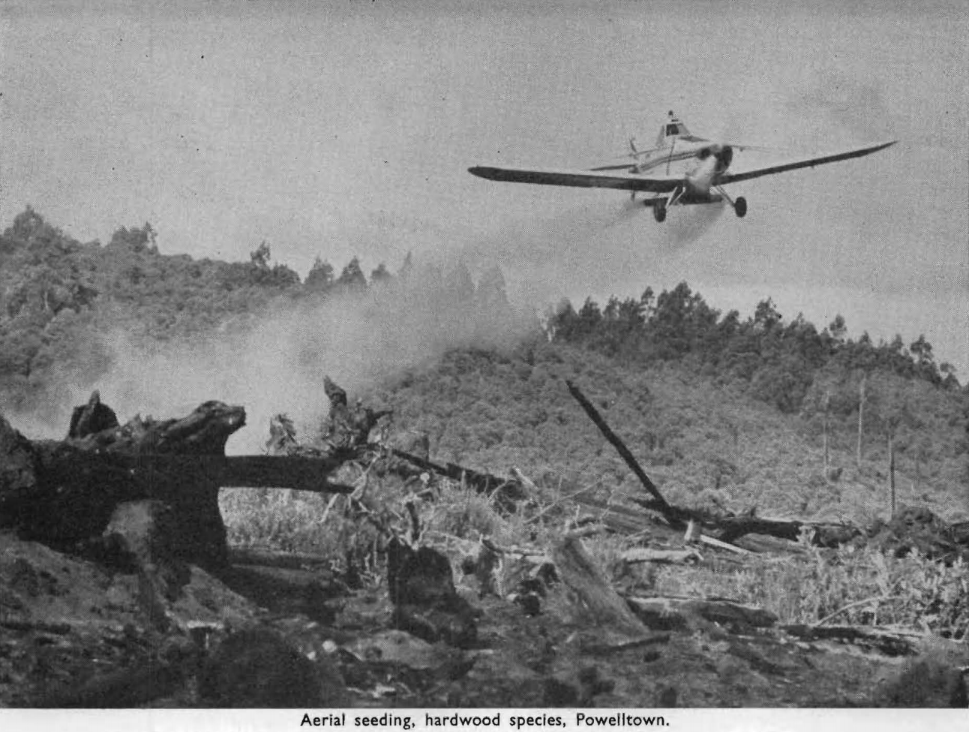
البذر الجوي للمناطق المقطوعة - باولتاون 1967، وقد تم تحديد خطوط الطيران بواسطة أطقم على الأرض ملوحين بالأعلام على كل جانب من جوانب الكوبيه.

واستَمرَّتِ التَّجارُبَ مَع الطّائِراتِ المُختَلِفَة، وتَكثيفَ البُذورِ ومُعدّاتِ النَّشرِ عَلى مَدارِ العَقدِ التّالي، وأصبَحَ البَذرُ الجَوِّيُّ لِأشجارِ الكينا المَحصودَةِ هو المُمارَسَةِ التَّشغيليَّةِ العادِيَّةِ الآن.

## الرش الجوي للأسمدة ومبيدات الأعشاب ومبيدات الحشرات
كما هوَ الحالُ معَ المَحاصيلِ الزِّراعيَّة، تَستَجيبُ العَديدَ مِنَ الغاباتِ لاستِخدامِ الأسمدة، فقد تمَّت مُلاحَظَةُ التُّربَةِ الأسترالِيَّةِ بِسبَبِ افتِقارِها للفُوسفور، على الرُّغمِ مِن أنَّ العَديدِ منَ الأشجارِ تَستجيبُ أيضًا لِتطبيقِ النَّيتروجين والعَناصِرَ النَّزِرَة، وركَّزَت مُعظَمُ الأبحاثِ على إنشاءِ مَزارِعَ غاباتٍ غَريبَّةٍ بَدلًا مِنَ الغاباتِ الأصليَّة.
ومَع تَكثيفِ بَرنامِجِ إنشاءِ المَزارِعِ في فيكتوريا، في أوائِلِ السِّتينيّاتِ مِنَ القَرنِ الماضي، كانَ مِن المَنطِقِيِّ اقتِصاديًا زِيادَةَ الإنتاجيَّةِ مِن خِلالِ التَّطبيقِ الجوِّيِّ لِلأسمِدَة.
كانَت تِقنيّاتُ التَّطبيقِ الجَّوِّيِّ للأسمِدَةِ الخاصَّةِ بالمحاصيلَ الزِّراعيَّةِ الأخرى راسِخَة، لذا احتاجَت إلى تَعديلاتٍ طَفيفَةٍ لِمُزارِعِ الأخشابِ اللَّيِّنَة، وكانَت إدارَةُ الغاباتِ والغاباتِ بِجنوبِ أستراليا رائِدَةً في مُعظَمِ العَمل، في أواخِرِ الخَمسينيّاتِ مِنَ القَرنِ الماضي، باستِخدامِ طائِراتٍ من العَصرِ مثلَ عثة النمر.
وأثناءَ التَّطبيقِ في فيكتوريا، بَعدَ انتِشارِ السوبر فوسفات في الغاباتِ بالقربِ مِن جبَلِ جامبير في عام 1964، كانَ مِنَ الواضِحِ أنَّ التَّوزيعَ كانَ غيرَ مُتساوٍ، وتمَّ تَناوُلَ المُشكِلَةِ مِن قِبَلِ CSIRO ومُختَبراتِ أبحاثِ الطَّيرانِ في ملبورن؛ بِهدَفِ تَطويرِ مُعدّاتِ انتِشارٍ مُحسَّنَةٍ للطّائِراتِ الزِّراعيَّة، وبدأتِ المُحاكَماتُ في عامِ 1965 في مَطارِ مورابين وكانَتِ النَّتائِجُ مُشجِّعَة.
ظلَّت لَجنَةُ الغاباتِ قَلقَةً بِشأنِ الانتِشارِ غيرِ المُتكافِئِ للأسمِدَة، وواصلَ فِرعُها البَحثِيِّ دِراساتَهُ في 1970-1971 لِفحصِ حُبيباتِ الأسمِدَة الفوسفاتية، وكانَ لأوَّلِ مرَّةٍ في ميلتون، والثَّانيَةِ في مزارع سكارسديل بالقُربِ من بالارات، باستِخدامِ باوني الطّائِراتِ يَنتَشِر بِمعدَّلِ 627 كجم / هكتار، وبِسرعَةِ 90 عقدة فَوقَ المُدرَّجاتِ الشَباب رديتا صنوبر، وبناءً على نَجاحِ هذا العمَلِ أصبَحَ نشرُ الأسمِدَةِ في الخَشَبِ اللَّيِّنِ في جميعِ أنحاءِ فيكتوريا أمرًا روتينيًا، كما جَرَّبَت ولاياتٌ أخرى مثلَ كوينزلاند، ونيوساوث ويلز، وتسمانيا، وأستراليا الغربية التَّطبيقاتِ الجوِّيَّةِ للأسمِدة.
كانَ الاستِخدامُ الرَّئيسيُّ لمبيدات الأعشاب المُطبَّقَةِ في الهَواءِ هو إزالَةَ الحَشائِشِ الخَشبيَّةِ مثلَ الكافور، والدلايات، أوِ الأعشابَ في المَزارِعِ المُنشَأةِ حَديثًا، أو مَناطِقِ إعادَةِ التَّحريج، ويمكِنُ تَقييدُ نُموُّ الشَّتلاتِ بِشدَّةٍ بِسبَبِ التَّنافُسِ مَع الأعشابِ على الرُّطوبَةِ والمَوادِّ المُغذِّيَة، وقبلَ استِخدامِ مُبيداتِ الأعشابِ كانَت الحَشائِشَ تَتمُّ مُكافحَتِها يَدويًا، وتَتطلَّبُ في كَثيرٍ مِن الأحيانِ عَمليَّاتَ تِكرارٍ مُكلِّفَة، وقد تمَّ استِخدامَ الرَّشِّ الجِوِّيِّ للسَّيطَرَةِ على الغطاء النباتيِّ على طولِ حَرائِقَ جَديدَة في عامِ 1946.
وبدَأتِ التَّجارِبَ على استِخدامِ مُبيداتِ الأعشابِ 2-4-5-T في عامِ 1966، مِن قِبلِ لَجنَةِ الغاباتِ في بريتانيا بالقُربِ مِن باولتاون؛ للسَّيطَرَةِ على الماشِيَةِ في مَناطِقِ إعادَةِ تَشجيرِ الكافور، وبدَأت خِدمَةُ غاباتِ كوينزلاند تَجارُبَ سابِقَةٍ في عامِ 1957 باستِخدامِ فراشَةِ النِّمِر، وتمَّ إجراءَ تَجارُبَ على ذِراعِ الرَّشِّ تَحتَ طائِرَةِ هليكوبتر Hughes 500 في عام 1975 في Myrtleford في شَمالِ شَرق فيكتوريا، ومَع ذلكَ بِسبَبِ المَخاوِفَ المُتزايِدَةِ بِشأنِ استِخدامِ مُبيداتِ الأعشاب 2,4,5-T، تمَّ تَعليقُ جَميعَ الاستِخداماتِ في يونيو 1978 وتَمَّ فَحصُ البَدائِل الكيميائيَّة.
العَديدَ مِنَ الغاباتِ والمَزارِعَ هي مَوضوعٌ للهُجومِ مِن قِبَلِ الآفاتِ الحَشريَّةِ التي يُمكِنُ أن تَصِلَ في بَعضِ الأحيانِ لنَسبِ الطّاعون، وقد تَتَطلَّبُ تَدابيرَ الرَّقابَةِ على الحشرات في المَناطِقَ الوَعِرَةِ أو الجَبليَّة، وكانَ يُنظَرُ إلى التَّطبيقِ الجَوِّيِّ على أنَّهُ أكثَرُ التِّقنيّاتِ فَعاليَّة.
وفي أغسطس 1930 بَدَأ أوراقُ الشَّجَرِ البُّنِّيِّ يظهَرُ في رديتا الصنوبر، وتقِفُ في مَزرَعَة جَنوبِ يارو بالارات النّاجِمَةِ عن أكلِ أوراقِ القَضيَّةِ فراشَةَ اليَرقات، وتمَّ تَطبيقَ غُبارَ زرنيخات الكالسيوم باستِخدامِ RAAF فراشة النّمِر من السَّربِ رقَم 1، أمّا في عامِ 1962، أسقَطَت الطّائِراتُ طُعمًا للسِّيطَرَةِ على أضرارِ الحَشراتِ في مَزارِعِ الصَّنوبَر.
وعلى مَراحِلِ فيولسينز ديدموريا وكما هوَ طبيعيٌّ وُجِدَت حَشَرةُ العَصا عادةُ في غاباتِ جَنوبِ شرق أستراليا، ولكِن عندَما يَصلُ تواجُدَها إلى الأرقامِ العاليةِ التي يُمكِنُ أن تَكونَ مُدمِّرَةِ للغايَةِ منَ الرَّمادِ الجَبليَّةِ ورمادِ جِبالِ الألب، وقد وصَلَتِ الحَشرَةُ إلى نِسبِ الطّاعونِ خلالَ عامِ 1952، في منَصّاتِ رَمادِ جِبالِ الألب، في غابَةِ باجو الحُكومِيَّة، في نيوساوث ويلز، وأصبَحَت تُمَثِّلُ تَهديدًا خَطيرًا لِمواقِفِ الأخشابِ القَيِّمَة، من ثُمَّ تمَّ استِخدامَ الطّائِراتِ لرشِّ الحَشرات، ولكنَّ الخُطَّةَ لم تتِمَّ على أكمَلِ وجه؛ بسببِ المُدرَّجِ الطَّويلِ، وصُعوبَةِ تَحليقِ الطّائِراتِ في المَناطِقَ الجَبلية، وقد أجرَت لَجنَةُ الغاباتِ في نيوساوث ويلز مَزيدًا مِنَ الأبحاثِ حولَ تَطبيقاتِ المبيدات الحشرية وشركة دي هافيلاند قَدَّمَت طائِرَة DHC2 Beaver لِمزيدٍ مِنَ التَّجارُب في عامِ 1957، ثمَّ قامَت CSIRO ولَجنَةُ الغاباتِ في نيوساوث ويلز بتقييمِ فعاليَّةِ التَّطبيق، وبَدأت في وَقتٍ لاحِقٍ في عام 1960 في استِخدامِ طائِرَةِ هليكوبتر Bristol 171 Sycamore مُستَعارَةٌ مِن Ansett-ANA.
في فيكتوريا، أصبَحَت هيئَةُ كَهرباءُ الوِلايَةِ تَشعُرُ بِالقَلقِ أيضًا في حوالي عامِ 1960؛ بِشأنِ مجموعاتِ الطَّورِ المائِيِّ في مُستَجمِعاتِ المِياه الكهرومائية، في شمالِ شَرق فيكتوريا، وبَدَأت بَرنامَجًا رئيسيًا لِرشِّ مُبيداتِ الحَشراتِ المالديسون المَمزوجَةِ بالدّيزل، بِناءً على الخِبرَةِ المُكتَسَبَةِ في نيوساوث ويلز، في حينِ أنَّ الغاباتِ نفَّذَت قراراتِ لَجنَةِ فيكتوريا بوضعِ تَطبيقاتٍ لِلأجنِحَةِ الثابتةِ في بينابار، كَما لوحِظَ تفشّي رمادَ الجِبال عام 1939، الذي أعادَ نُموَّهُ في عامِ 1960 بالقربِ مِن باولتاون، وبدَأ بَرنامَجُ الرَّشِّ السَّنويِّ الذي استَمَرَّ لِأكثَرِ مِن عَقد.

## صنع المطر

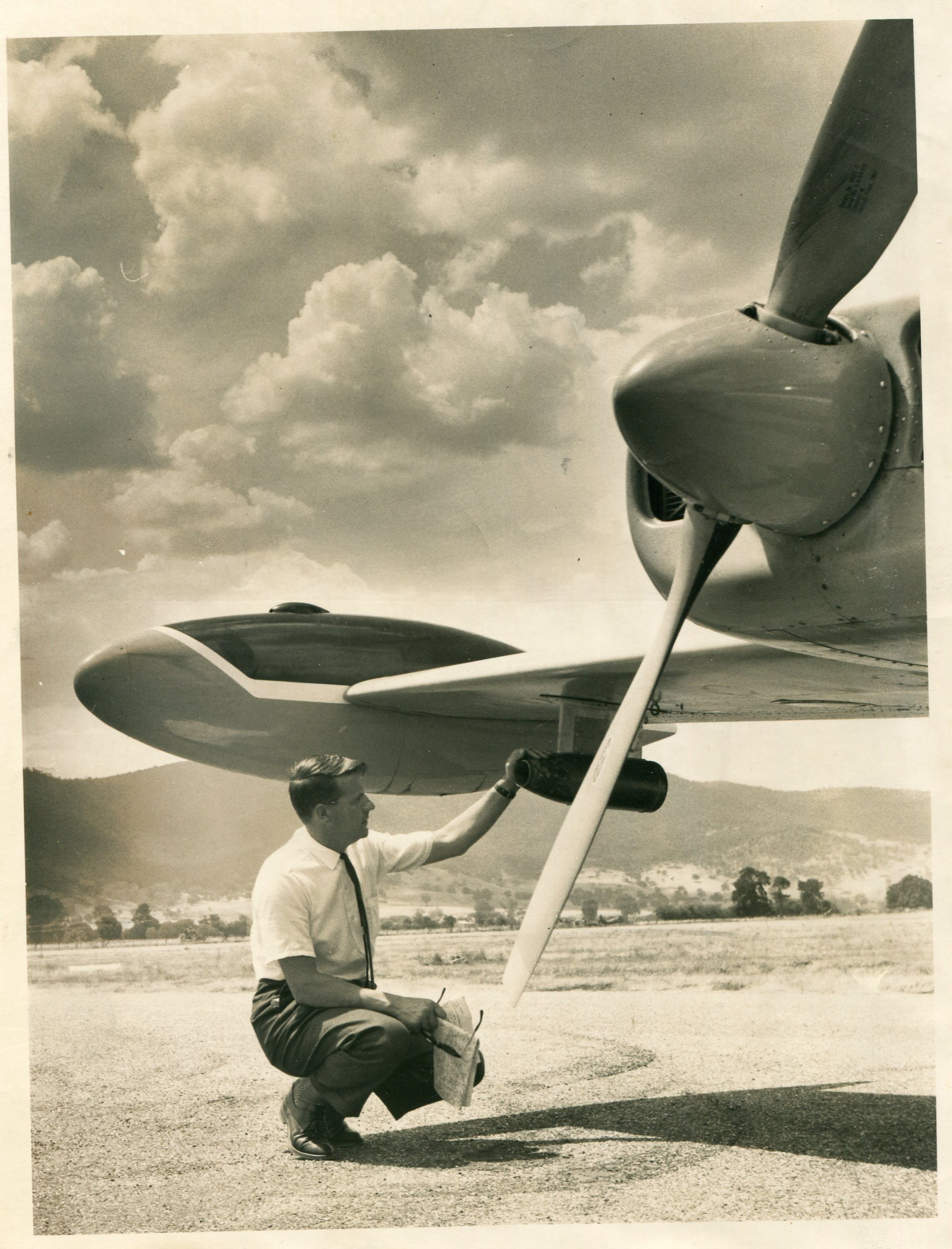
تعاقدت لجنة الغابات في فيكتوريا مع كل من CSIRO's Cessna 411 و Bib Stillwell's Beechcraft Baron في عام 1966، بعد ذلك بعامين تولت MMBW مسؤولية استمطار السحب فوق مناطق مستجمعات المياه، أثول هودجسون في كوريونج - 1966.

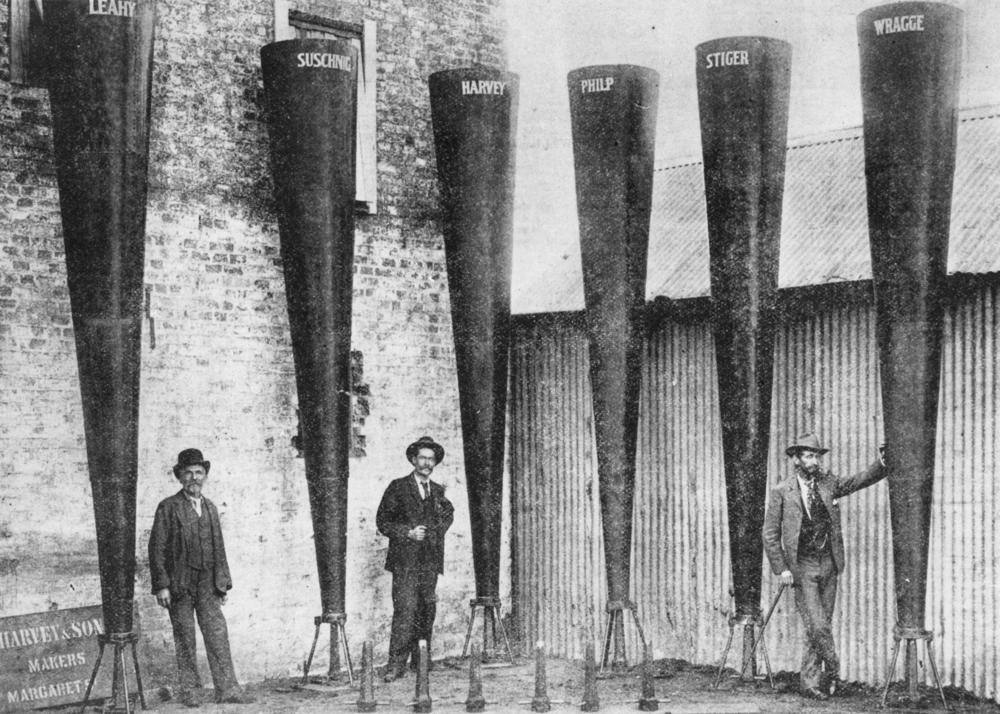
بطارية مدافع Stiger Vortex لصنع المطر في تشارليفيل، كوينزلاند، في عام 1902.

تشتَهِر أستراليا بِكونِها واحِدَةً من أكثَرِ القارّاتِ جَفافًا على وَجهِ الأرض، والتي غَالبًا ما تُعاني مِنَ الجَفافِ لِفتراتٍ طَويلة، لذلكَ فإنَّ أيَّ فُرصَةٍ لِزيادَةِ هُطولِ الأمطارِ كانَت ذاتَ أهمِّيَّةٍ وَطنيَّةٍ كَبيرَة، وتمَّ طَرحُ العَديدِ منَ الأفكارِ المُبتَكَرَةِ والغَريبَةِ في بَعضِ الأحيان، ومَع ذلكَ فإنَّ نَتائِجَ تَجارُبِ البَذرِ السَّحابِيِّ المُبكِّرَةِ لإسقاطِ الثَّلجِ الجافِّ مِن مُحَرِّرِ RAAF Consolidated B24 في 5 فبراير 1947 في نيوساوث ويلز بِالقربِ من سيدني كانَت مُذهِلَة، ولقَد أمطَرَت لِمدَّةِ ثلاثِ ساعاتٍ تَقريبًا، مُنتِجَةُ أكثَرَ مِن 12 ملم، مُوزَّعَةٍ بِشكلٍ مُوحَّدٍ على مَساحَةِ حَوالي 80 كيلومترًا مربعًا، بينَما لَم تُنتِجِ السُّحُبَ المُحيطَةَ أيَّ مَطر، ويُعتَقَدُ أنَّ هذهِ هيَ أوَّلُ حالَةٍ مَوثقَةٍ في أيِّ مَكانٍ في العالَمِ تَصلُ فيها الأمطارَ مِن صُنعِ الإنسانِ إلى الأرض، والمرَّةِ الأولى التي يُتبَعُ فيها نِموَّ السُّحُبِ الديناميكيِّ البَذر.
وعلى مَدارِ الثَّمانيَةِ عشرِ عامًا التّاليَة، تعاوَنَ قِسم RAAF و CSIRO للفيزياءِ السَّحابيَّةِ مَع الوَكالاتِ الحُكوميَّةِ للغاباتِ والحرائِقِ والزِّراعَةِ لاختِبارِ مُختَلَفِ الطّائِراتِ والمَوادِّ الكيميائيَّةِ والتِّقنيّاتِ وأنظِمَةِ التَّسليم، وبشكلٍ عامٍّ كانَت النَّتائِجُ مُختَلَطَةً، وانتَهَت مُعظَمُ بَرامِجَ البَذرِ السَّحابِيِّ في أواخرِ السَّبعينيّات، وعلى الرُّغمِ من أنَّ مَجلِسَ ملبورن والمتروبوليتان للأعمال، ولَجنَةِ تسمانيا للطّاقَةِ الكهرومائيَّة استَمرّوا بِهدَفِ زيادَةِ هُطولِ الأمطارِ الإجماليَّةِ عبرَ مَناطِقَ مُستَجمَعاتِ المياهِ الكَبيرَةِ حتّى التِّسعينيّات.

## التصعيد في استخدام الطائرات والدروس المستفادة
منَ البِداياتِ المتواضِعَةِ إلى القِمَّة وعلى سبيلِ المِثال، عِندَما بَدأت لَجنَةُ الغابات فيكتوريا التَّصويرَ الجوِّيِّ في عام 1928، واستطلاعَ الحَرائِق في RAAF ويستلاند وابيتيس في فبراير 1930، وتعاقَدَت مع Bell 47G في عام 1964، ثمَّ أثبتَت بِنجاحِ القَصفِ النّاريِّ في Benambra في عام 1967، وأصبَحَت أستراليا لديها الآنَ أسطولًا كَبيرًا من طائِراتِ مُكافَحَةِ الحَرائِقِ والغاباتِ مَع طَاقَم دَعمٍ مُتاحٍ كلَّ صَيف.
أدَّت التَّجارُبَ العديدةَ والتَّعاوُنَ والأبحاثِ جَنبًا إلى جَنبٍ مَعَ التّطوُّراتِ التُّكنولوجيَّةِ في الطّائِرات ذاتِ الأجنِحة الثابتةِ والدّوارة، إلى تَبَنّي الطّائِراتِ على نِطاقٍ واسعٍ مِن قِبَلَ رِجالِ الغاباتِ ورجالِ الإطفاء، خاصَّةً عِندما ثَبتَ أنَّ القَصفَ بِالقنابِلِ الحارِقةِ يُمكِنُ أن يُحَسِّنَ فُرص نَجاحِ الهُجوم الأوَّلِ على حَرائِقَ الغاباتِ بِنسبةٍ تَصلُ إلى 50 في المائة، وعندما يَكونُ الاستِثمارُ الأجنَبيُّ المباشرُ لخَطَرِ الحَريقِ مُنخفِضًا إلى مُتوسِّط، كما ثَبَتَ نَجاحَ الاشتعالِ الجوِّيِّ ونَقلِ الطَّاقَمِ والهُبوط.
وقد تَميَّزُ صَيفُ 1977-1978 بِتراكُمِ خَطَرِ الحَرائِقِ الشَّديدِ في مُعظَمِ مَناطِقِ جَنوب أستراليا، وكان هناك 606 اندلاعِ حَريقٍ في فيكتوريا، منها 77 حَدثَت على مَدى ثَلاثَةِ أيامٍ مِن 15 إلى 17 يناير، وتسبَّبَ البرق في حُدوثِ مُعظمِ هذهِ الجرائقِ في مَناطِقِ جبال الألب بالولاية، ولقد تمَّ السَّيطَرَةَ على العَديدِ مِنها بِسرعَة، ولكنَّ ثَمانيَةً تَطوَّرَت إلى حَرائِقَ كَبيرة، وتمَّ سَنُّ المَرحَلَة الثَّانيَةِ من خُطَّةِ الكَوارِثِ الحُكوميَّة، ثمَّ تمَّ استِدعاءُ الجيشِ والقُواتِ الجوِّيَّةِ لِمساعَدَة 850 من موظَّفي لَجنَةِ الغابات، وكانَتِ السِّمَةُ البارِزَةُ هي الدَّورَ المُهِمَّ للغايَةِ الذي لَعِبتهُ المِروحيّاتِ العَسكريَّة مثل Bell 204 Huey في نَقلِ الأطقُمِ والإمدادات، ولربَّما كانَت هذهِ هي المرَّةَ الأولى التي تُستَخدَم فيها مِروحيّاتٌ عَسكريَّةٌ كَبيرَةٌ لِدعمِ رجال الإطفاء الأستراليّينَ، كما أسقَطَت خَمسَ قاذفاتٍ ناريَّةٍ صَغيرَةٍ بما يَزيدُ عن 100000 لتر من المَوادِ المُثبِّطة، وتمَّ نَشرُ 8 طائراتِ هليكوبتر أصغرَ، وعدَدٌ منَ الطّائراتِ الخَفيفةِ ذاتِ الأجنِحَةِ الثّابتة، وكانَت تَكلُفَةُ إخمادِ الحرائِقَ لعامِ 1977-78 مَبلغًا غيرَ مَسبوقٍ قَدرُه 3.3 مليونَ دولار.

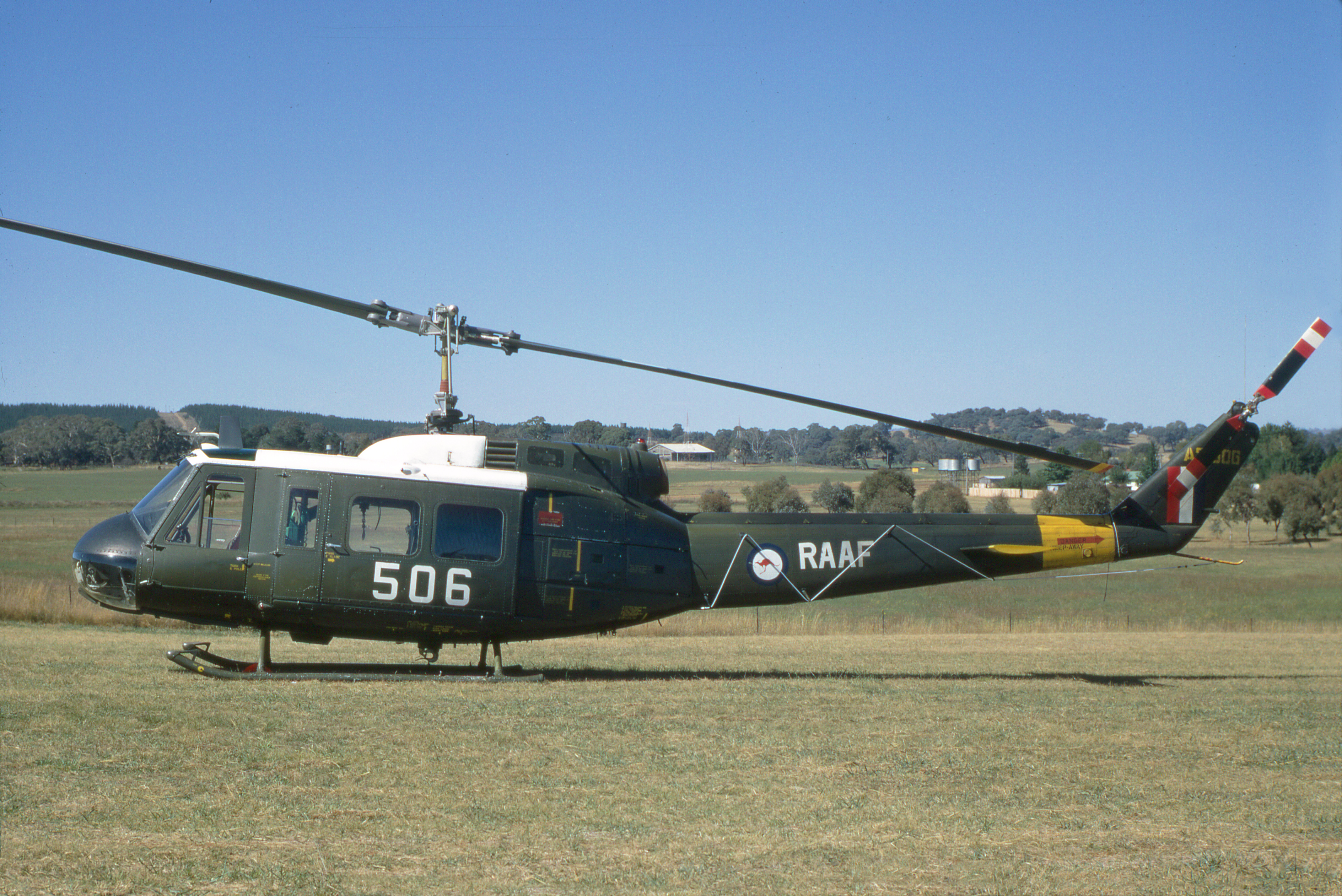
تم نشر طائرات الهليكوبتر RAAF Iroquois في حرائق الغابات الفيكتورية في يناير 1978، ربما كانت هذه هي المرة الأولى التي تستخدم فيها طائرات هليكوبتر عسكرية كبيرة لدعم رجال الإطفاء الأستراليين بهذا الحجم، كانوا لا يقدرون بثمن في نقل أطقم الإطفاء والمعدات إلى الجبال النائية.

أغَبُ حَرائِقِ الغاباتِ وَقَعت في جَنوبِ شرقِ استراليا يوم 16 فبراير 1983، وخِلالَ هياجِ اثنيّ عَشَر ساعَةٍ لَها كانَت قد تَسبَّبَت بأكثَرِ مِن 180 حريقٍ أجَّجَتهُ الرِّياح لسُرعَةٍ تصل إلى 110 كلم / ساعة، دمارٌ واسعُ النِّطاقِ في جَميعِ أنحاء فيكتوريا وجنوب استراليا، اجتَمَعت سَنواتٌ منَ الجَفافِ الشَّديدِ والطَّقسِ القاسي لِتخلقَ واحدًا من أسوأ أيامِ الحَرائِقَ في أستراليا منذُ الجُمعَةِ السّوداء عام 1939 في فيكتوريا، وتوفِّيَ 47 شخصًا، بينَما كانَ هُناكَ 28 حالةَ وفاةٍ أخرى في جَنوبِ أستراليا، وقامَ أكثرُ من 16000 من رجال الإطفاء بِمكافَحةِ الحَرائِقِ، وتمَّ استِخدامُ مَجموعَةٍ مُتنوَّعَةٍ مِنَ المُعدّات، بِما في ذلكَ 400 مَركَبة -شاحناتَ إطفاءٍ وخزّاناتِ مِياهٍ وجرّافات- و 40 طائِرَةٍ، بما في ذلك 11 طائِرةٍ عَموديَّةٍ مِن طُرازِ إيروكوا، وطائِرَةِ هليكوبتر تِجاريَّة، ورئيسَ الوِزراءِ مالكولم فريزر، ثمَّ وَجَّهت RAAF لتَزويدِ CH47 Chinook لِدَعمِ عًمليّاتِ مُكافَحَةِ الحَرائِقِ عَن بُعدٍ في Mount Buffalo لِنقلِ كَمُِياتٍ كَبيرَةٍ مِنَ الأفرادِ والبَضائِعِ إلى الهَضَبَة، وارتَفَعَ الإنفاقُ السَّنويِّ للجنَةِ الغاباتِ على إخمادِ الحَرائِقِ في 1982-1983 إلى 16.8 مليون دولار.
تَكرَّرَ هذا النَّمَطُ في صَيفِ 1984-1985 مَع أكبَرِ عَمليَّةِ إطفاءٍ جوِّيٍّ مُنفرِدَةٍ في أستراليا، وحتّى ذلكَ الوَقت أشعلَت ضَرباتُ الصَّواعِقِ الحَرائِقَ في شَمالِ شَرق فيكتوريا التي كانَت في بَلدٍ جَبَليٍّ بَعيدٍ يَتَعذَّرُ الوُصولَ إليه؛ حيثُ كانَت مُكافَحَةُ الحَرائِقِ صَعبةٌ وخَطيرةٌ وبَطيئَة، ولقد اندَلَعَ مائَةً وواحدَ عَشرَ حريقًا بعدَ ظُهرِ يوم 14 يناير / كانون الثاني 1985، وأُحرِقَت أكثَرَ من 150 ألف هكتار بِمحيطٍ يَزيدُ عن 1000 كيلومتر قبلَ أن تَتمَّ السَّيطَرَةُ عَليها إلى بَعدِ حواليّ أسبوعين، وكانَ لا بدَّ مِن إنشاءِ حواليّ ثُلُثِ المُحيطِ وعَقدهِ في بَلدٍ جبليٍّ شَديدِ الانحدار، حيثُ لم يَكُن هناك وصولٌ للمركَباتٍ التَّقليديَّةِ في ذَروَةِ الحَملة، وتمَّ نَشرُ أكثَرَ من 3000 شخصٍ بشكلٍ مُباشرٍ على جَبهاتِ الحَريق، أو في دَعمٍ وثيقٍ بما في ذلك 2000 من إدارَةِ الغاباتِ والأراضي، و500 مُتطوِّعٍ من CFA، و 449 من أفرادِ القوات المسلّحة، و120 مُوظفًا في المَنشَرة، و50 موظَّفًا من هيئَةِ الكَهرباء، وشمِلت المُعدّاتُ الرّئيسيَّةُ المُستَخدَمَةُ 75 جرافة، و400 ناقلة، و20 طائرة هليكوبتر، و 16طائرة ثابتة الجَناحين، واستَخدمَت طائِراتُ الهليكوبتر من طراز Navy Wessex و Bell UH-1 Iroquois؛ لرفعِ أطقُمِ ومعدّاتِ الفريقِ بَينَما تمَّ نَشرُ طائِراتُ هليكوبتر لاستِطلاعٍ أصغَرَ مِن طُرازِ Bell Kiowa بشكلٍ فَعّال، وبَلَغت نَفقاتُ العامِ 10.5 مليون دولار، وتيرَةَ وحَجمِ وشِدَّةِ حوادِثَ حرائِقِ الغاباتِ في جنوب أستراليا أدَّت إلى تَكثيفِ جَميعِ أنحاءِ 1990s وفي 2002-03، 2006-07، السَّبتُ الأسوَد في 2009 و2013-14، كلُّ الذي تَشاركَ أعدادًا مُتزايِدَةُ مِن الطّائرات، على سبيلِ المِثال فقد أشارَ بَعضُ المُعلِّقينَ إلى حَرائِقِ مُجمَّعِ Great Divide المُعقَّدَةِ في فيكتوريا في 2006-2007 على أنَّها حَريقُ ضَخم، ومَع استِمرارِ الحَملَةِ لِمدَّةِ 3 أشهرٍ تَقريبًا حُرِقَ أكثرَ مِن مَليون هكتار، وتمَّ تَشغيلُ ما مَجموعُهُ 8200 ساعةَ طيرانٍ مَع ما بَين 55-65 طائِرَةٍ تَعملُ في وقتٍ واحدٍ و200 إضافِيَّةٍ تَحتَ الطَّلب، وتمَّ تَسجيلُ أكبَرَ عدَدٍ من طَلعاتِ الطّائِراتِ الفَردية.

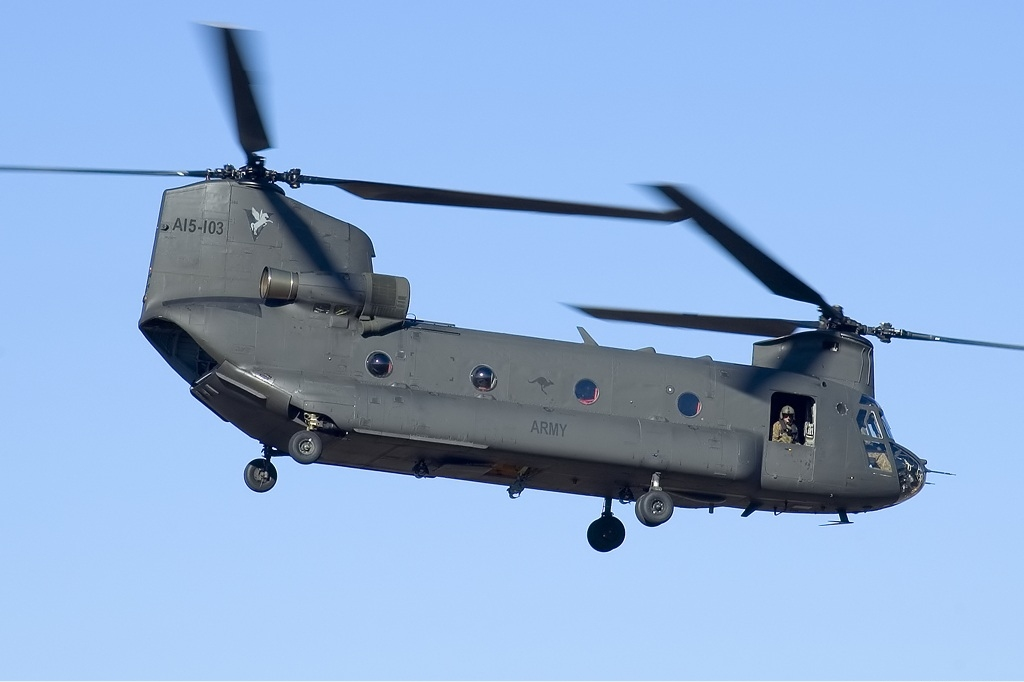
جعل رئيس الوزراء مالكولم فريزر، طائرة هليكوبتر من طراز RAAF CH-47 Chinook متاحة لرجال الإطفاء في جبل بوفالو في أعقاب حرائق غابات Ash Wednesday في فيكتوريا في عام 1983.

تعتمد جميع ولايات أستراليا الآن بشكل كبير على طائرات مكافحة الحرائق باهظة الثمن.  بعد السبت الأسود في عام 2009، تم إبلاغ اللجنة الملكية بأن الرافعة الجوية سيكورسكي S-64 (إلفيس) تكلف 20 ألف دولار أسترالي في اليوم للاحتفاظ بها في وضع الاستعداد بالإضافة إلى 11000 دولار إضافية في اليوم للعمل. كان الوقود تكلفة كبيرة أخرى حيث استهلكت الطائرة حوالي 2000 لتر في الساعة. بينما أثبتت طائرات الهليكوبتر الاستطلاعية الأصغر مثل Eurocopter AS350 Écureuil أنها أرخص ، حيث تكلف حوالي 1500 دولار في اليوم في وضع الاستعداد و 1000 دولار أخرى للتشغيل. بلغت التكلفة الإجمالية لوجود أسطول في حالة تأهب للسنة المالية 2008-2009 في فيكتوريا 18 مليون دولار ، بالإضافة إلى 16 مليون دولار إضافية في رسوم التشغيل.  في نيوساوث ويلز، تم تخصيص مبلغ إضافي قدره 38 مليون دولار أسترالي في عام 2017 من قبل خدمة الإطفاء في المناطق الريفية من أجل اثنتين من ناقلات الهواء الكبيرة الجديدة LAT DC-10 و Lockheed L100 ، لتكملة أسطول طائراتها الحالي بما في ذلك طائرتان من طراز بلاك هوك سابقاً.
وجدت حالة مماثلة في أمريكا في عام 2003؛ حيث خدمة الغابات في الولايات المتحدة ومكتب إدارة الأراضي أصدرا تقريرًا إلى لجنة مجلس الشُّيوخ على أن يمتلكونهامعًا، عقد الإيجار، أو عقد أكثر من 1,000 طائرة طوال موسم الحرائق، وقضاء ما يزيد على 250 مليون $،  دفع هذا خدمة الغابات الأمريكية إلى مراجعة أسطولها المتقادم من القنابل الحارقة،  ومع ذلك فإنَهً مع زيادة استخدام طائرات الهليكوبتر LATs وطائرات الهليكوبتر الثقيلة مثل Sikorsky Air Crane، توقَّعَت سلطات إطفاء الحَرائق في سيكورسكي ارتفاعَ هذهِ الأرقام، على سَبيل المثال، في عام 2012 تعاقَدت دائِرة الغابات الأمريكيةِ مع طائرَة DC-10 مع رسومٍ ثابتةٍ يوميَّةٍ تَبلغ حوالي 50000 دولار أمريكي، بالإضافَةِ إلى مُعدَّلِ رِحلَةٍ بالسّاعَةِ يبلغ حوالي 22000 دولار أمريكي، وتكاليف المثبطات (حوالي 1 دولار أمريكي / لتر) والوقودَ ومُوظفي الدعم الأرضي إضافيَّةُ بشكلٍ عام.
وهناكَ أدلَّةً وافِرةً وإجماعٌ عامٌ بينَ رجال الإطفاء حول فعاليَّةِ نَشرِ الطّائراتِ للهجومِ الأوَّليِّ العُدوانيِّ لإبقاءِ الحَرائِقَ صَغيرة، أو لِتوفيرِ دعمٍ جوِّيٍّ تكتيكيٍّ لأطقُمِ الإطفاءِ على الأرضِ في كاليفورنيا، وتبلغُ النَّفقاتُ السَّنويَّةُ لخدمةِ الغاباتِ الأمريكيَّةِ حوالي 200 مليون دولار أمريكي، لإخمادِ 98٪ من حرائقِ الغاباتِ، وما يصلُ إلى مليار دولارٍ أمريكيٍّ لإخمادِ 2٪ أخرى من الحَرائِقِ حيثُ يفشلُ الهُجومَ الأوَّليِّ وتُصبِحَ كَبيرة، ومَع ذلك فقد أدّى ارتِفاعُ تَكاليفَ الطّائِراتِ الحارقَةِ الكَبيرَةِ إلى تَشكيكِ بعضِ النُّقادِ في استراتيجيَّة الاعتِمادِ عَليها في عَمليّاتِ هُجومٍ مُطوَّلةٍ عَلى جبهاتِ حَريقٍ ثابِتَةٍ نِسبيًا، أو لِبناءِ خُطوطٍ تَحكُّمَ طَويلَة.

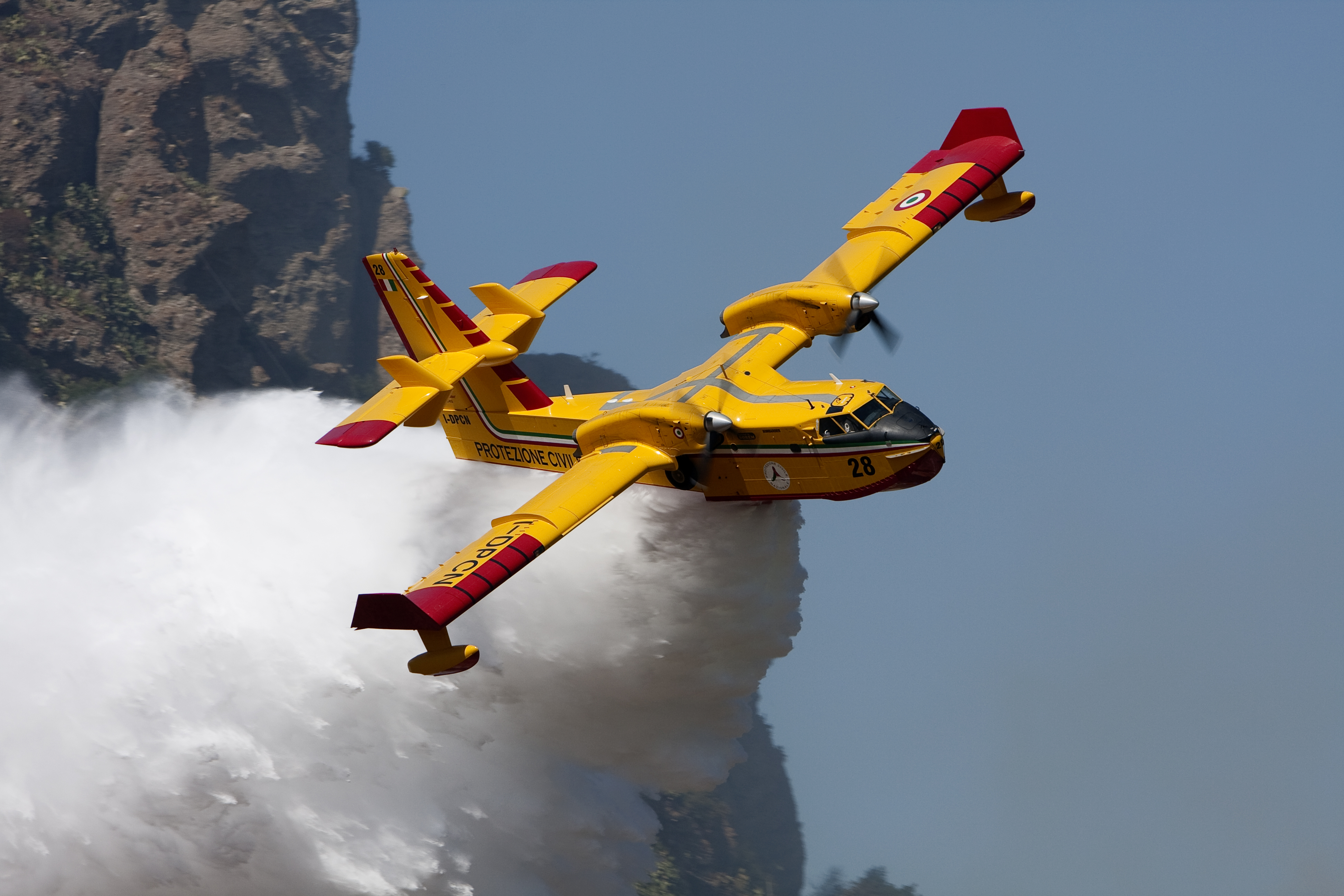
غالبًا ما تكون هناك دعوات في وسائل الإعلام لأستراليا لاستخدام طائرات تجريف المياه مثل بومباردييه CL-415، قام مجلس سلطات مكافحة الحرائق الأسترالية (AFAC) بتمويل التجارب في Otways في عام 1996، ووجد أن الطائرة تتطلب أكثر من 1.3 كم من المياه المفتوحة، بعمق 2 متر على الأقل، مع مدخل ومخارج واضحين، وعلى عكس كندا، هناك عدد محدود من المسطحات المائية المناسبة في أستراليا، على الرغم من أن AT-802F أصغر مع عوامات برمائية قادرة على حمل 3000 لتر أصبح متاحًا في عام 2016.

حيثُ أنَّهُ استجابَةُ للاحتِباسِ الحَراريِّ، والتَّهديدِ بِزيادَةِ حَرائِقَ الغابات، حدَّدَ الخَضرُ الأستراليِّ سِياسَةُ لِقواتِ الدِّفاعِ الأستراليَّة؛ لإنشاءِ وحدةِ إطفاءٍ برِّيَّةٍ مِن خِلالِ شِراءِ ثَلاثِ قاذفاتٍ بومبارديَّيه 415 للمياهِ مُقابِلَ حواليّ 150 مليون دولارٍ أستراليٍّ يَخدِمُها أفرادُ القُواتِ الجَوِّيَّةِ والجَيش، بل إنَّ البَعضَ يُطالِبُ الطّائِراتَ العَسكريَّةَ بإلقاءِ قَنابِلَ صَوتيَّةٍ لإخمادِ حَرائِقِ الغاباتِ بالطَّريقَةِ التي تُطفَئُ بها شُموعُ أعيادِ الميلاد.

### الإشراف على الهجمات الجوية (AAS)
توفِّرُ الطّائراتُ مِنصّةً مثاليَّةً للعديدِ منَ المَهامِ، بما في ذلكَ الاستِطلاعِ، ورَسمِ الخَرائِطَ، ومراقبة الهواء، والهبوط، وبعض الأدوار المتَخصِّصَة للغايةِ التي تمَّ تَطويرُها، حيثُ أصبحَت الطّائراتُ أكثرَ شُيوعًا في حرائِق الغابات، ولحسُن الحظِّ كانَتِ الحَوادِثَ الخَطيرة التي تمَّ الإبلاغُ عنها إلى هيئَةِ سَلامَةِ الطَيرانِ المدنيِّ قَليلة.
وأدَّت الدُّروسُ القيِّمةِ حولَ استخدامِ الطّائرات، خاصَّةً بعدَ حرائِق الغاباتِ في جِبال الألب عام 1985 في جبل بوفالو، إلى بَرامِجَ تَدريبٍ وأدلَّةِ سلامةٍ جَديدةٍ لمُراقِبي الهواء، ومُشغِّلي المَحارق، وطَواقمِ التّزودِ بالوَقودِ السّاخن، وراكبي الراب، والخّلاطاتِ المثبِّطة، بالإضافَةِ إلى المُشرِفينَ المُتخصِّصينَ في الهُجومِ الجوِّيّ (AAS)، وإدارَةِ موارِدَ الطّائرات ِواستِخدامها بِشكلٍ أكثَر كَفاءة.
وتتولّى AAS مسؤوليَةَ تَوجيهِ القَصفِ الجوّيِّ المُعقَّدِ بالقنابِلَ الحِارقة وتَحديدِ الأولويّاتِ والتَّواصُلِ مَع جميعِ الطّائِراتِ وأطقُمِ الإطفاء ِعلى الأرض، ويتطلب الحكمُ لِضمانِ بَقاءِ القَنابِلَ الحارِقَةِ آمنةُ وفعّالة، وهي تَعمَلُ في طائِراتٍ مُنفَصلَةٍ وتدورُ حَولَ النّارِ على ارتفاعٍ أعلى، وتعدُّ الطائِراتُ عاليَةَ الجناحِ مثل سيسنا 182 أو طائرات الهليكوبتر الخفيفة مثل يوروكوبتر AS350 Écureuil مِن منصّاتِ AAS الشائعة.

## المركز الوطني لمكافحة الحرائق الجوية (NAFC)
في حينِ أنَّ مسؤوليَّةَ قَمعِ حَرائِق الغابات، وبالتّالي استخدامَ الطّائِرات، وتقَعُ على عاتِقِ حُكومات كلٍّ من الولاياتِ والأقاليمِ الأسترالية، وتمَّ تشكيلُ المَركَزِ الوَطنيِّ لِمكافَحَةِ الحَرائِق الجوية في يوليو 2003؛ لتنسيقِ التَّرتيباتِ الوَطنيَّةِ للاتِّصالِ ومُشارَكَةِ طائراتِ مُكافَحةِ الحَرائَقَ القيِّمَة، ويتألَّفُ الأسطولَ الوطنيَّ من حوالي 130 طائرة ثابتَةَ الجَناحين، وطائرات هليكوبتر، وناقلات هواء كبيرة (LAT) متعاقدٌ عليها، والتي تكمل العديد من الطّائرات المَملوكة للدولة والمتعاقدة معها؛ لتلبية ذروة الطلب في جميع أنحاء أستراليا، والتي تشكل أكثر من 500 طائرة، مقدمةً من أكثر من 150 مشغَّل، وفي عاميَّ 2015 و 2016 تمَّ تفعيلَ طائراتٍ منَ الأسطولِ الوطنيِّ 5000 مرَّة، وأحدثت ما يَقربُ من 30 ألف قطرةٍ من القنابل الحارقة.
وتوجد ترتيباتٍ متبادلةٍ بين جميعِ الولاياتِ الأستراليَّةِ والعَديدَ مِنَ البلدان الخارجيةِ لمشاركَةِ الطّائرات والخِبراتِ المتخصِّصة، مثل مشرفو الهجمات الجوية، لذلكَ يتمُّ تَطويرَ بعضِ إرشاداتِ الطَّيرانِ الدُوليِّ المشتركةِ مع المُصطلحاتِ القياسيَّةِ لتسهيلِ عَمليّاتِ النَّشرِ العالميَّة، وتدورُ العديدُ منَ الطائرات الكبيرةِ وأطقمُ الطائرات بينَ نصفيِّ الكُرة الأرضيَّة الشِّماليّ والجَنوبيّ.